# Église Saint-Vaast de Nointel
Pour les articles homonymes, voir Église Saint-Vaast.
L'église Saint-Vaast est une église catholique paroissiale située à Nointel (Oise), en France. C'est un édifice assez spacieux, qui réunit presque tous les styles architecturaux du roman au classique, sauf la Renaissance. Le plan est régulier, et s'inscrit dans un rectangle, avec une subdivision nette entre nef, transept et chœur. Il y a un vaisseau central et deux collatéraux sur toute la longueur. Mais en regardant les détails, il se révèle aisément que pratiquement aucune partie de l'église n'est homogène, à l'exception du chœur, qui constitue un intéressant témoignage du style rayonnant tardif. Sa vaste baie du chevet présente un exceptionnel remplage à cinq lancettes. La base du clocher conserve une voûte d'ogives romane archaïque, qui a été fortement remaniée. La nef séduit par ses grandes arcades portées à la même hauteur que les murs latéraux, et des piliers gothiques et toscans s'y font face sans rompre l'harmonie de l'ensemble. Les voûtes sont seulement factices et peuvent être qualifiées de néogothiques. À l'extérieur de l'église, la façade occidentale de la nef constitue l'élément le plus remarquable. Elle date des années 1120 / 1130 et comporte un portail et une fenêtre richement décorés. Le clocher central date de la même époque. Fait assez rare, il a été redécoré à la période flamboyante sans reconstruction réelle. L'église Saint-Vaast a été inscrite au titre des monuments historiques par arrêté du 7 novembre 1927. La paroisse Saint-Thomas-More de Nointel cesse d'exister au 1er janvier 2018 avec la répartition de ses huit villages parmi quatre paroisses voisines. L'église Saint-Vaast rejoint la paroisse du Cœur du Christ de Clermont.

## Localisation

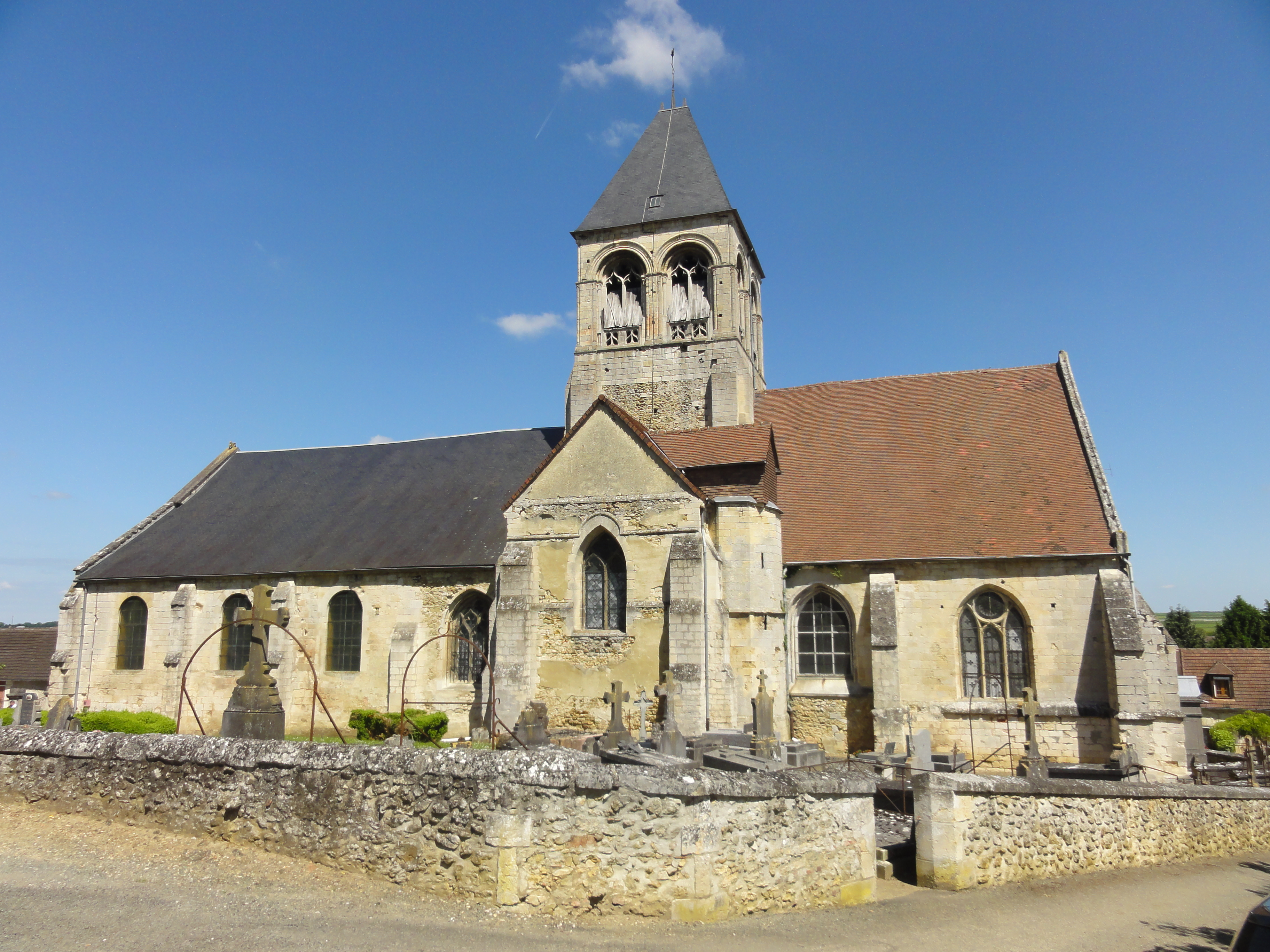
Vue depuis le sud-est.

L'église Saint-Vaast est située en France, en région Hauts-de-France et dans le Oise, sur la commune de Nointel, impasse de l'Église / impasse d'En-Haut. Elle est bâtie au sud du village, un peu à l'écart des habitations, sur un petit tertre, dernier ressaut du versant nord du plateau de Liancourt. Le cimetière, clos par un mur, l'entoure. L'église est donc entièrement dégagée de constructions mitoyennes, et l'on peut en faire le tour. Le presbytère, en même temps maison paroissiale, se situe au sud. Au nord, une sente se faufilant entre des jardins permet de rejoindre directement la rue principale du village, la rue des Boues, appelée rue du Saulon à l'ouest du calvaire depuis lequel monte l'impasse de l'Église, qui aboutit devant la façade occidentale. La maison paroissiale et le parking devant le chevet de l'église sont accessibles par impasse d'En-Haut, qui est reliée à la place de la Mairie par la rue Biot, et conduit presque tout droit vers Catenoy.

## Historique

### L'histoire de la paroisse

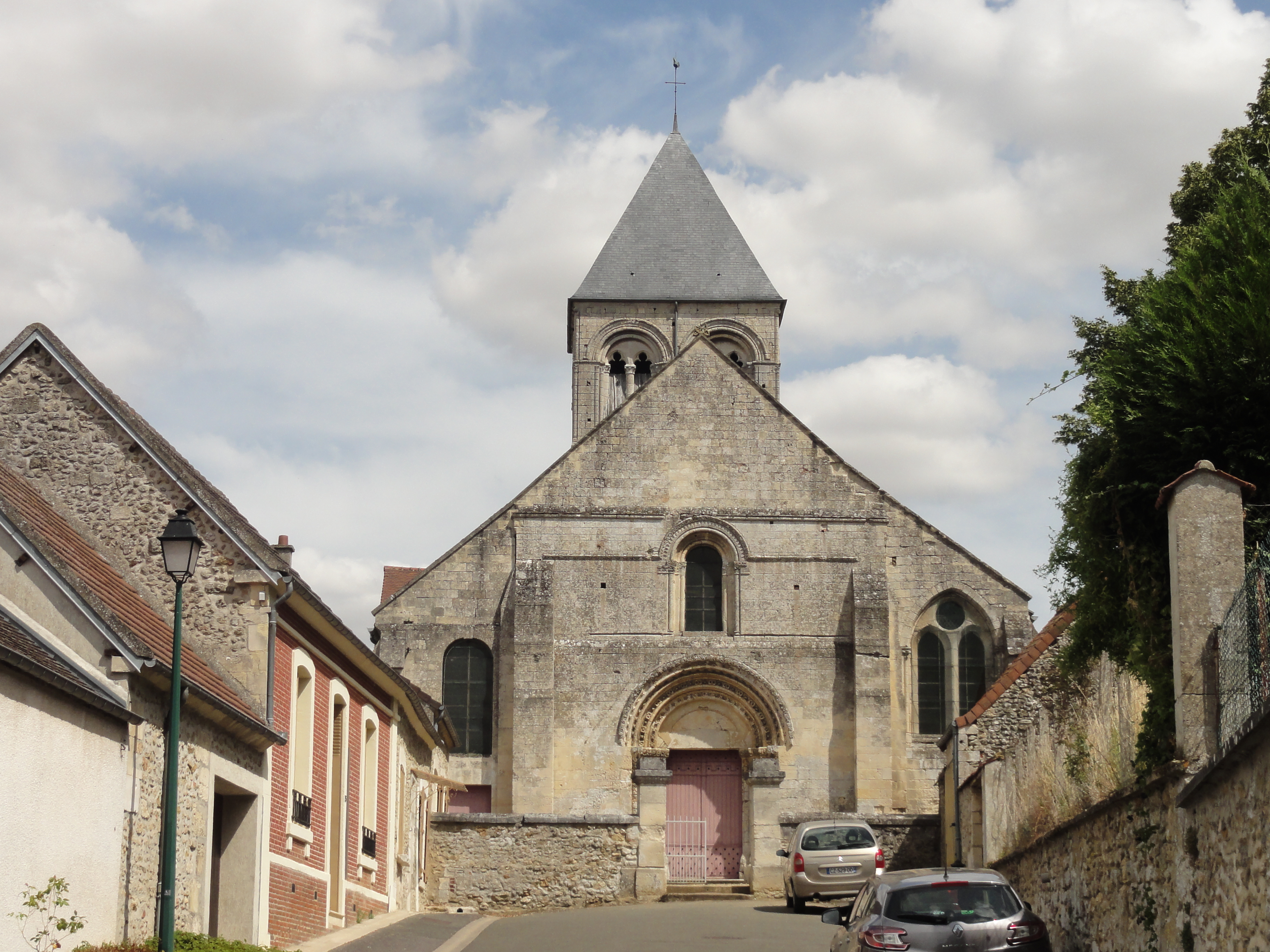
Vue depuis l'ouest.

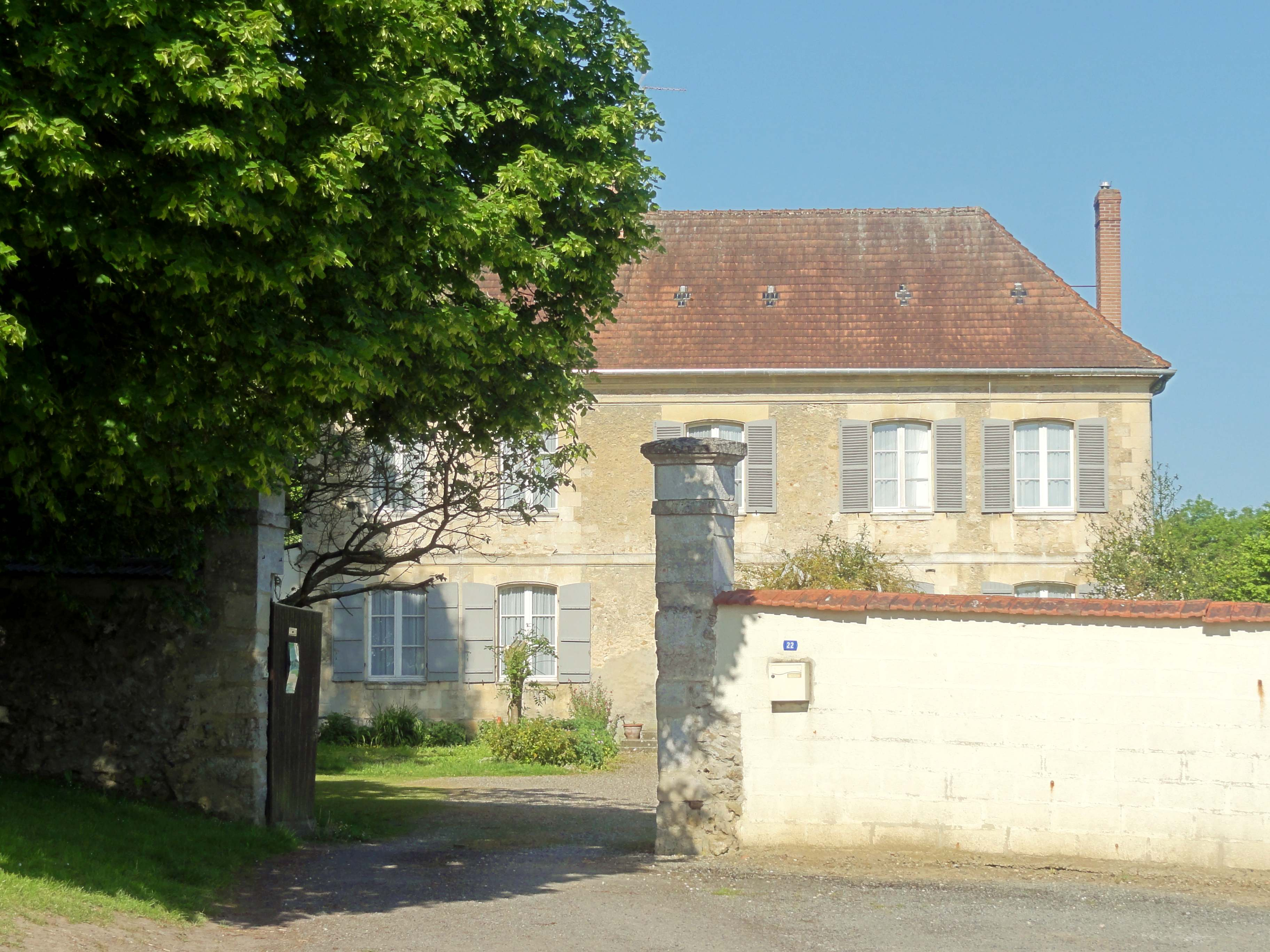
La maison paroissiale.

La date de fondation de la paroisse n'est pas connue. Son saint patron est Vaast d'Arras, comme à Angicourt et Catenoy, villages aujourd'hui compris dans la même paroisse. Une précédente église aurait été construite au XIe siècle, et une pierre dans les combles porterait la date de 1040. La probabilité est forte qu'il s'agisse d'une erreur d'interprétation, car les églises romanes de la région ne comportent généralement pas d'inscriptions de ce genre, et ne peuvent être datées que grâce à des chartes anciennes ou l'analyse archéologique. Rien n'empêche cependant de supposer l'existence de la paroisse au XIe siècle et au-delà. Sous l'Ancien Régime, elle relève du doyenné de Pont-Sainte-Maxence, de l'archidiaconé de Breteuil et du diocèse de Beauvais. Le collateur de la cure est l'abbé de Saint-Germer-de-Fly. C'est dans les documents concernant l'histoire de cette puissante abbaye que l'on est susceptible de trouver davantage de renseignements sur les premiers siècles de la paroisse de Nointel. Le curé ne perçoit pas la dîme : la cure est à portion congrue. Deux chapelles dans l'église forment des bénéfices séparés, et sont desservies par des chapelains à la nomination de l'évêque de Beauvais. Un ecclésiastique de renom est originaire de Nointel et a certainement été baptisé en l'église Saint-Vaast : il s'agit du cardinal Jean Cholet, fils du chevalier Oudart, mort en 1293 à Rome et inhumé en l'abbaye Saint-Lucien de Beauvais,.
Sous le Concordat de 1801, le diocèse de Beauvais est annexé au diocèse d'Amiens, jusqu'à ce que le diocèse de Beauvais ne soit rétabli en 1822. Depuis, Nointel en fait partie. Au début du XXe siècle, l'église de Catenoy est déjà desservie par le curé de Nointel. Avec la création de quarante-cinq nouvelles paroisses à l'échelle du diocèse en 1996, Nointel devient le siège d'une grande paroisse au titre de saint Thomas More, qui s'étend sur huit autres communes (Avrigny, Catenoy, Choisy-la-Victoire, Épineuse, Fouilleuse, Labruyère, Maimbeville et Sacy-le-Grand). Mais en raison du faible nombre d'habitants du secteur et du manque de prêtres, la paroisse Saint-Thomas-More est bientôt rattachée au paroisse Sainte-Maxence de Pont-Sainte-Maxence. Elle est desservie par le curé ou le vicaire de Pont-Sainte-Maxence. Les messes dominicales anticipées du samedi soir sont célébrées à tour de rôle dans l'un des petits villages. Le samedi soir à 18 h 30, l'Eucharistie est célébrée en alternance à Nointel ou Sacy-le-Grand. L'existence officielle de la paroisse de Nointel prend fin le 1er janvier 2018 avec la répartition de ses huit villages parmi quatre paroisses voisines. L'église Saint-Vaast rejoint la paroisse du Cœur du Christ de Clermont.

### L'histoire de l'église
Aucun élément en élévation ne subsiste de l'église du XIe siècle. Sa nef unique a probablement été maintenue jusqu'au XIIIe siècle. Ses autres parties ont été remplacées à partir des années 1120, mais ont, pour la plupart, été remplacées à leur tour. L'on peut toujours admirer la belle façade romane avec son remarquable portail à archivolte multiple (sans les parties correspondant aux bas-côtés, qui sont postérieures, et le clocher roman, redécoré à la première moitié du XVIe siècle dans le style gothique flamboyant. Les deux croisillons du transept datent de la même époque, mais leurs fenêtres ont été refaites après la guerre de Cent Ans. À l'intérieur, la quatrième grande arcade du sud de la nef, avec un chapiteau roman, côté ouest ; les quatre arc-doubleaux autour de la base du clocher ; ainsi que la voûte d'ogives de la base du clocher, percée ultérieurement d'un trou pour la remontée des cloches, datent des années 1120 / 1130. La quatrième travée de la nef constitue apparemment un prolongement vers l'est de la vieille nef, ce qui explique qu'elle est la seule à posséder une grande arcade romane. Cette travée doit se substituer à la première travée du chœur du XIe siècle, qui fut peut-être une base de clocher. Si l'église conserve de la substance du XIe siècle en élévation, il faudra la chercher dans les puissants piliers à l'entrée de la quatrième travée.
Afin d'augmenter la capacité d'accueil de l'église, la vieille nef est dotée d'au moins un bas-côté au sud, vers la fin du XIIe siècle ou au début du XIIIe siècle. En témoigne la fenêtre occidentale du bas-côté, avec un précurseur de remplage, comme à Bury, Clermont, Saint-Leu-d'Esserent et Villers-Saint-Paul. Des doutes planent sur les grandes arcades qui existent à cette époque. Dans un premier temps, des arcades sommaires sont peut-être percées dans le mur gouttereau sud (ou les deux murs gouttereaux) de la vieille nef. En effet, les chapiteaux des grandes arcades du sud, s'ils sont réellement authentiques, n'appartiennent plus à la période gothique primitive comme la fenêtre occidentale. La sculpture se rapproche des chapiteaux engagés dans les murs de la nef et des bas-côtés d'Agnetz, dont le premier niveau d'élévation date des alentours de 1230. Deux à trois générations plus tard, à la fin du XIIIe siècle ou au début du XIVe siècle, le chœur des années 1120 est remplacé par un ensemble de style rayonnant tardif, qui se compose d'un vaisseau central accompagné de deux collatéraux, le tout se terminant par un chevet plat. C'est la seule partie de l'église qui demeure stylistiquement homogène. La baie d'axe du chevet est remarquable pour son exceptionnel remplage à cinq lancettes. Assez tôt, une chapelle de deux travées est ajoutée au nord du chœur. Elle est ultérieurement transformée en sacristie. Ainsi, l'église se présente déjà dans sa configuration actuelle à la veille de la guerre de Cent Ans, avec toutefois l'absence de certitude sur l'existence d'un bas-côté nord,.
La guerre de Cent Ans ne semble pas infliger des dégâts majeurs à l'église Saint-Vaast. Certains remaniements à la période flamboyante, à la fin du XVe siècle et au premier quart du XVIe siècle, sont d'ordre cosmétique, comme la ré-décoration de l'étage de beffroi du clocher, et le repercement des fenêtres des croisillons et l'agrandissement des fenêtres des quatrièmes travées de bas-côtés, avec création de réseaux flamboyants complexes. Le remplage de la baie du croisillon nord s'est perdu depuis. Les autres remaniements remédient à des désordres de structure, cas de la reprise des bases et socles des trois piliers isolés au sud de la nef ; du voûtement ou revoûtement de la quatrième travée du bas-côté nord (dont le gros-œuvre remonte à la période romane) ; de la réfection de la quatrième grande arcade du nord (initialement romane elle aussi) et de l'arcade occidentale du croisillon nord. À la Renaissance, sans doute après le milieu du XVIe siècle, les croisillons du transept sont revoûtés. Le profil prismatique méplat (et non plus aigu) des ogives indique en effet une période postérieure à celles des fenêtres signalées ci-dessus. Plus tard, le renforcement des piles du clocher s'avère nécessaire. Aucun auteur ne renseigne sur la date de ces travaux, mais s'ils coïncident avec la reconstruction des grandes arcades du nord et la modification des supports des ogives et doubleaux de la base du clocher, ils peuvent être situés à la période classique, soit entre le milieu du XVIIe siècle et le premier quart du XVIIIe siècle environ. Les quatre piles de la croisée du transept sont entièrement refaites jusqu'à trois assises en dessous des tailloirs. C'est donc sans nécessité que tous les chapiteaux romans sont supprimés. Les trois premières grandes arcades au nord de la nef sont réalisées avec des colonnes toscanes. Enfin, les élévations latérales des bas-côtés et le mur occidental du bas-côté nord sont totalement rebâties. Déjà cinq époques se côtoient ainsi dans la nef et les bas-côtés. Au début de la Troisième République, le conseil de fabrique veut embellir l'église, et fait équiper la nef et les bas-côtés de fausses voûtes d'ogives en briques creuses et plâtre, système Colas, sous la direction de l'architecte et décorateur senlisien Philippe Bruslé,. L'église est inscrite au titre des monuments historiques par arrêté du 7 novembre 1927.

## Description

### Aperçu général

Plan de l'église.

Régulièrement orientée, l'église se compose d'une nef de quatre travées accompagnée de deux bas-côtés ; d'un transept débordant, dont la croisée du transept sert de base au clocher ; et d'un chœur de deux travées accompagné de deux collatéraux, et se terminant par un chevet plat. Une sacristie de deux travées se situe au nord de la première travée du collatéral nord du chœur, et une tourelle d'escalier occupe l'angle entre croisillon sud et chœur. Le plan de l'église présente une irrégularité majeure, qui concerne la quatrième travée de la nef. Elle concerne aussi bien l'extérieur, où apparaît le style gothique flamboyant, que l'intérieur, où les grandes arcades sont romanes, et les piliers particulièrement épais. Ils évoquent une ancienne base de clocher. L'ensemble de l'église ainsi que la sacristie sont voûtés d'ogives, mais ces voûtes sont factices dans la nef et ses bas-côtés, et datent seulement de 1883. L'on accède à l'église par le portail occidental de la nef, ou par un petit portail à l'ouest du bas-côté nord, qui est habituellement utilisé. Le clocher est coiffé d'un toit à la hache. La nef et ses bas-côtés, ainsi que le chœur et ses collatéraux, sont recouverts ensemble par des toitures à deux rampants, avec des pignons en façade et au chevet. Les croisillons sont munis de toits en bâtière indépendants, avec pignons au nord et au sud.

### Intérieur

#### Nef

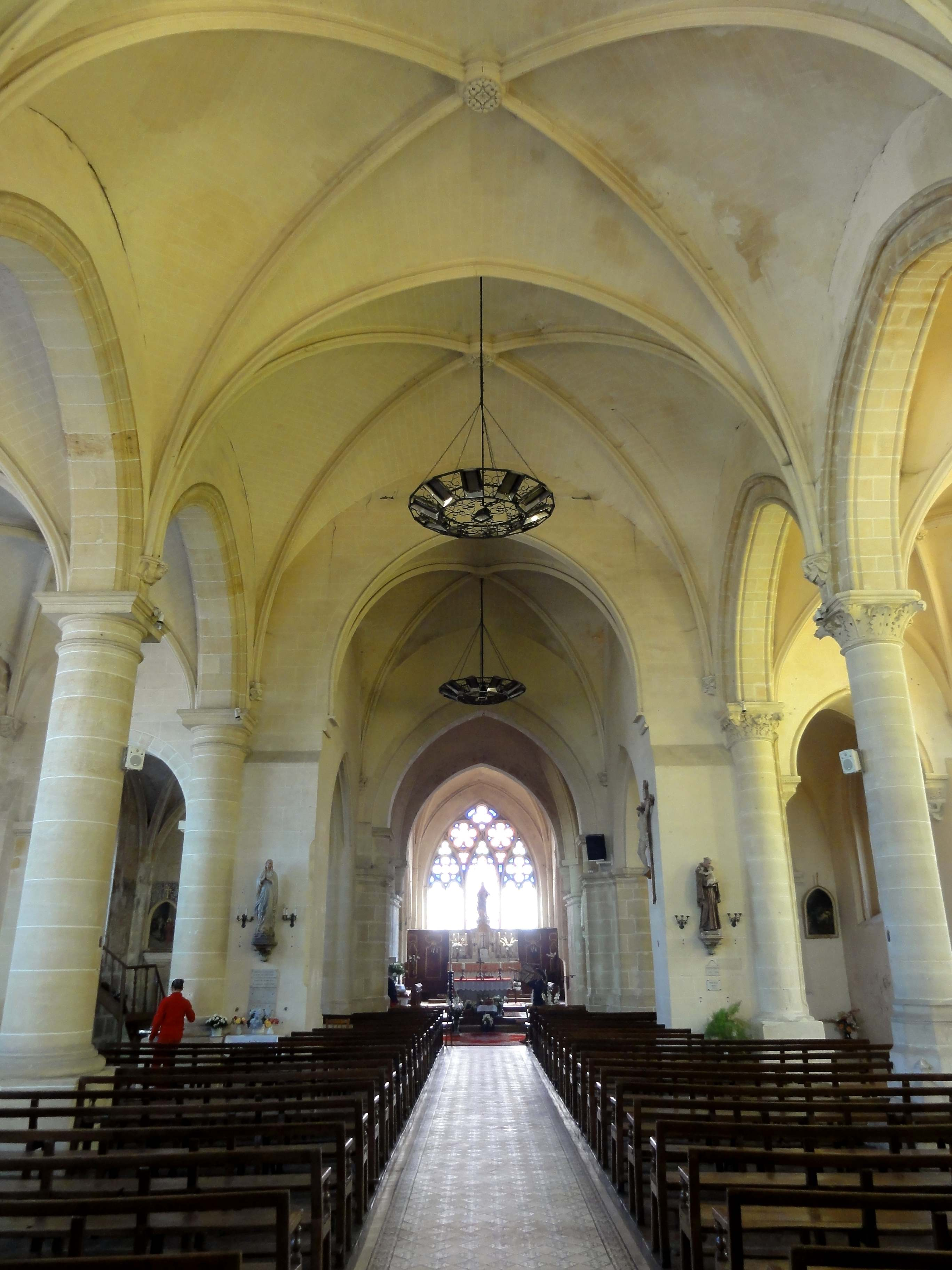
Nef, vue vers l'est.

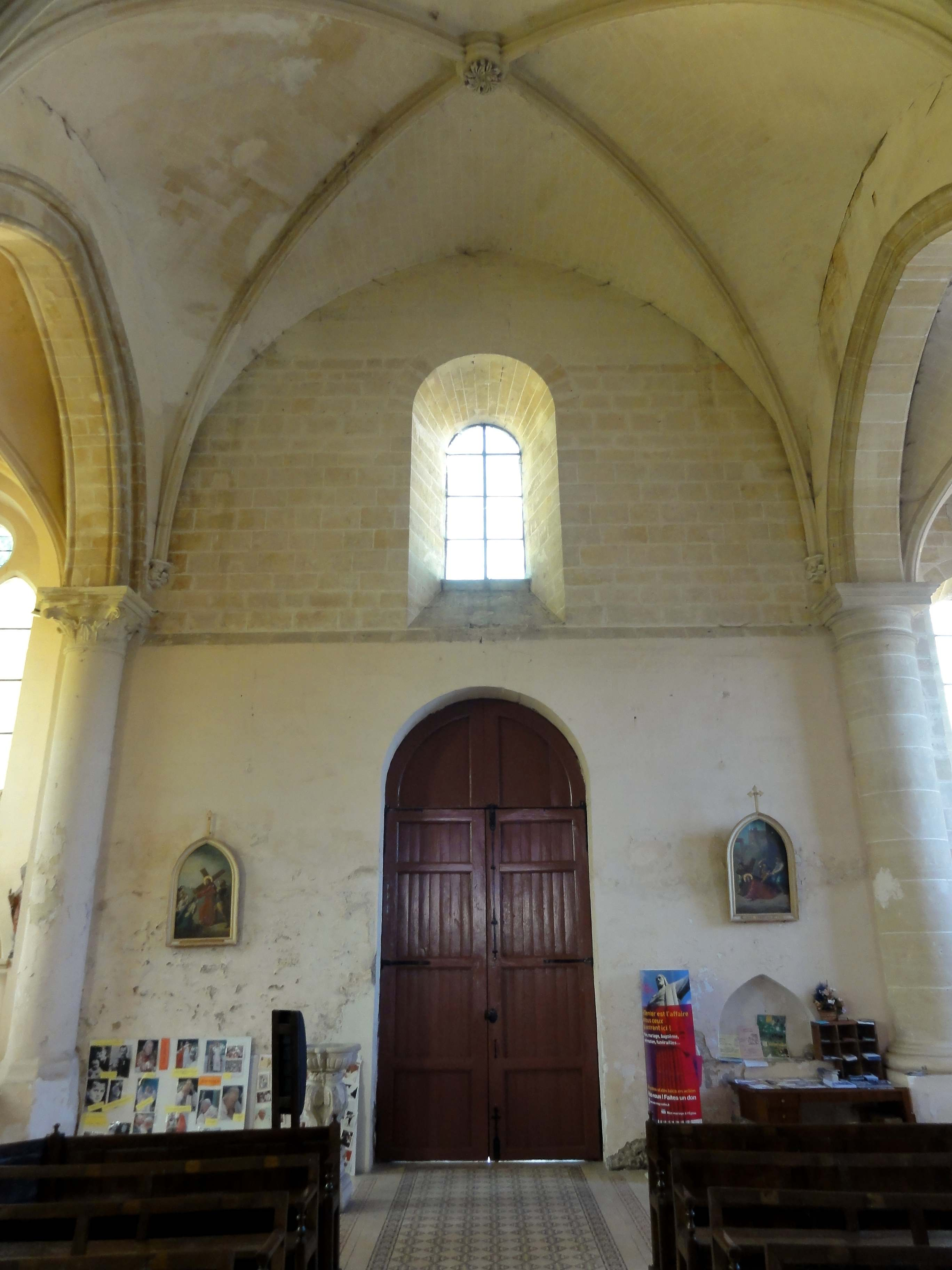
Extrémité occidentale.

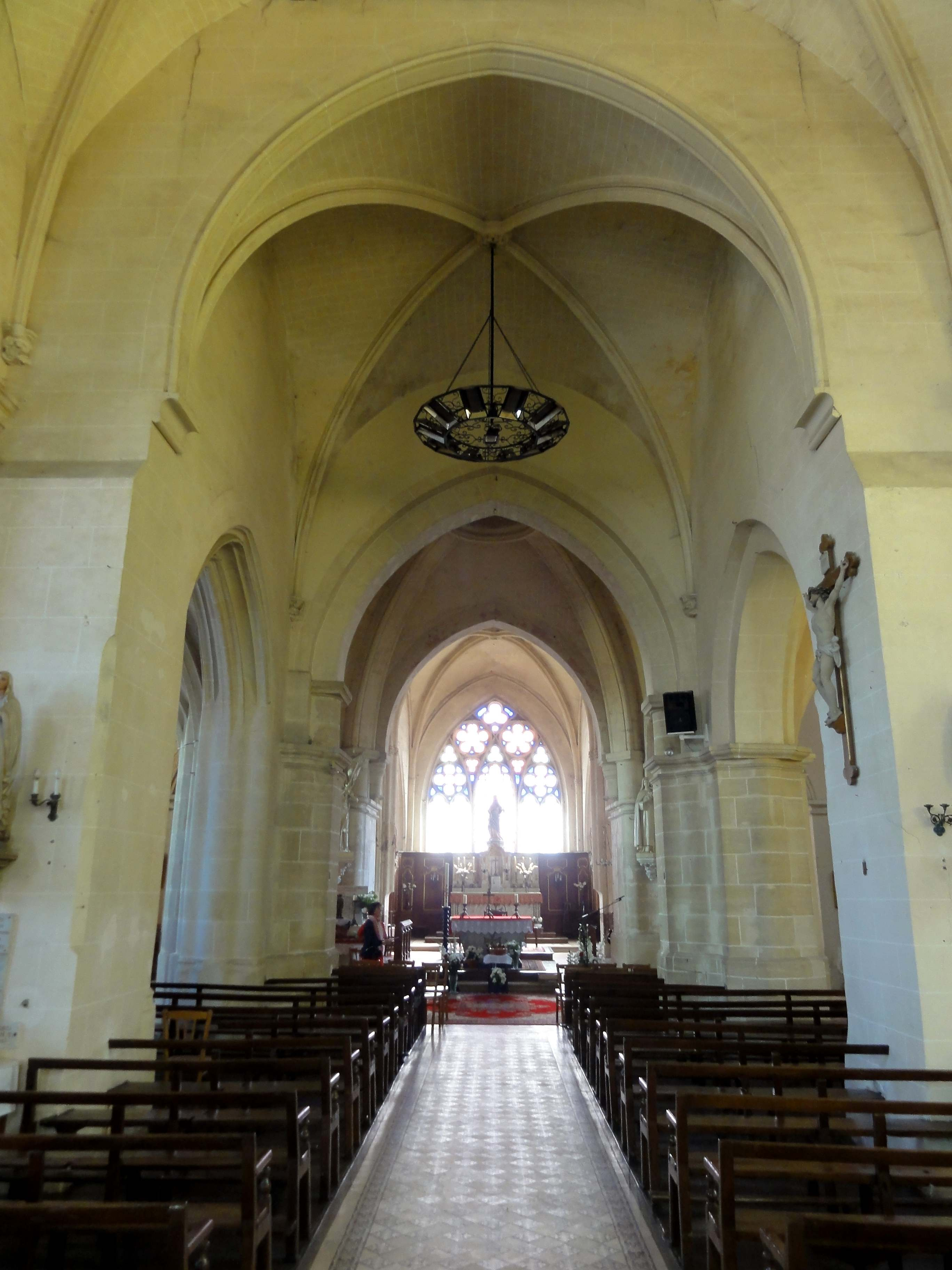
4e travée, vue vers l'est.

Comme l'expriment Marie-Élisabeth et Léon Houdart, « L'impression que l'on éprouve en entrant dans l'église de Nointel est excellente ; le vaisseau est vaste et éclairé ». Il est pourtant dépourvu de fenêtres, sauf en façade, mais le teint clair des surfaces murales reflète bien la lumière, et il n'y a pas de bâtiments contigüs, de sorte que le jour entre directement par les fenêtres des bas-côtés. La largeur généreuse est propre aux nefs uniques, non voûtées, de la période romane. Cette largeur a sans doute dissuadé le maître d'œuvre du début du XIIIe siècle de voûter la nef. Elle relativise la hauteur, qui est considérable, mais ne représente guère qu'une fois et demi la largeur. Sans oublier l'aspect économique, le renoncement au voûtement a aussi permis des grandes arcades élevées, pratiquement aussi hautes que la nef elle-même, et des piliers relativement minces, d'un aspect élancé. Des arcades aussi élevées, sans laisser la place à un second niveau d'élévation avec des fenêtres hautes, sont l'exception au XIIIe siècle, mais plus fréquentes à la période flamboyante : l'église de Pont-Sainte-Maxence en fournit un exemple (de même qu'Armancourt, Cléry-en-Vexin et Jaux). Les grandes arcades du sud sont en tiers-point, et à double rouleau. Le rang de claveaux supérieur, très discret, est mouluré d'un tore de chaque côté. L'intrados est profilé d'un méplat entre deux tores. La retombée s'effectue sur les tailloirs carrés, aux angles abattus, de grands chapiteaux richement sculptés de grappes de raisin et de feuilles de vigne ; de feuilles striées aux extrémités recourbées en crochets ; de feuilles polylobées. Sur deux chapiteaux, les nervures de certaines feuilles sont perlées. Il est regrettable que Louis Graves, qui a visité l'église au cours des années 1830, se borne à constater que « la nef est ogivale [c'est-à-dire, gothique], mais remaniée ». Sachant que les voûtes datent de 1883, un doute plane ainsi sur l'authenticité des chapiteaux. Cependant, les bases flamboyantes des trois premiers piliers, qui prennent la forme d'une plinthe moulurée, ne concordent pas avec les chapiteaux, et Bruslé n'aurait eu aucune raison de les inventer. La base gothique de la colonne engagée à la fin de la troisième grande arcade démontre, quant à elle, l'origine des grandes arcades au début du XIIIe siècle.
Indice de leur origine au XIIIe siècle, mais pas une preuve, car la restauration de 1883 est insuffisamment documentée, les grandes arcades du nord sont elles aussi en tiers-point. C'est tout à fait contraire à l'esprit de l'architecture classique. Avec le profil de leurs homologues du sud, les grandes arcades du nord partagent le tore du rouleau supérieur. Les tailloirs carrés n'ont pas les angles abattus, et débordent un peu plus. Les chapiteaux se limitent à une frise vierge. Les piliers appareillés en tambour sont d'un diamètre plus fort. Les bases, dépourvues de griffes, reposent sur des socles cubiques. Les nombreuses différences excluent donc que les piliers des grandes arcades du nord comportent des éléments du XIIIe siècle. Si les grandes arcades du nord et du sud datent de deux époques différentes et ne sont pas stylistiquement homogènes, les deux élévations latérales de la nef sont analogues dans leurs grandes lignes, et l'ensemble conserve un caractère harmonieux. Fort heureusement, les voûtes néogothiques ne rompent pas avec cet équilibre, car leurs ogives profilées d'un mince filet sur un tore unique dégagé d'un bandeau en arrière-plan sont empruntées à une époque pas très éloignée de celles des grandes arcades. Bruslé les a recopiées sur celles du chœur. Les clés de voûte sont toutes différentes, et s'inspirent de modèles de l'époque des chapiteaux des grandes arcades du sud. L'architecte n'a donc pas cherché la voie de la facilité, ce que démontre également la diversité et l'originalité des culs-de-lampe. Ils sont figurés, et l'on peut seulement regretter qu'ils imitent le style gothique flamboyant, bien présent dans l'église, mais inapproprié pour les supports de voûtes censées imiter le style de la fin du XIIIe ou du début du XIVe siècle.
À l'ouest, la sobriété du mur des années 1130 évite l'impression d'une rupture stylistique. Le portail en plein cintre n'est pas décoré à l'intérieur, et pourrait tout aussi bien dater de la période classique (ce qui n'est pas le cas, comme le prouve le décor à l'extérieur), et la fenêtre haute, également en plein cintre, ne se caractérise que par un fort ébrasement. Le mur se retraite grâce à un fruit au niveau des tailloirs des grandes arcades. À l'est, la quatrième travée forme un volume bien distinct : la hauteur est légèrement moins importante, et surtout, la largeur se retrouve réduite d'un tiers. Les murs ainsi visibles à gauche et à droite du doubleau ouvrant dans la travée comportent une retraite encore plus marquée que sur le mur occidental. La grande arcade du nord affiche un profil prismatique complexe, et se fond directement dans des piliers ondulés engagés dans les massifs de maçonnerie plus anciens. La grande arcade du sud et celle, plus élevée, ouvrant dans la base du clocher, sont à double rouleau, non moulurées, et déjà en arc brisé. Selon Dominique Vermand, l'arc brisé fait son apparition dans le Beauvaisis pendant les années 1120, à la nef de Villers-Saint-Paul, au transept de Rieux et dans le chœur de Morienval. Les tailloirs sont refaits, et les chapiteaux manquent, sauf à l'ouest de la grande arcade du nord. Ici, l'on trouve le dernier chapiteau roman intact à l'intérieur de l'église, qui est sculpté de palmettes d'un type rare, et d'une petite tête grimaçante en haut de la face frontale. Il repose sur une colonne engagé dans un dosseret, qui supporte le rang de claveaux supérieur. Cette disposition rappelle la nef de Villers-Saint-Paul, ainsi qu'Acy-en-Multien. En face au nord, la grande arcade devait être identique, mais rien ne permet de supposer que les trois premières travées étaient elles aussi munies d'arcades semblables : dans ce cas, la façade, qui est contemporaine, devrait être de la même largeur que la quatrième travée. Il n'y aurait pas non plus les murs lisses à la fin de la troisième travée. Tout porte donc à croire que la façade avait été plaquée devant une nef plus ancienne, et que la quatrième travée a toujours été différente des autres. En l'absence d'études approfondies sur l'église Saint-Vaast, il reste en suspens si elle a jamais supporté un clocher, ou si elle était destinée à devenir la base d'un clocher, finalement réalisée une travée plus loin à l'est. C'est néanmoins peu probable, car les doubleaux de la quatrième travée et de la base du clocher actuel sont du même type.

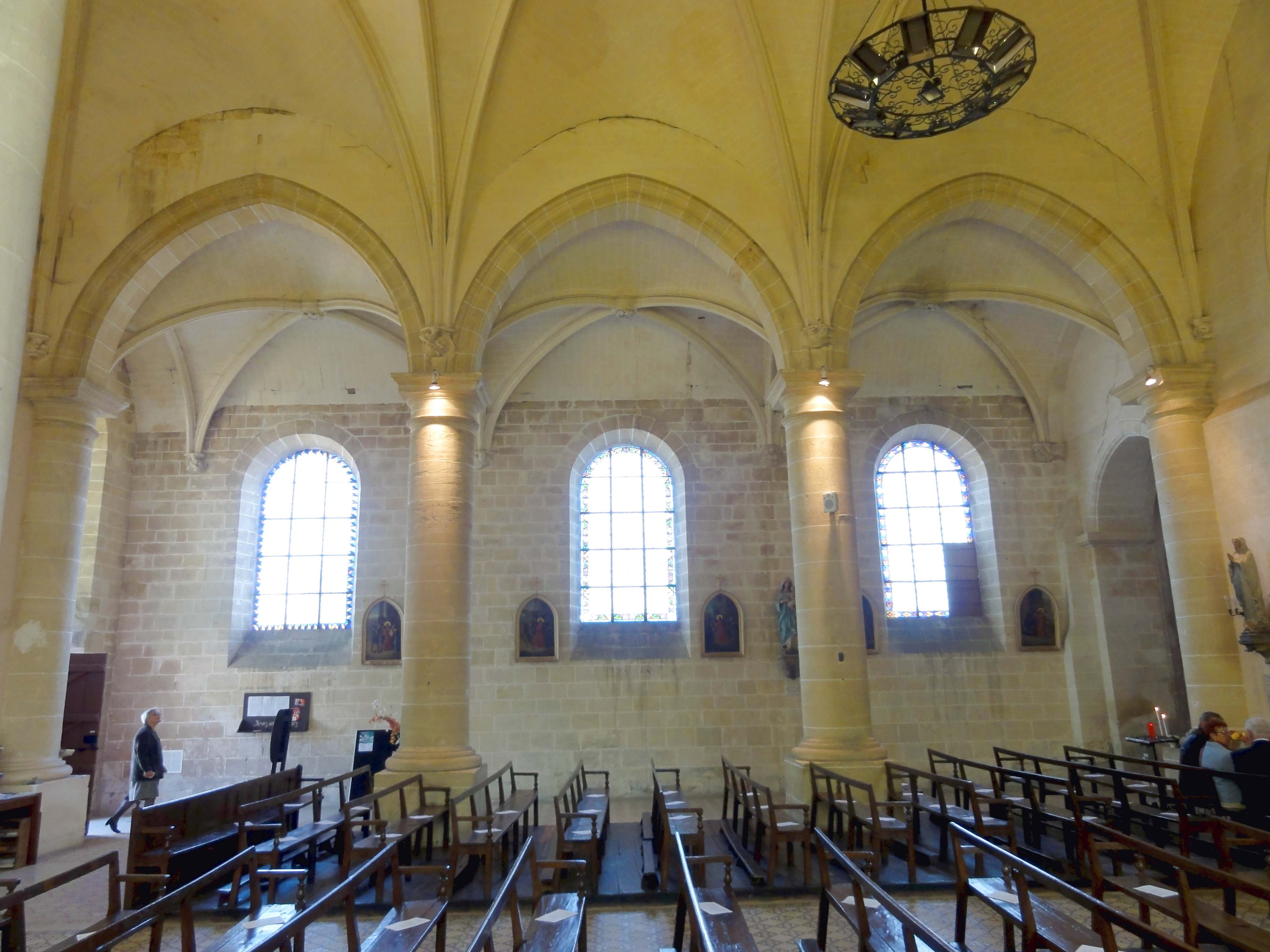
1re-3e travée, élévation nord.
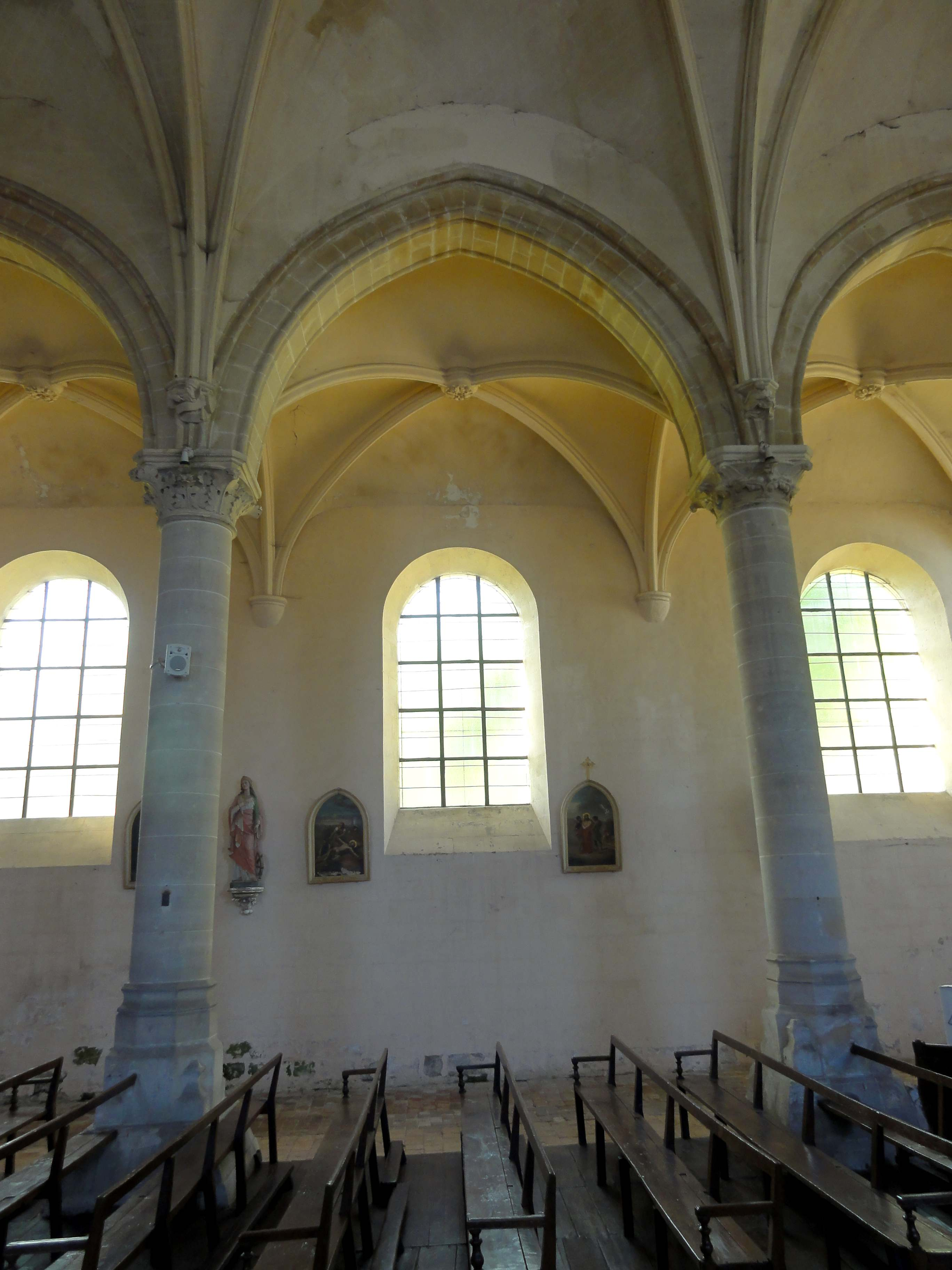
2e travée, élévation sud.
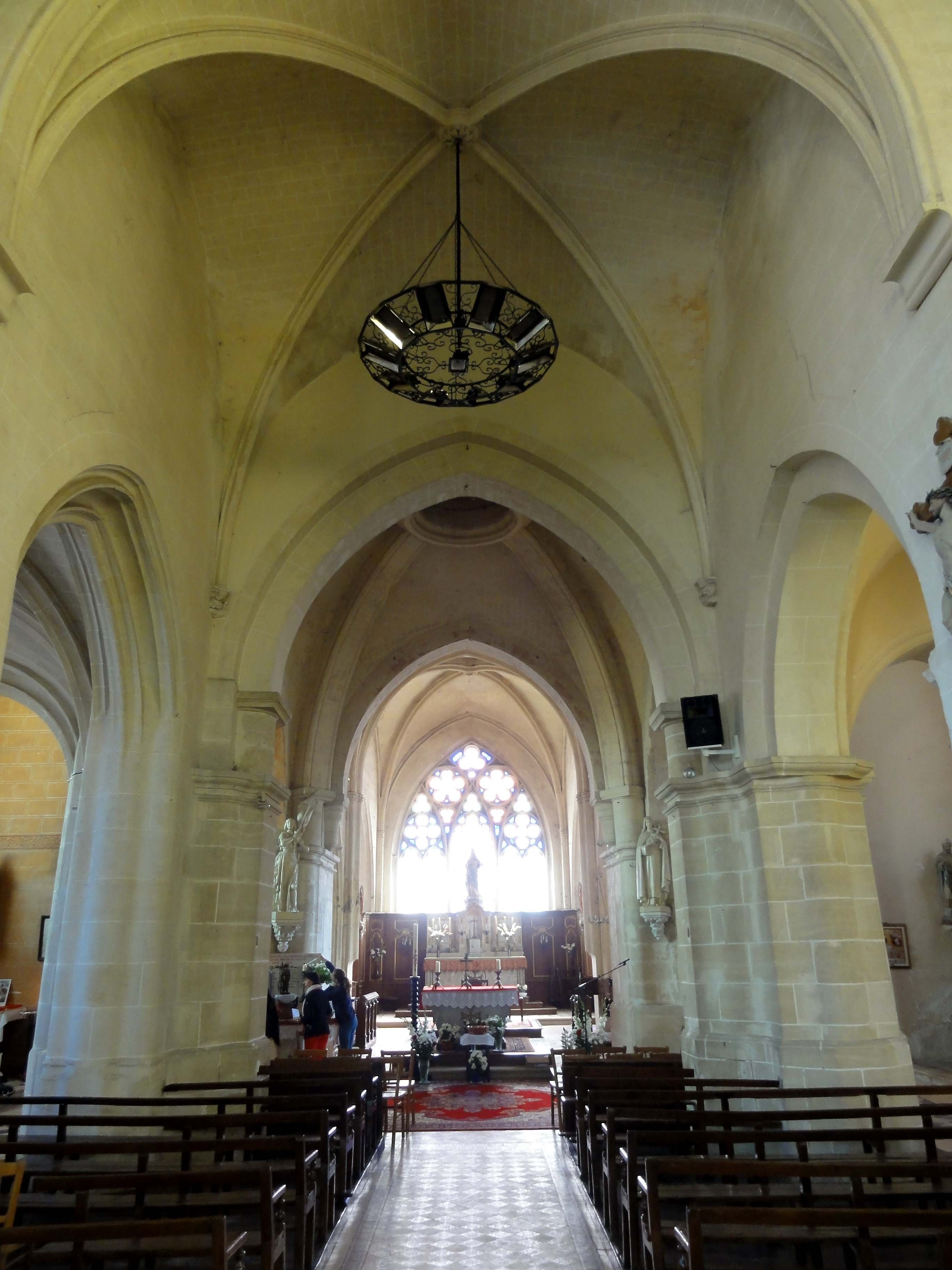
4e travée, vue vers l'est.
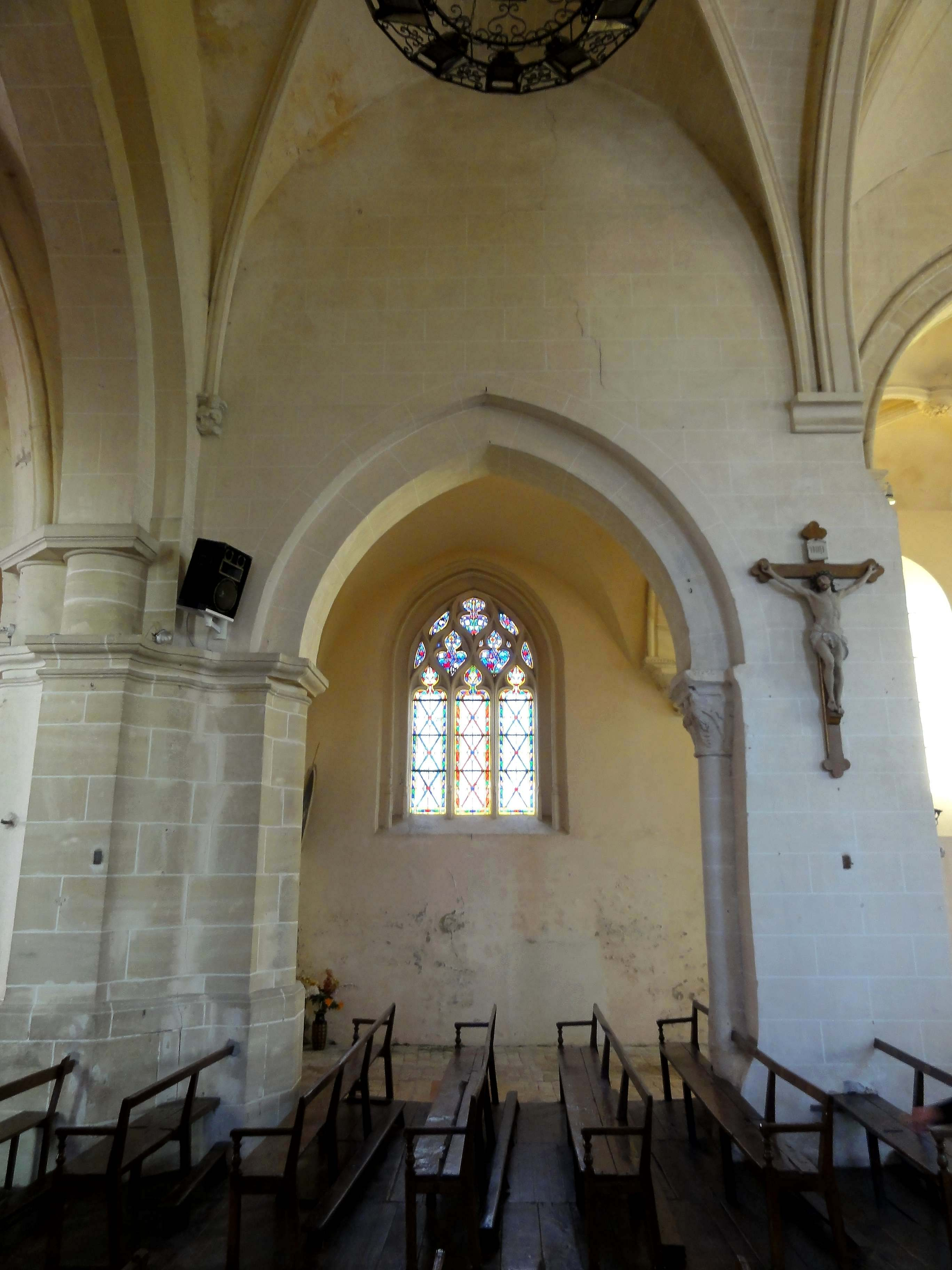
4e travée, vue vers le sud.
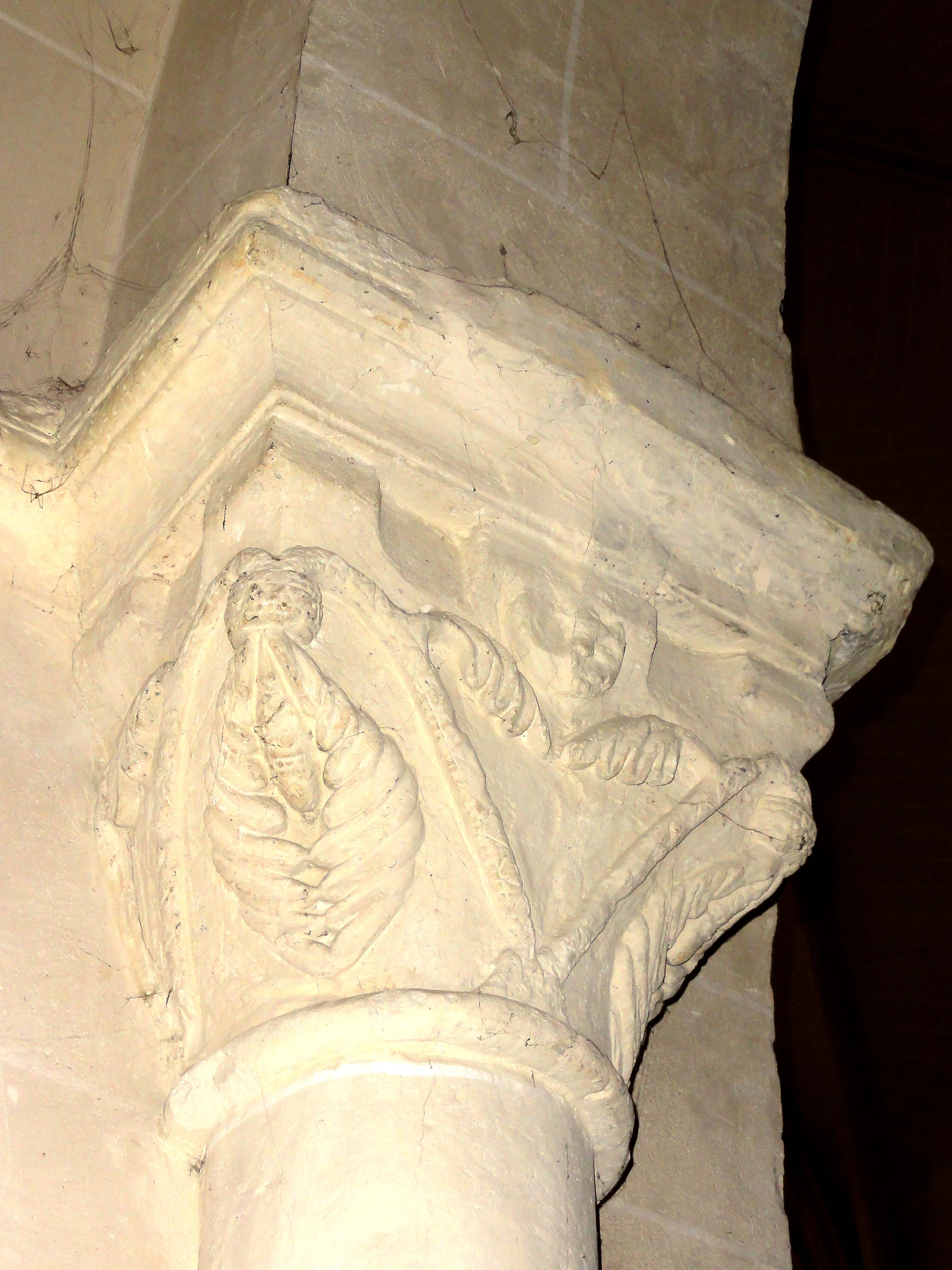
Dernier chapiteau roman intact, années 1120 / 1130.
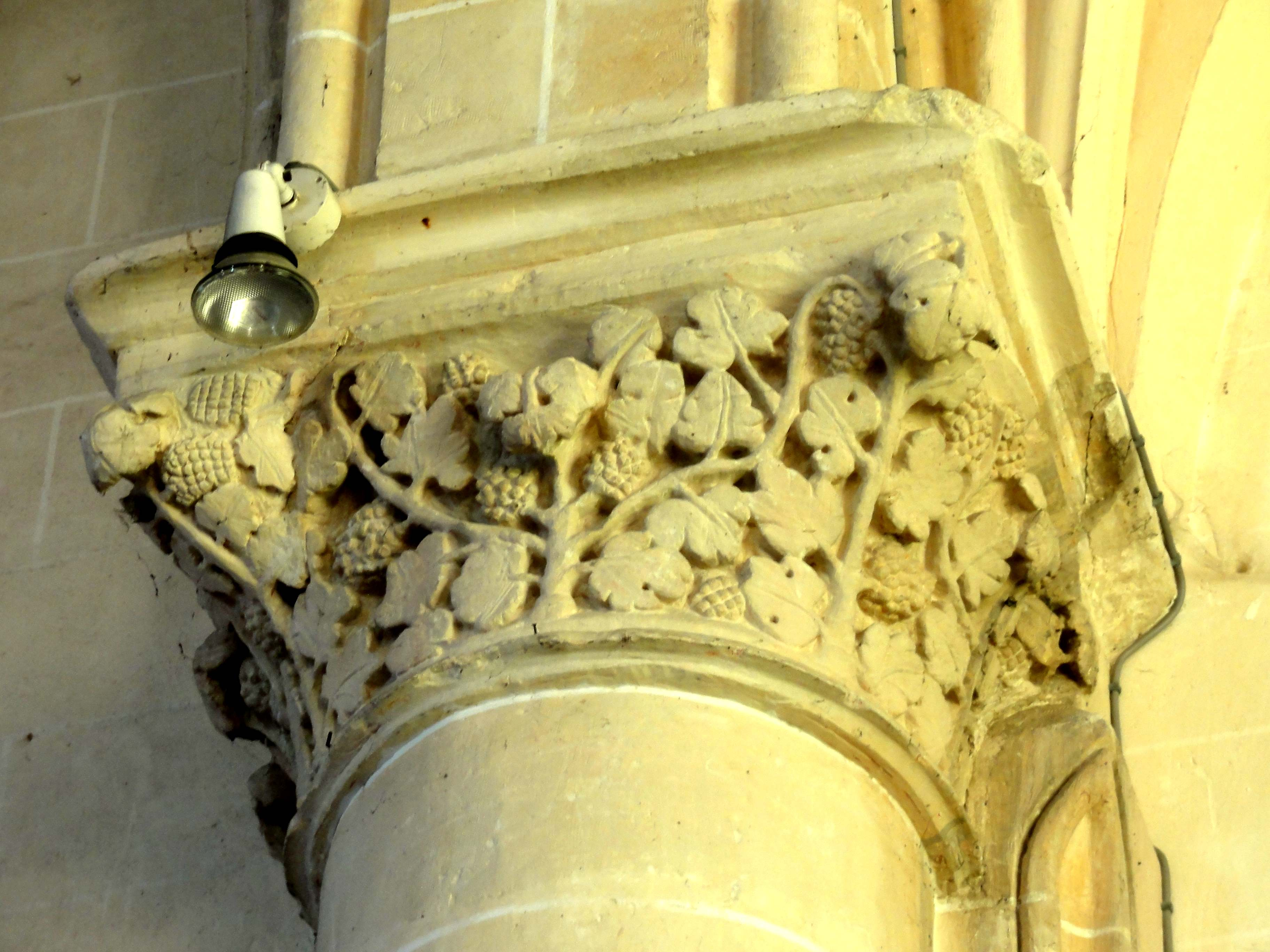
Chapiteau gothique des années 1230.

#### Bas-côtés

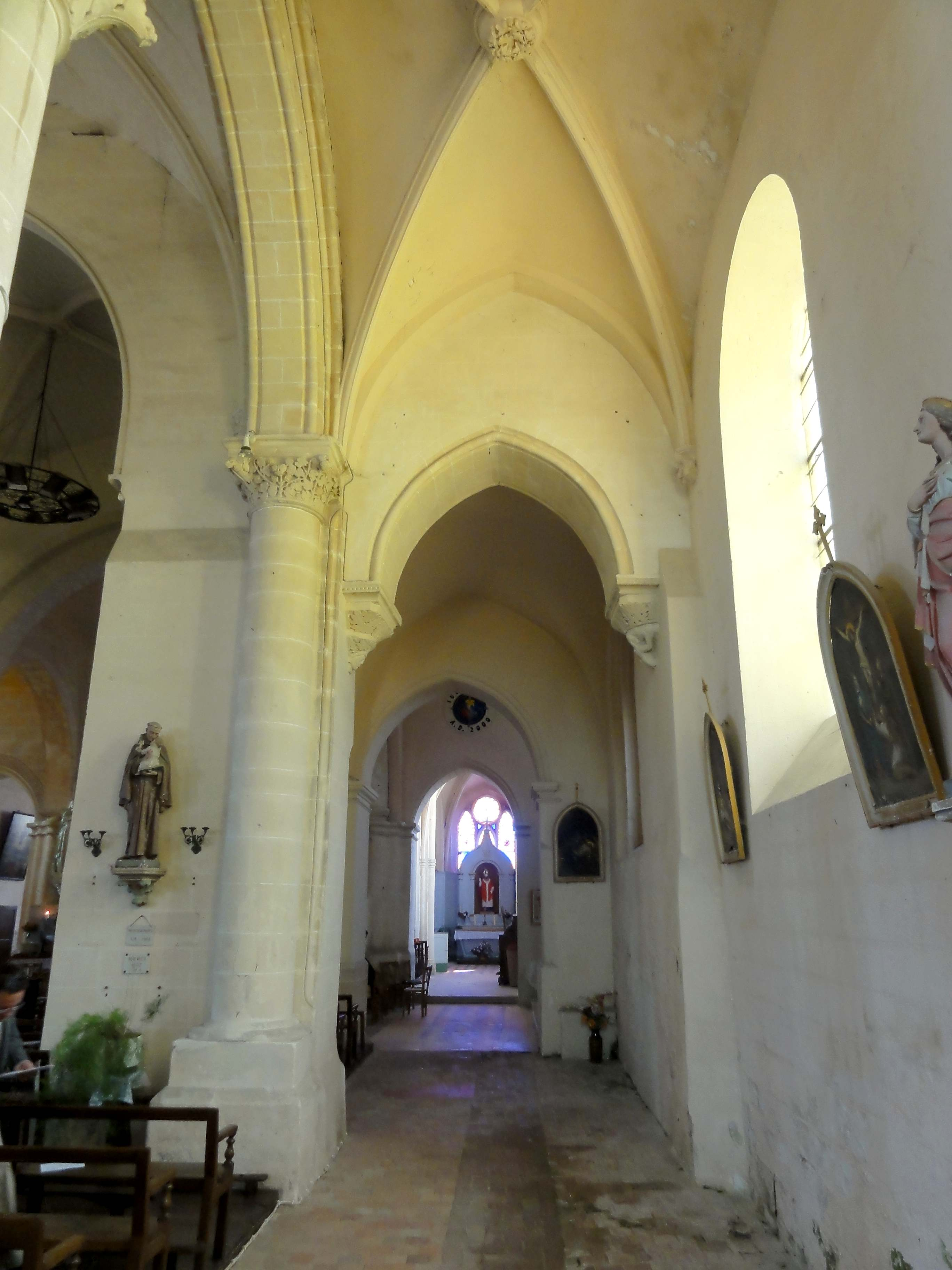
Bas-côté sud, 3e travée, vue vers l'est.

Les trois premières travées des bas-côtés sont étroites, et d'autant plus élevées, ce qui donne une impression de légèreté et d'élégance. En dehors des grandes arcades, l'intérêt architectural de ces parties est assez limitée, sachant que les voûtes sont seulement factices. Leur mise en œuvre est moins réussie que dans la nef, car leur platitude révèle assez facilement qu'elles ne peuvent être authentiques. L'on s'en aperçoit en regardant depuis la nef. Les voûtes plates sont apparemment la marque de fabrique de Bruslé, comme par exemple dans la nef de Chamant et dans le bas-côté de Mont-l'Évêque. Les fenêtres de la période classique sont grandes, et dotées d'un net ébrasement. En lieu et place d'un remplage, des barres de fer horizontales et verticales assurent la stabilité des verrières. L'extrémité occidentale du bas-côté sud offre la fenêtre antérieure aux grandes arcades, qui a déjà été signalée, et se compose de deux lancettes géminées surmontées d'un petit oculus. L'épaisseur du trumeau et l'absence d'écoinçons de part et d'autre de l'oculus ne permet pas de parler d'un remplage à proprement parler. À en juger d'après l'arcature plaquée qui agrémente le soubassement, derrière les fonts baptismaux, la fenêtre remonte plutôt à la fin du XIIe siècle, car cette arcature est presque en plein cintre. Elle est moulurée d'un tore, qui retombe sur deux colonnettes aux chapiteaux dont la sculpture est malheureusement noyée dans une couche de plâtre.
Le raccordement avec la quatrième travée, qui remonte à la période romane, est assurée par des arcades plus étroites que les bas-côtés eux-mêmes, et nettement plus basses. Elles sont toutes les deux en arc brisé. Celle du nord a été refaite en même temps que les grandes arcades du nord, et retombe sur des impostes moulurées. Celle du sud est mouluré d'un mince tore de chaque côté, et retombe sur des culs-de-lampe vraisemblablement gotiques. Leurs tailloirs comportent un rang de dents d'engrenage. Les corbeilles sculptée de feuilles polylobées, et comportent un ressaut à mi-hauteur. Devant la partie inférieure, se dégagent une tête humaine et un petit personnage, volontairement mutilé. Entre les arcades et les murs gouttereaux, un pan des murs occidentaux des quatrièmes travées reste visible, avec le retrait par un fruit déjà signalé à l'est de la troisième travée de la nef. La quatrième travée du sud est recouverte d'une voûte d'arêtes, qui devrait dater de la période classique ou de la restauration de 1883, conformément à l'idée répandue à l'époque, que les bas-côtés des églises romanes de la région étaient voûtées de cette manière. Ainsi les bas-côtés de Morienval ont-ils été voûtés d'arêtes au XIXe siècle. Vers le croisillon sud, l'on trouve une arcade refaite à la période classique. La quatrième travée du nord s'ouvre par une telle arcade, mais ses deux autres arcades sont prismatiques, et reflètent le style gothique flamboyant à son apogée. Conformément aux préceptes de l'architecture flamboyante, les ogives de la voûte affichent un profil prismatique aigu, et se fondent dans des piliers ondulés engagés dans les angles. La clé de voûte est entouré de quatre petits soufflets ajourés, qui évoquent les réseaux des fenêtres flamboyantes.

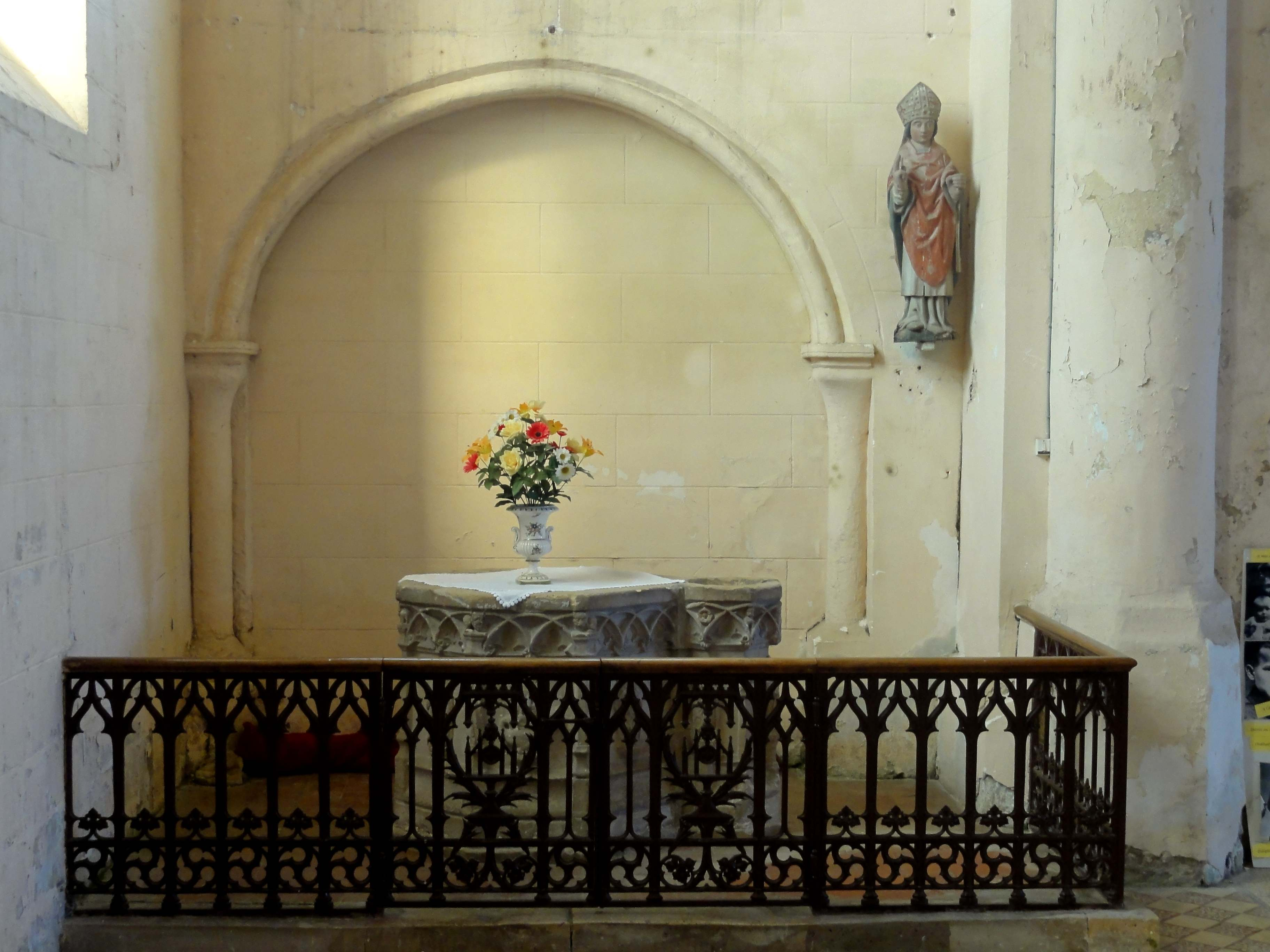
Bas-côté sud, arcature plaquée côté ouest.
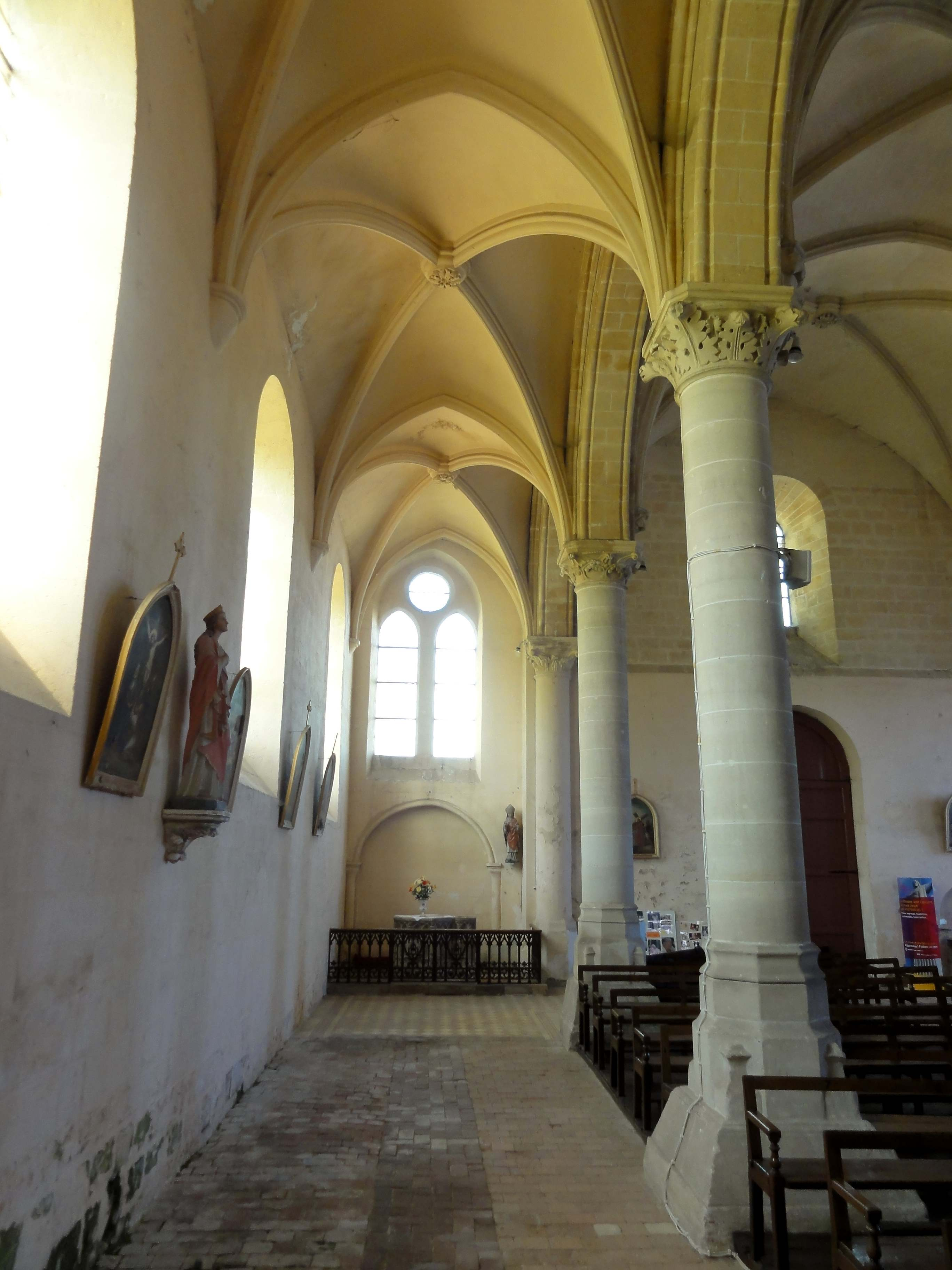
Bas-côté sud, 3e travée, vue vers l'ouest.
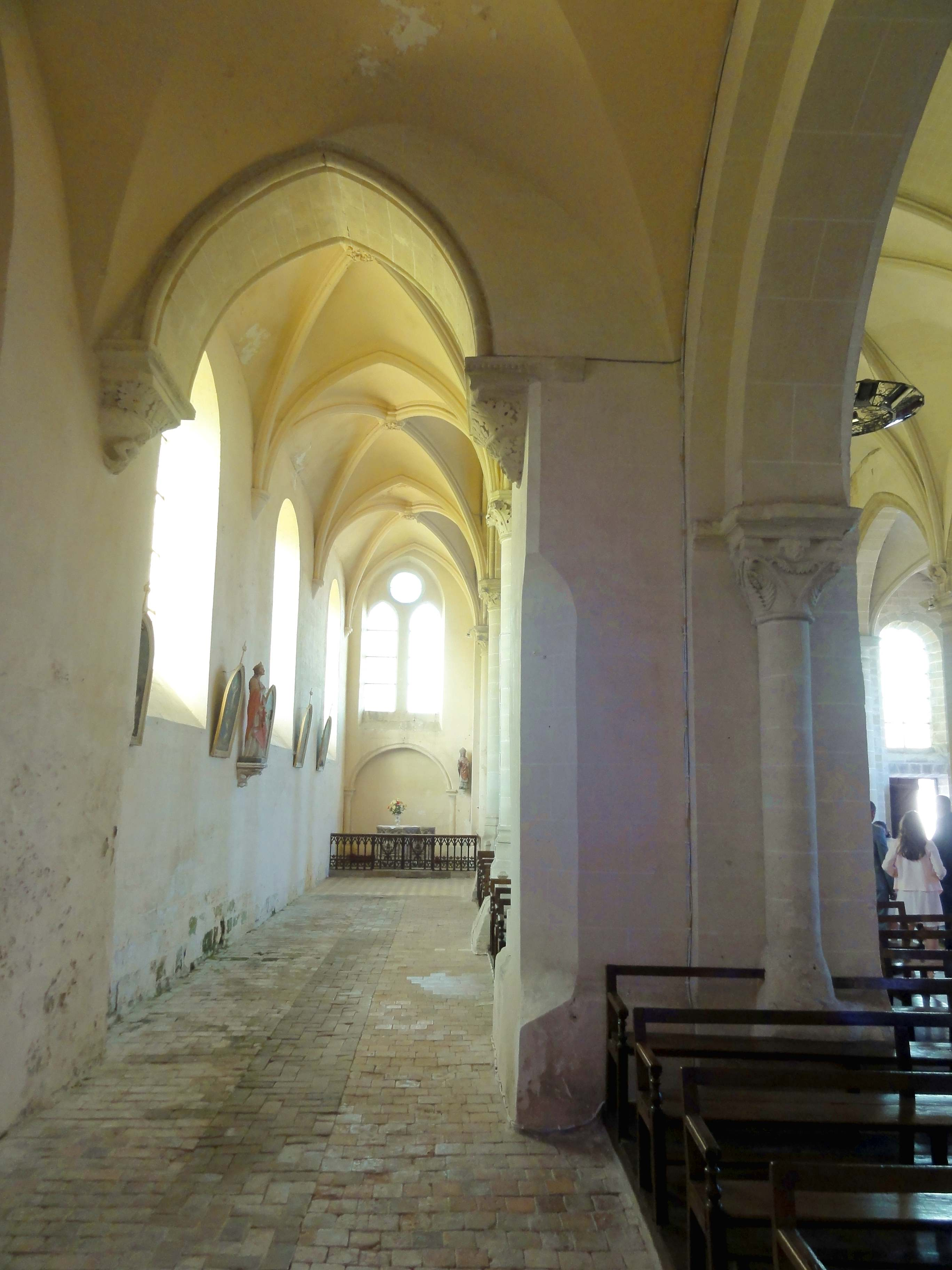
Bas-côté sud, 4e travée, vue vers l'ouest.
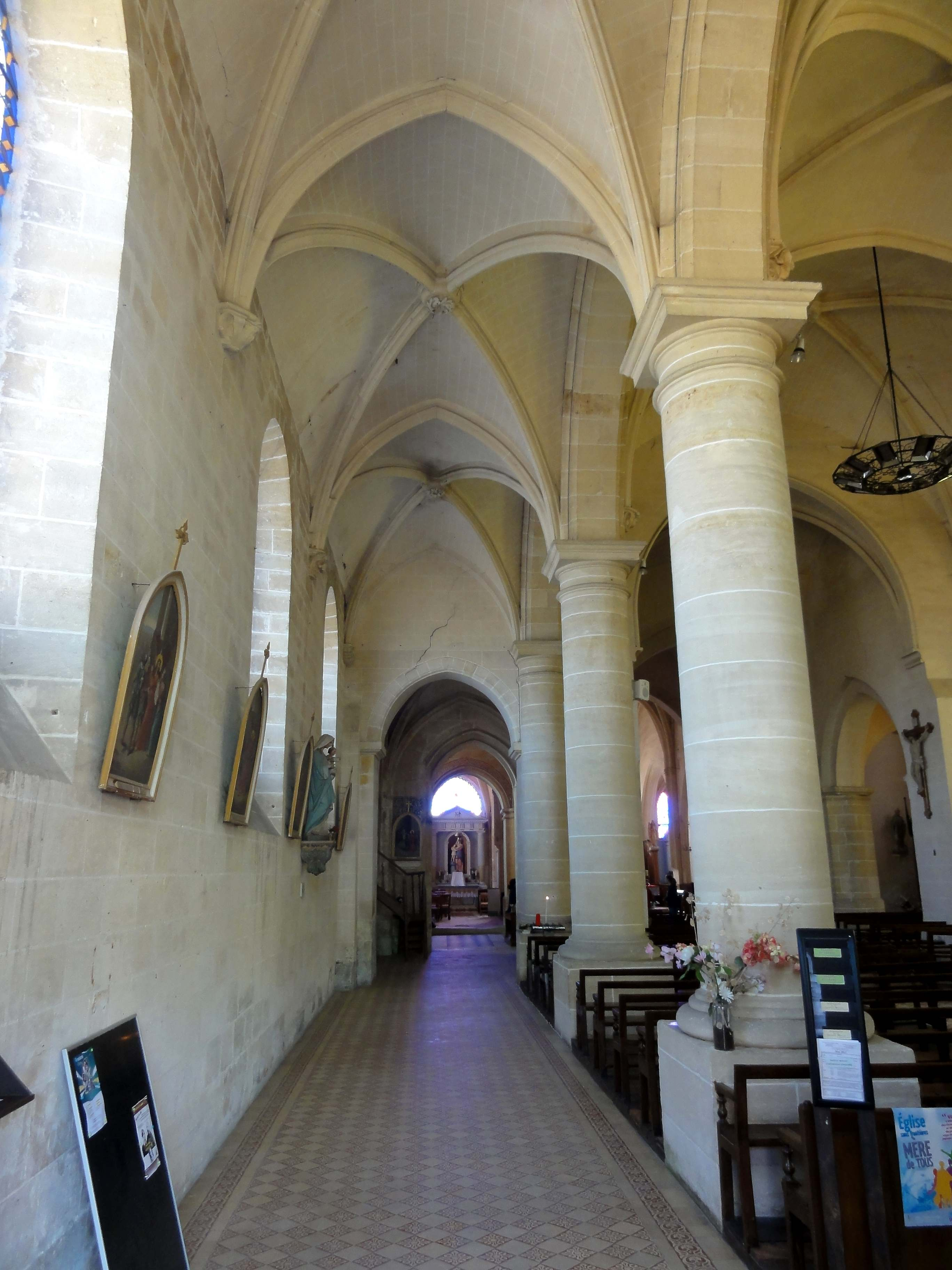
Bas-côté nord, 1re travée, vue vers l'est.
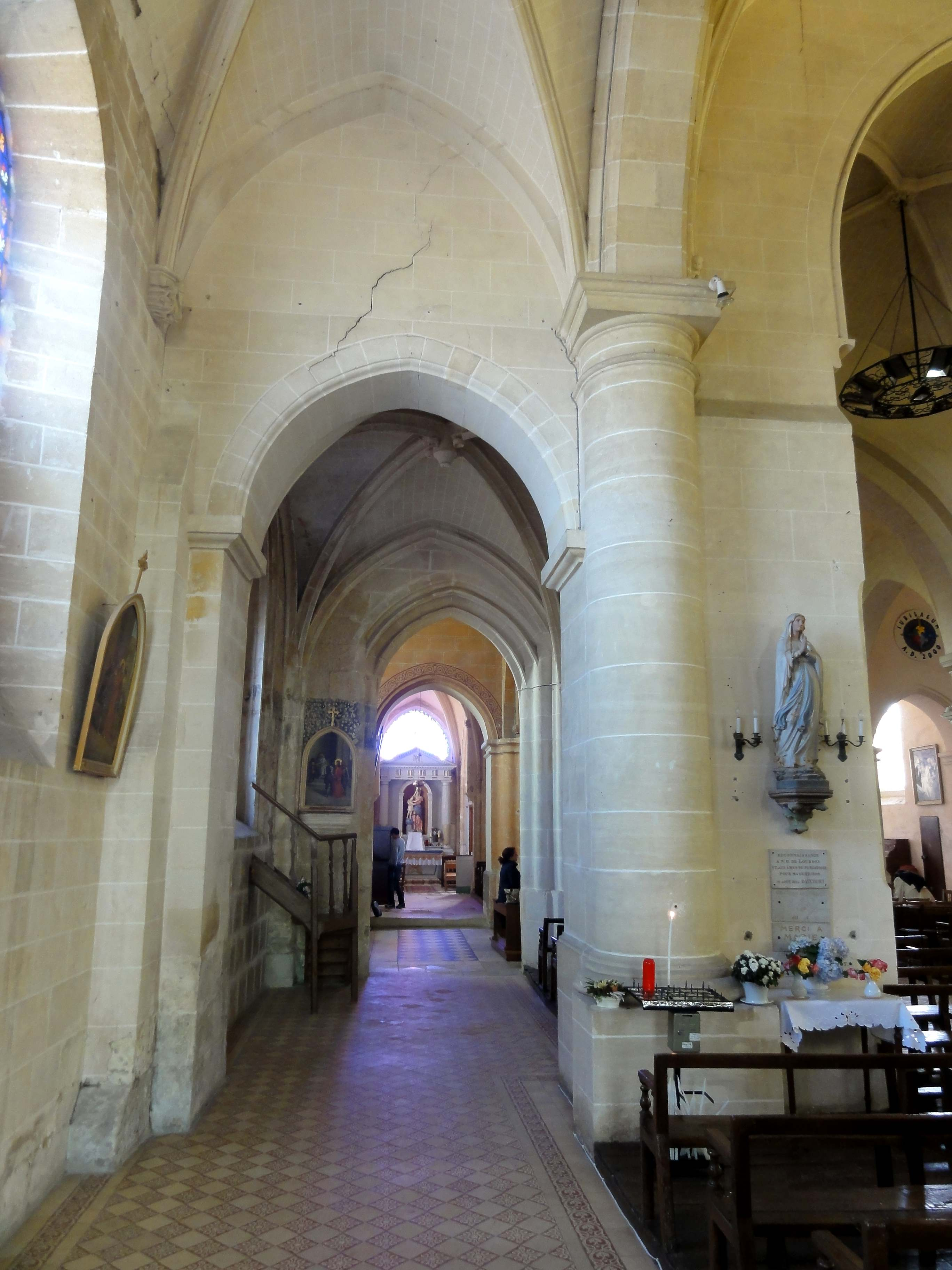
Bas-côté sud, 3e travée, vue vers l'est.
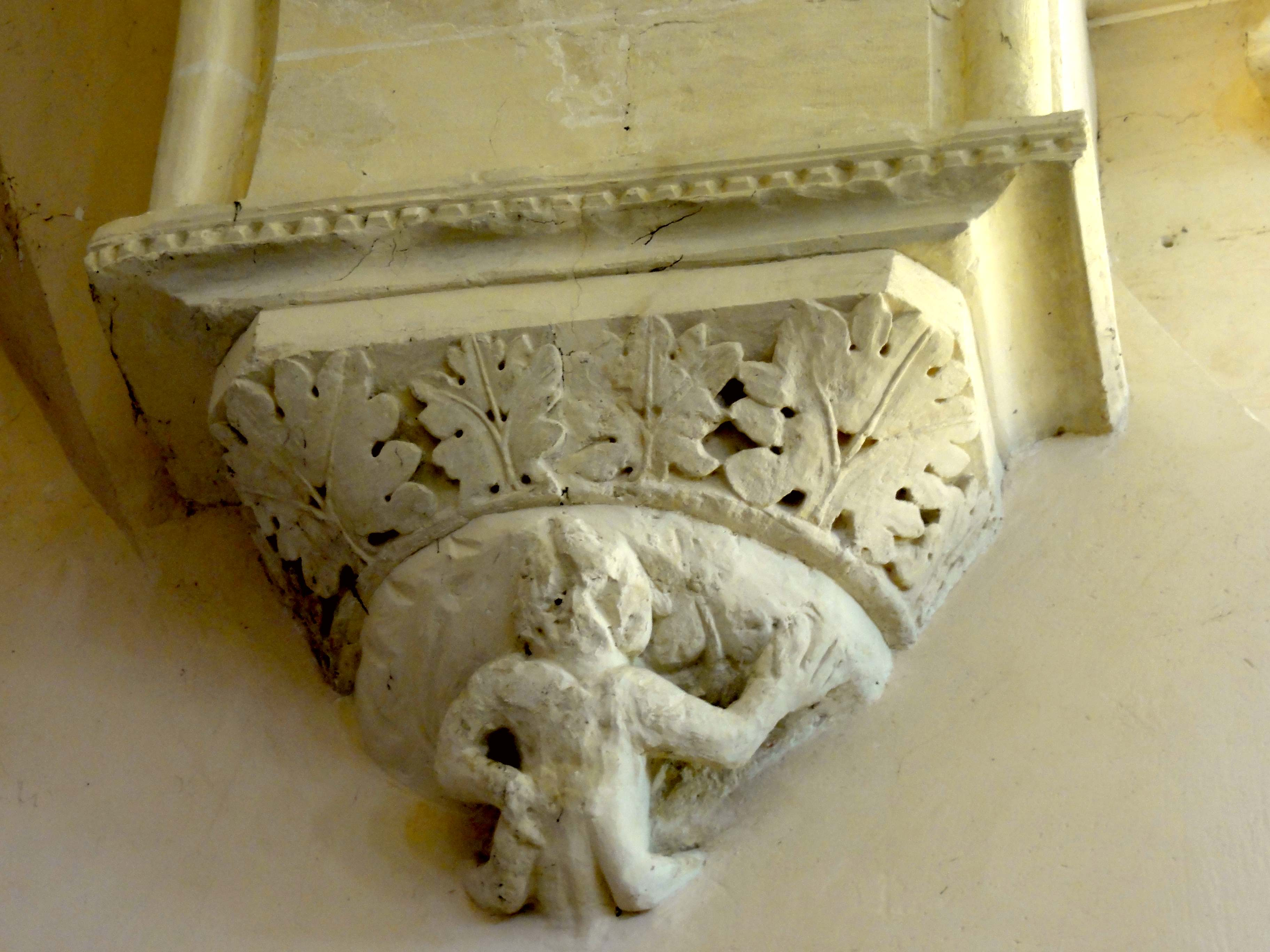
Bas-côté sud, cul-de-lampe gothique.

#### Transept

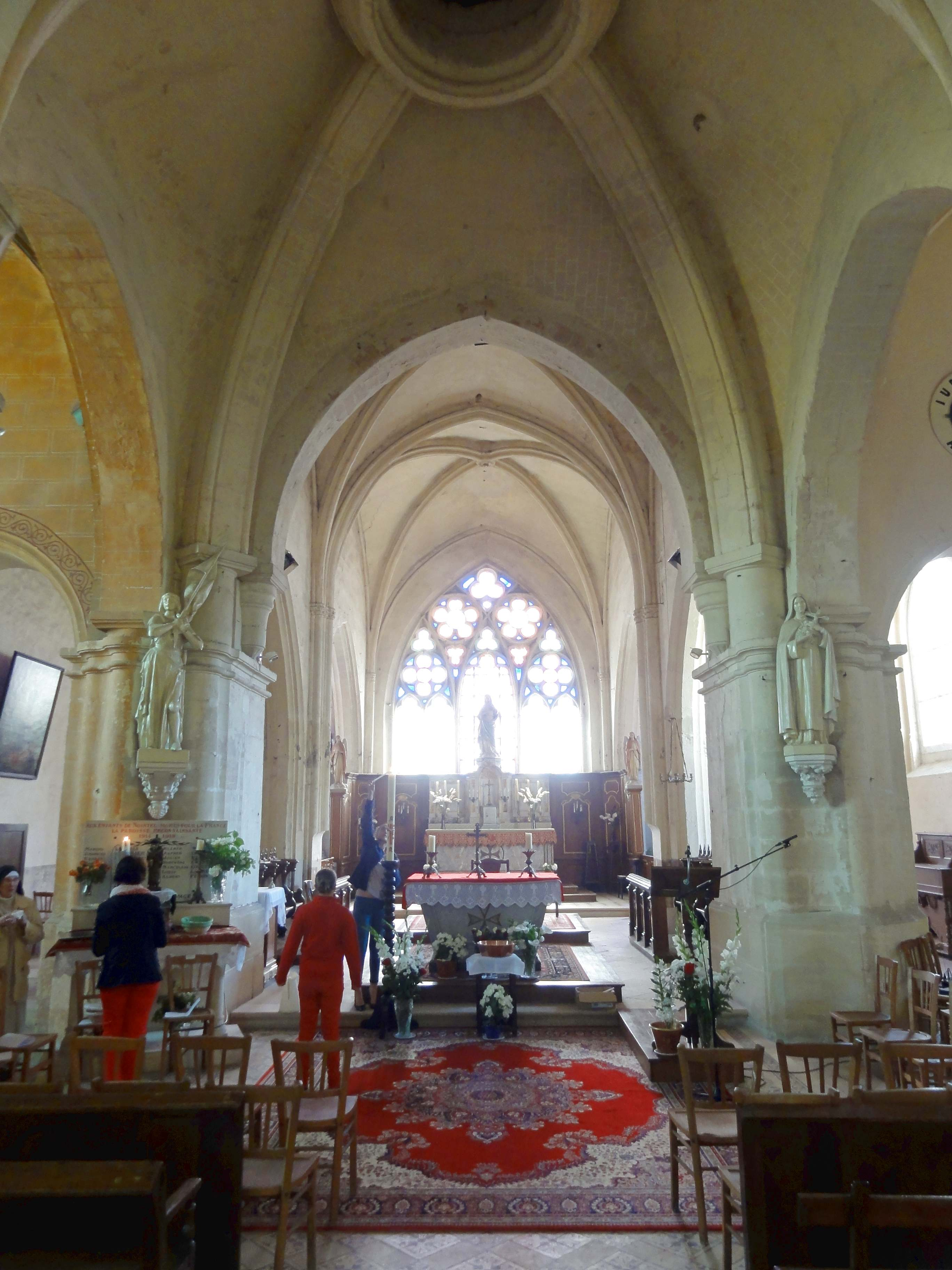
Croisée, vue vers l'est.

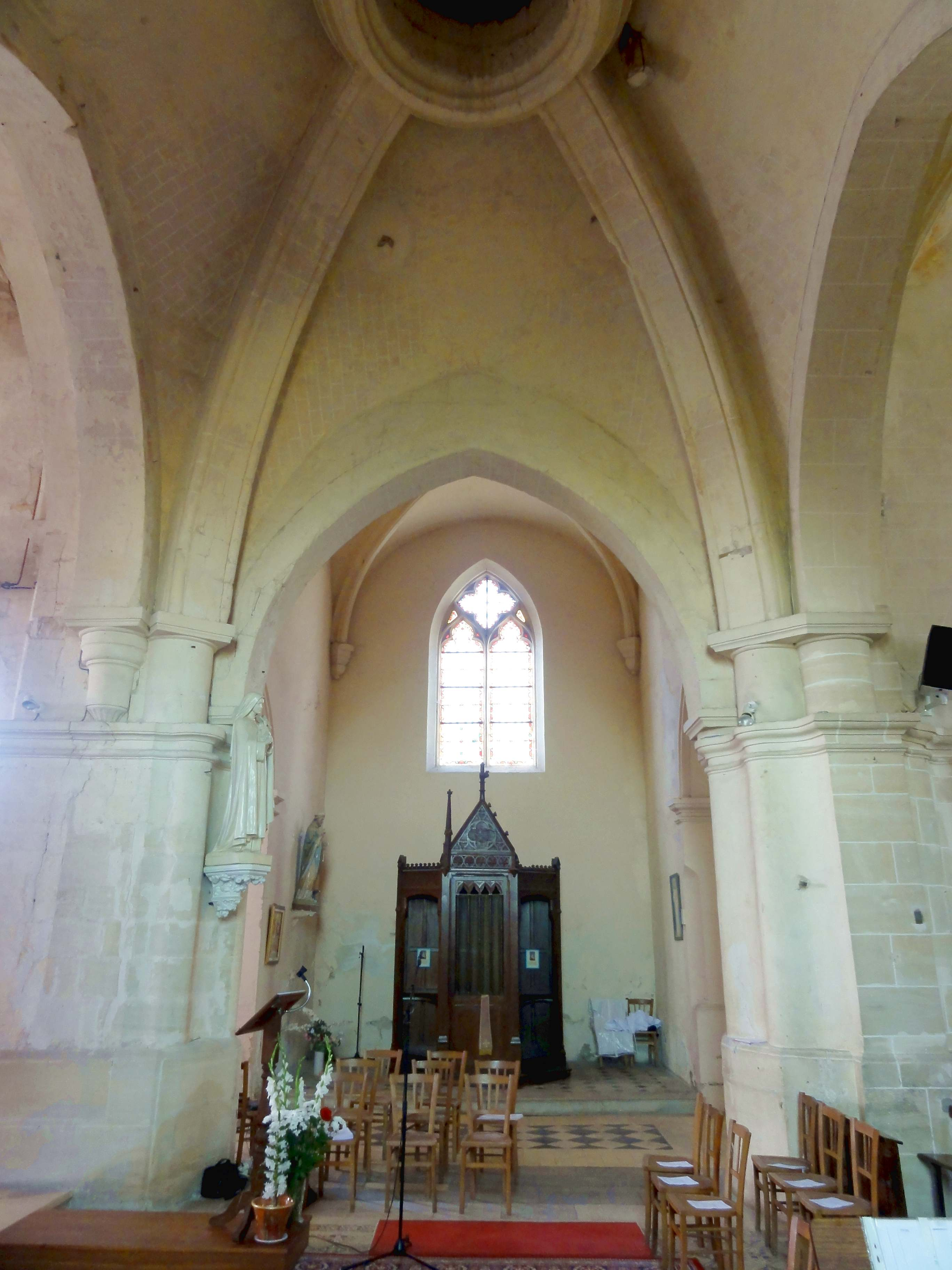
Croisée, vue vers le sud.

La croisée du transept, en même temps base du clocher, conserve une voûte d'ogives archaïque de la période romane, des années 1120 / 1130. Elle est bombée, c'est-à-dire, les lignes de faîte sont incurvées, et la clé de voûte se situait au-dessus des sommets des arcs d'inscription. La clé de voûte n'existe plus, car le centre de la voûte a été percé d'un grand trou pour la remontée des cloches. Des moulures entourent le trou de cloches, mais il s'agit bien d'une disposition qui n'existe pas encore à la période romane, ni à la première période gothique. Les ogives sont au profil d'un large bandeau aux arêtes adoucies par un tore. La largeur de ces ogives est presque équivalente à celle d'arcades, ce qui n'est pas du meilleur effet, et reste l'exception même à la période romane. L'église de Monchy-Saint-Éloi possède une voûte analogue, mais le profil de ses ogives a été refait selon le modèle de Nointel lors d'une mauvaise restauration au XIXe siècle. Il y a, dans le département de l'Oise, une quarantaine d'édifices qui gardent des voûtes d'ogives antérieures au milieu du XIIe siècle. Parmi eux, l'église Saint-Vaast fournit sans doute l'un des exemples les moins remarquables, car il n'y a qu'une seule voûte, et aucun de ses chapiteaux ne subsiste. Comme le montre l'orientation à 45° des tailloirs, tous refaits ou retaillés, ils étaient implantés obliquement, face aux ogives. C'est le cas le plus fréquent à partir des années 1130, et jusqu'à la période gothique rayonnante. Il n'y a pas de formerets, ce qui n'a également rien d'inhabituel au XIIe siècle. Les doubleaux, qui sont à double rouleau autour de la base du clocher, ne sont qu'à simple rouleau à l'intérieur de cette travée. Ils retombaient sans doute sur des colonnes à chapiteaux du même diamètre que celles des ogives, et un dosseret devait correspondre au rang de claveaux supérieur. La reprise en sous-œuvre des quatre piles du clocher a fait entièrement disparaître les supports des doubleaux longitudinaux, qui se situent à un niveau plus bas que les autres. Les piles actuelles épousent vaguement le plan des supports de la période romane, mais la plupart des angles saillants a été remplacé par des doucines, sans référence nette aux piliers ondulés de la période flamboyante, et pour ne rien arranger, ces piles ont été munies de tailloirs moulurées. Ils font double emploi avec les tailloirs des ogives et doublés, qui sont implantés légèrement plus haut.
Les deux croisillons ne sont pas carrés, mais barlongs dans le sens est-ouest, tout en étant plus que moitié plus larges que les bas-côtés. Ces travées sont d'une grande austérité, et leur caractère roman s'est entièrement perdu. Les élévations extérieures montrent en même temps que les murs sont encore ceux de la période romane. Les arcades vers la base du clocher et les bas-côtés ont déjà été décrites. Au croisillon nord, l'arcade occidentale est prismatique, et résulte de la même campagne que la voûte de la quatrième travée du bas-côté. Au croisillon sud, l'arcade a été refaite à la période classique, sans modifier son tracé en arc brisé, et tel est aussi le cas des arcades vers les collatéraux du chœur, qui sont identiques. Les voûtes sont dépourvues de formerets, et ont des arcs d'inscription en plein cintre, ou en cintre surbaissé à l'ouest et à l'est. Les ogives sont reçues sur des culots moulurés implantés à 45°, et affichent un profil prismatique méplat, qui indique la Renaissance. La fenêtre méridionale présente un remplage du XVe siècle à deux lancettes à têtes tréflées, surmontées d'un quadrilobe entre deux petits écoinçons ajourés. La fenêtre septentrionale a perdu son remplage. Dans le croisillon nord, l'on note une polychromie architecturale qui devrait provenir de la restauration par Philippe Bruslé, qui était pour l'Oise ce qu'Alexandre Denuelle fut pour Paris.

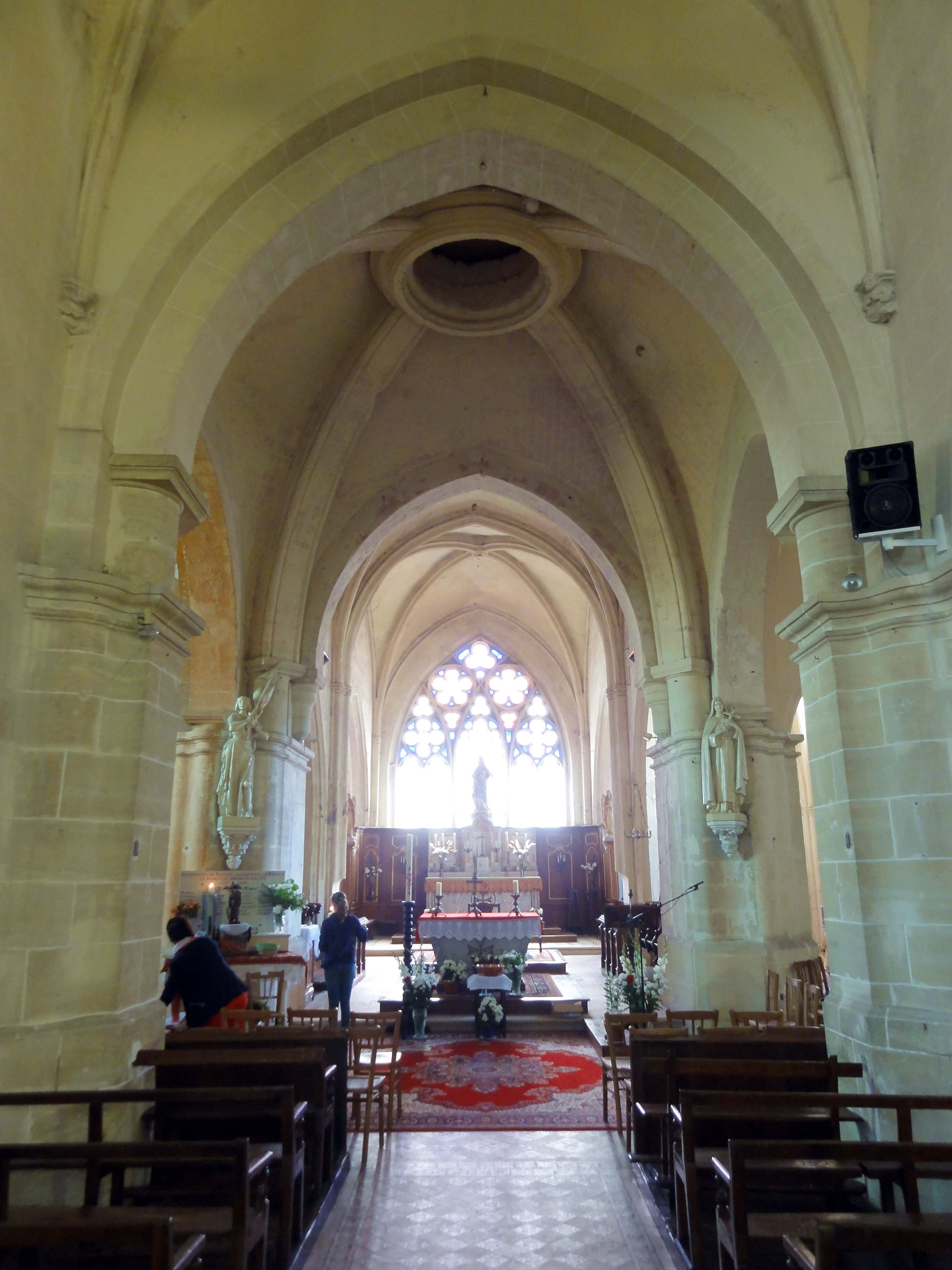
Nef, vue dans la croisée.
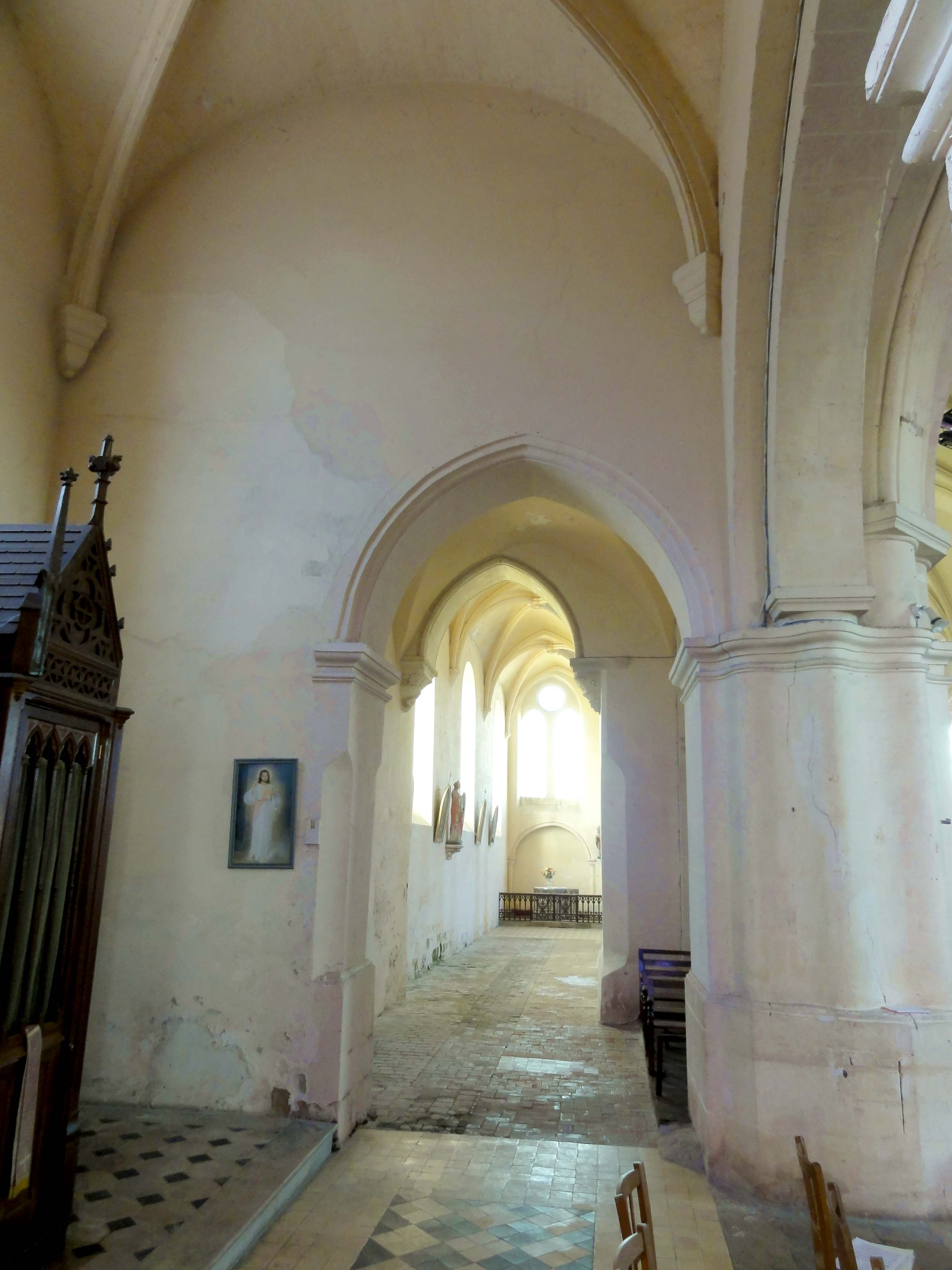
Croisillon sud, vue vers l'ouest.
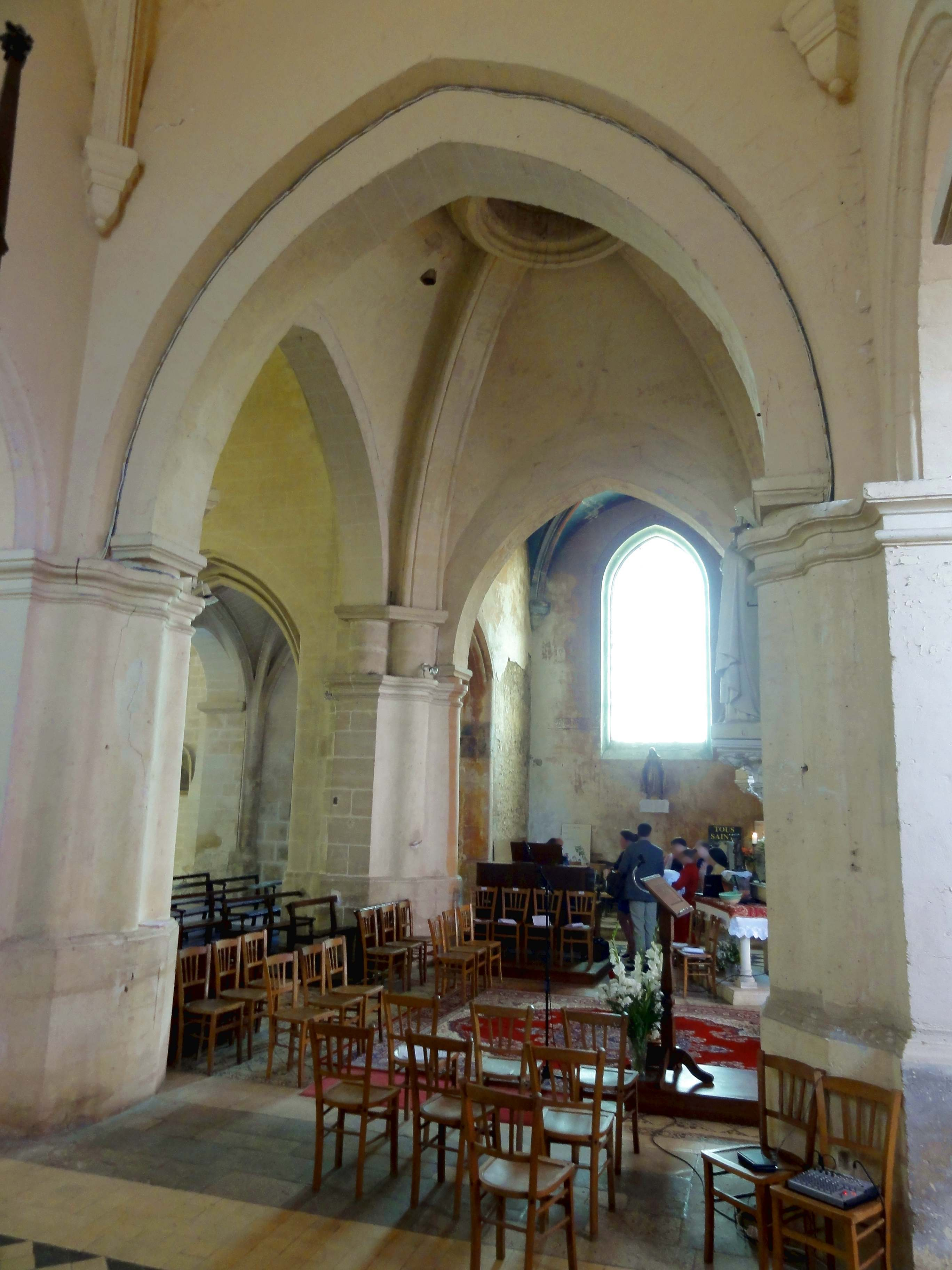
Croisillon sud, vue vers le nord.
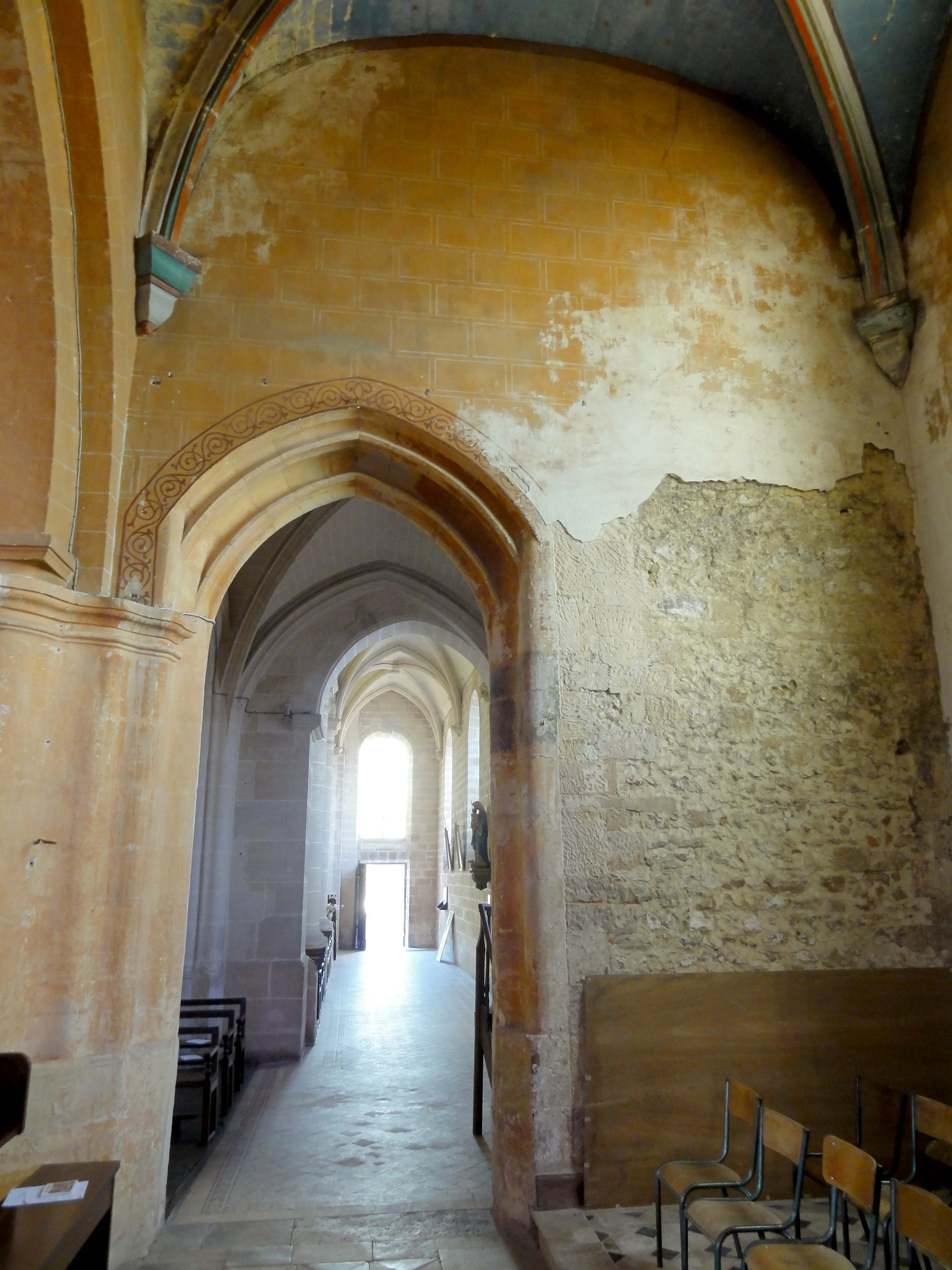
Croisillon nord, vue vers l'ouest.
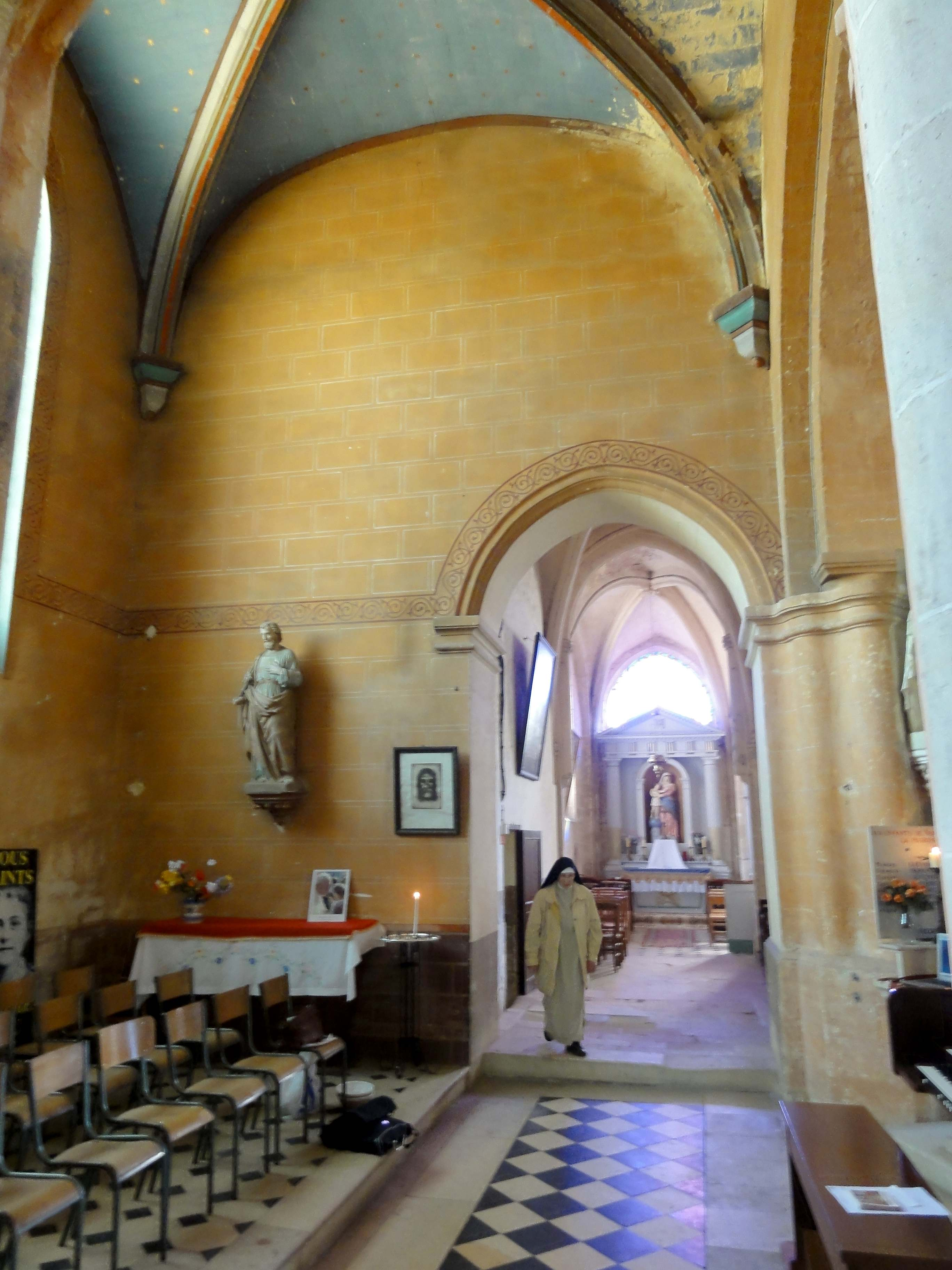
Croisillon nord, vue vers l'est.
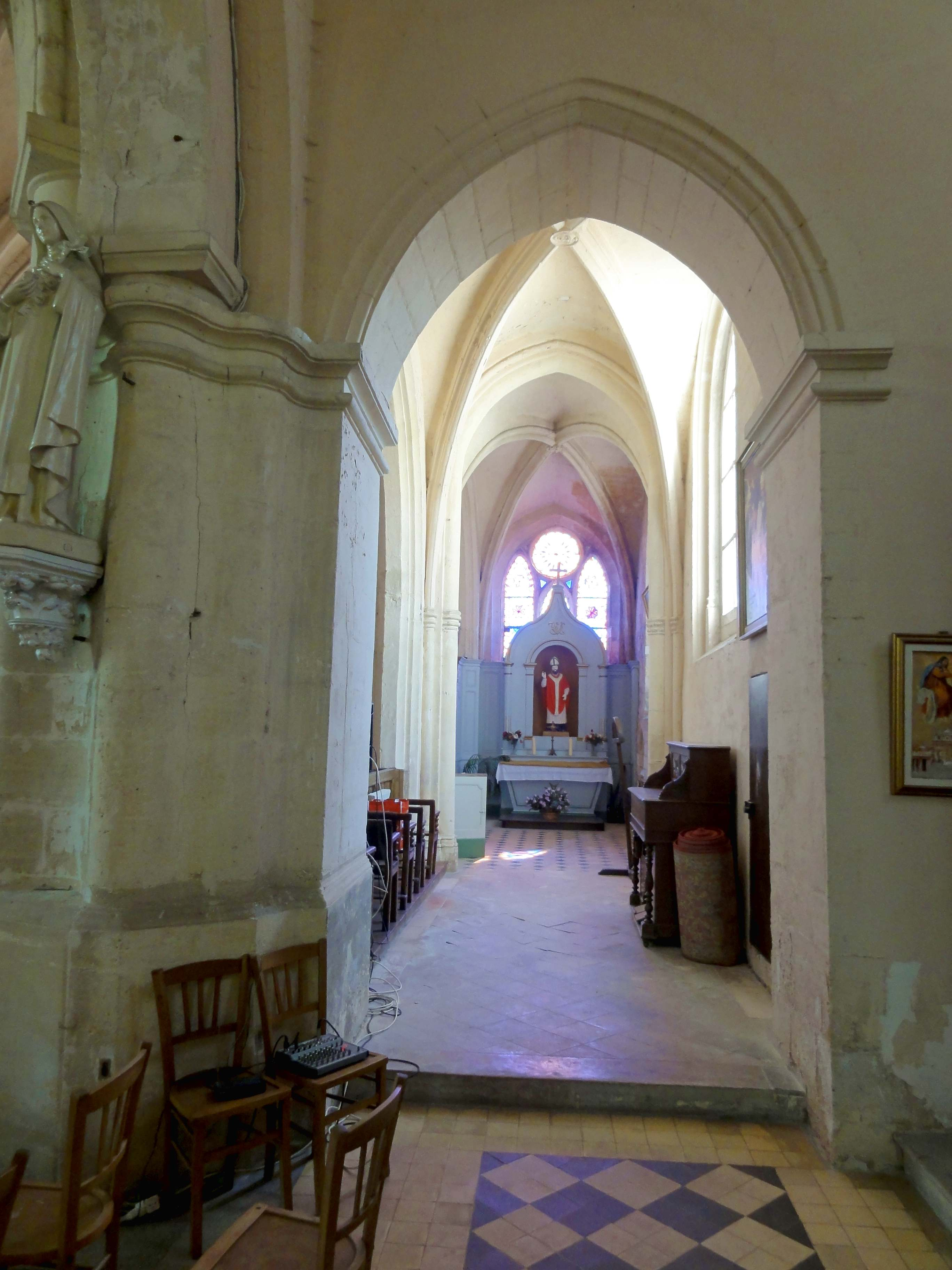
Croisillon sud, vue vers l'est.

#### Chœur

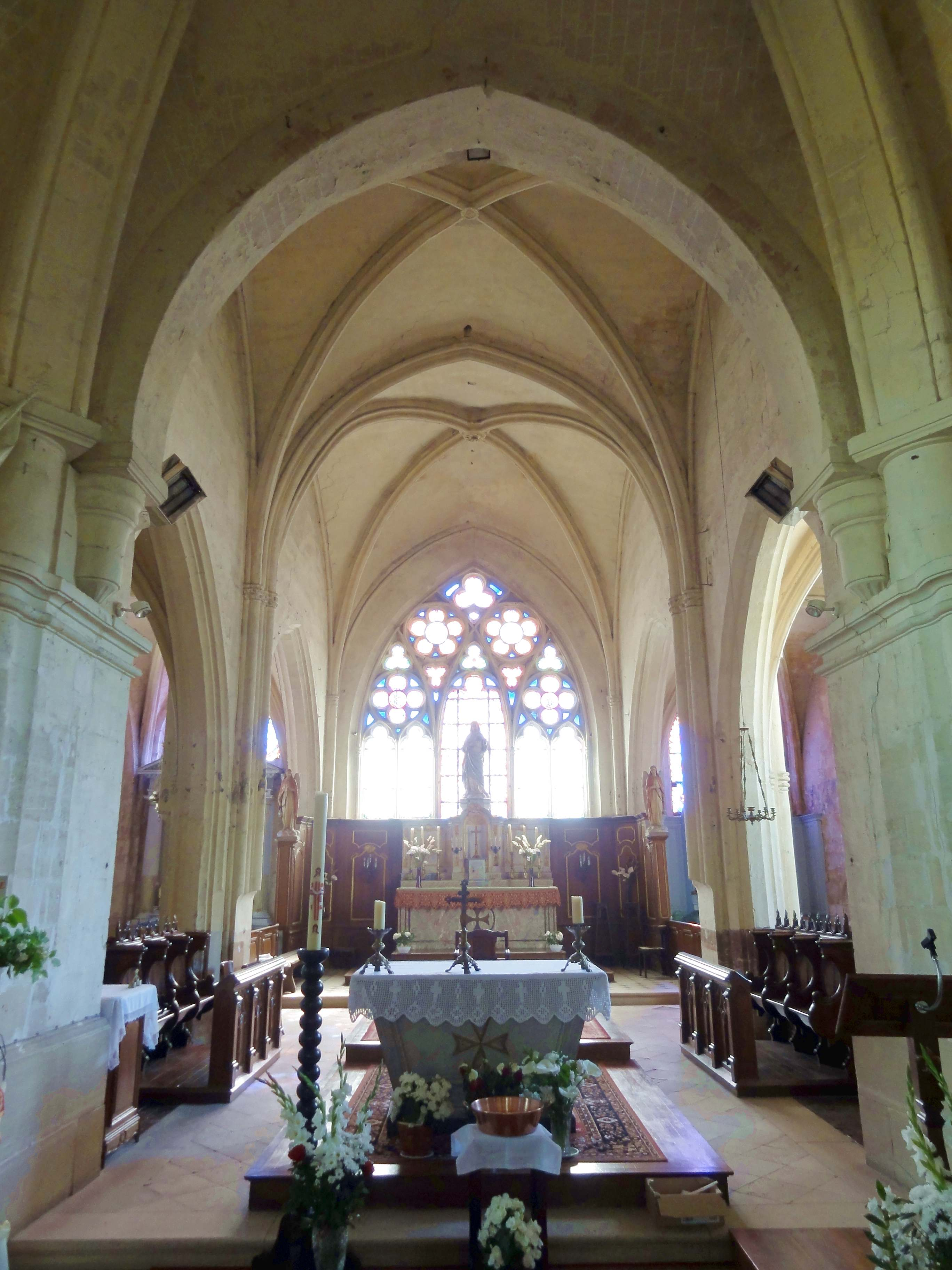
Vue depuis le transept.

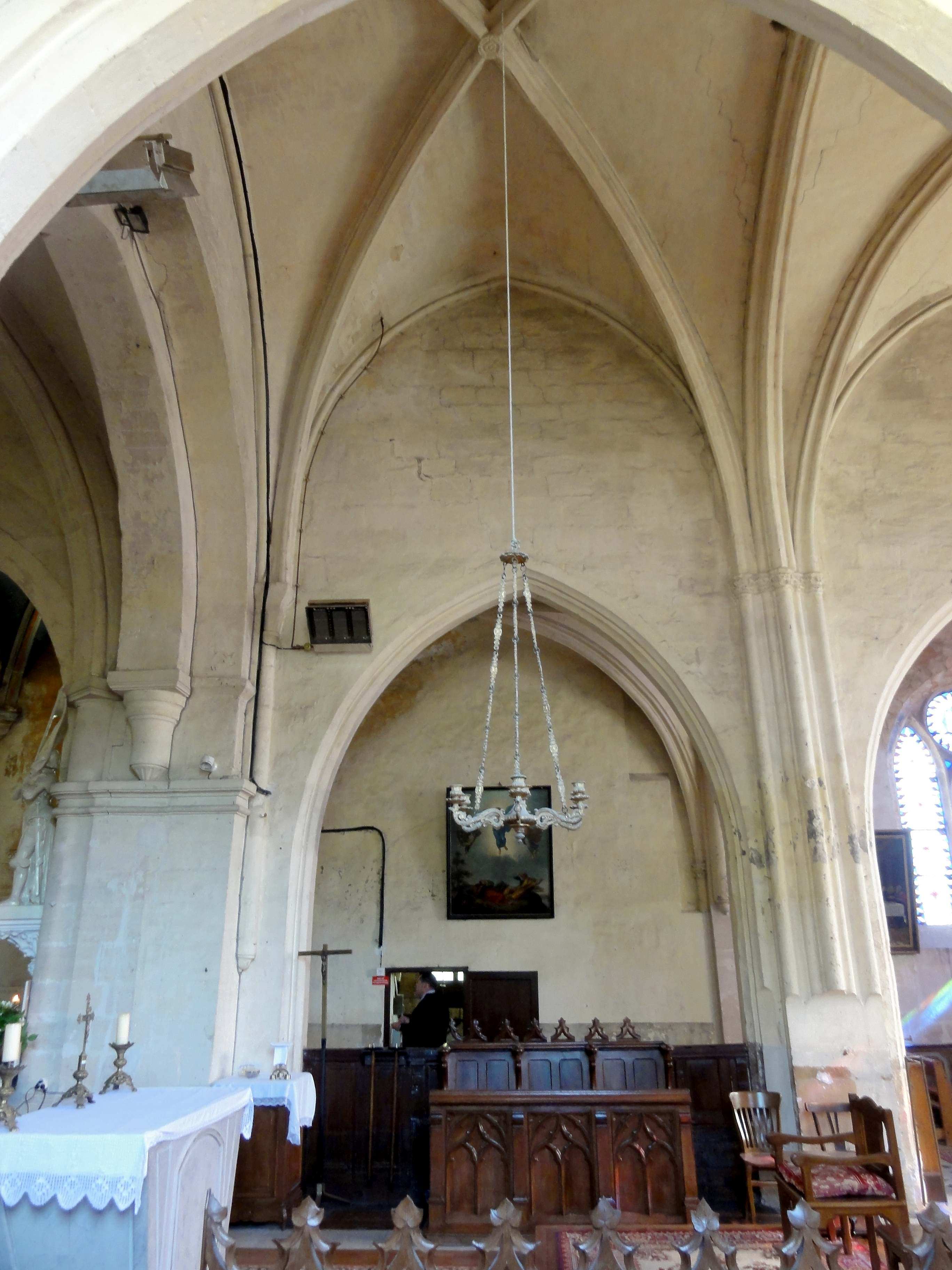
1re travée, élévation nord.

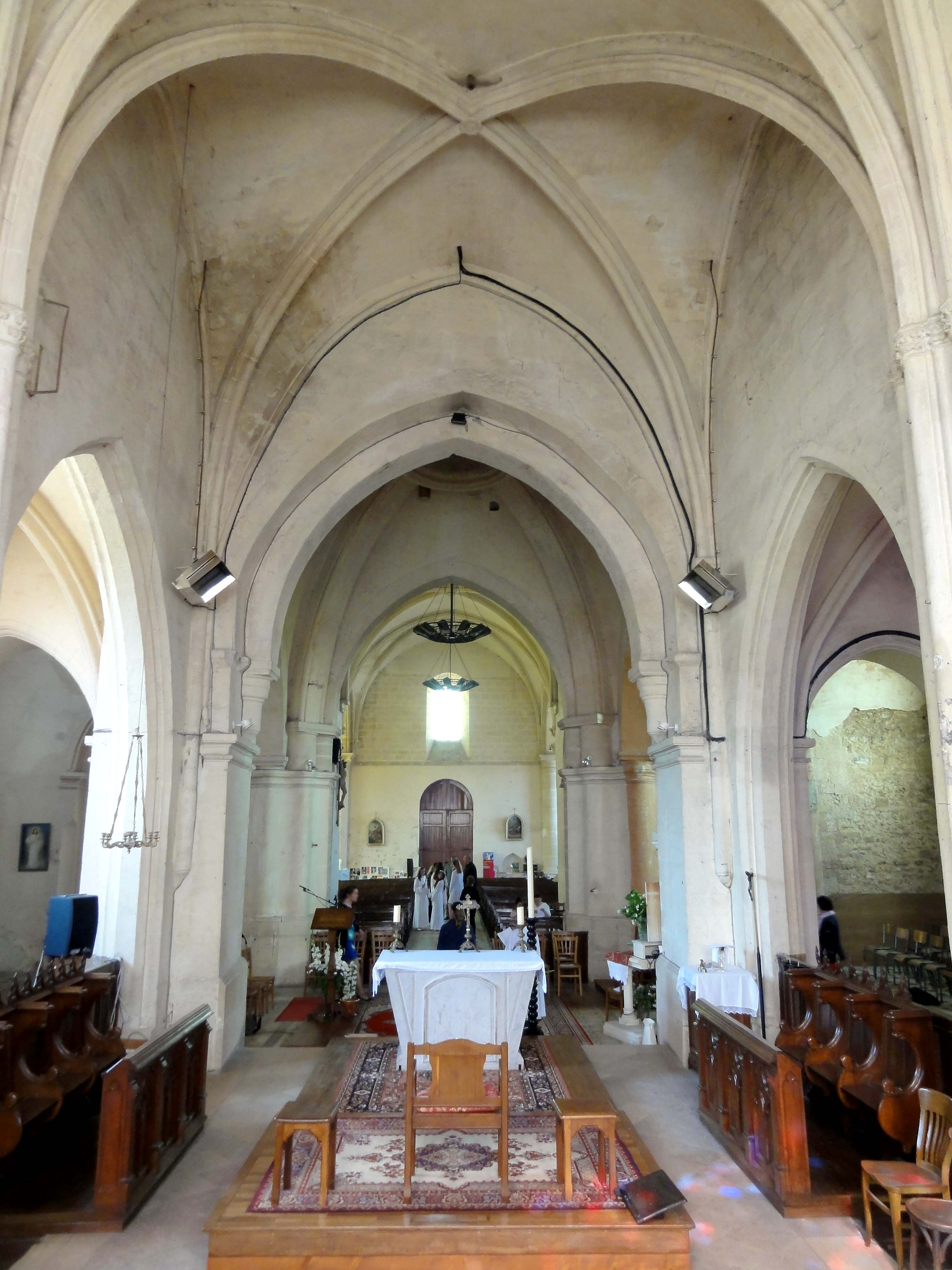
Vue vers l'ouest.

Le chœur et les collatéraux forment l'unique partie stylistiquement homogène de l'église. Ceci n'exclut pas la survivance d'éléments antérieurs à sa construction, que l'on situe au XIVe siècle, au moins en ce qui concerne la vaste baie du chevet. Les élévations latérales du chœur s'organisent sur deux niveaux, à savoir l'étage des grandes arcades et un étage de murs hauts aveugles. Il représente environ un tiers de la hauteur totale sous le sommet des voûtes, et correspond à la lunette des voûtes. Les chapiteaux des voutes sont donc alignés sur le niveau des sommets des grandes arcades. L'absence de fenêtres hautes est inhabituelle à l'époque. Abstraction faite d’éventuels vestiges visibles depuis les combles, rien n'indique l'existence ancienne de fenêtres au-dessus des grandes arcades, et l'appareil ne montre aucune rupture, aucune trace d'une reprise. La première travée est moins profonde que la seconde, sans que l'on voit la cause. Les grandes arcades sont en tiers-point, et à la première vue, elles paraissent prismatiques. Mais la présence du doubleau roman vers le carré du transept incite à une confrontation, et il semble que les grandes arcades étaient primitivement analogues, soit à double rouleau, et sans mouluration. Lors de la reconstruction du chœur, l'on aurait taillé les arêtes en biseau, et mouluré l'intervalle entre les deux larges biseaux d'une gorge de faible profondeur. L'on aurait également supprimé les colonnettes, chapiteaux et tailloirs. Les grandes arcades du nord de la nef Oise ont été adaptées au goût flamboyant d'une façon comparable. En l’occurrence, le motif du remaniement des arcades doit être le revoûtement du chœur, peut-être au cours de la guerre de Cent Ans, période qui voit l'éclosion lente du style flamboyant, comme en témoigne la Sainte-Chapelle de Vincennes. Le chœur était déjà voûté à la période romane : deux chapiteaux à volutes d'angle mutilés subsistent dans les angles près du carré du transept.
Le voûtement actuel fait appel à des ogives d'un profil qui s'est maintenu encore jusqu'au dernier quart du XVe siècle, et qui est celui déjà signalé à propos de la quatrième travée du bas-côté nord. Le doubleau intermédiaire comporte un tore central garni d'un étroit filet, comme sur les ogives, et un petit tore de chaque côté. De minces formerets toriques existent  Les clés de voûte sont des disques sculptés d'une rosace de feuillages et de feuilles polylobées maigres. À l'intersection entre les deux travées, la retombée s'effectue sur des faisceaux de sept fines colonnettes à chapiteaux, qui sont de deux diamètres différents : les plus forts correspondent au tore central du doubleau et aux ogives, et les plus minces aux petits tores du doubleau et aux formerets. Les colonnettes des formerets sont placées derrière celles des ogives, et demeurent invisibles en regardant de face. Derrière la colonnette médiane, le dosseret déborde à peine. Les tailloirs sont de plan octogonal et de faible hauteur ; seulement deux faces des tailloirs des petits tores du doubleau sont visibles. Les corbeilles des chapiteaux ne dépassent guère le diamètre des fûts, ce qui a engendré le terme de chapiteaux-tuyaux. Les chapiteaux fusionnent par leur sculpture. La sculpture montre deux rangs de petites feuilles frisées ; malheureusement, les détails sont noyés dans les badigeons. Les fûts des ogives fusionnent avec les fûts des petits tores du doubleau et des formerets, ce qui donne une forme précurseur des piliers ondulés flamboyants. On peut faire le même constat dans les angles de part et d'autre du chevet, où l'on trouve des faisceaux de trois colonnettes à chapiteaux. Le profil des nervures et la sculpture des chapiteaux suscite la comparaison avec l'église de Chambly, qui date des années 1260-1280 : l'on n'y observe pas encore la tendance vers les piliers ondulés. Des nefs du XIVe siècle existent à Belloy-en-France et Silly-le-Long. Elles ne montrent que de vagues ressemblances avec le chœur de Nointel. Plus évidente paraît la proximité stylistique avec le chœur-halle de Brenouille, la chapelle sud de Pontpoint et le chœur de Rousseloy, qui sont datés justement du XIVe siècle.
Plus que par les particularités du voûtement, le regard est attiré par la vaste baie du chevet et son exceptionnel remplage, qui occupe presque toute la largeur disponible entre les supports, mais n'atteint pas tout à fait le formeret. La baie est entourée d'une gorge. On peut distinguer un réseau primaire, dont les meneaux sont précédés d'un tore, et garnis de chapiteaux en ce qui concerne les quatre meneaux verticaux, et un réseau secondaire, dont les meneaux affectent une modénature aigüe. Les meneaux du réseau secondaire fusionnent aux points de rencontre, et l'ensemble des meneaux sont très fins. Le réseau primaire se compose de trois lancettes suraigües, de dimensions identiques, et de deux oculi inscrivant un pentalobe, coincés dans les intervalles entre les sommets des lancettes. En dessous de chacun des deux oculi, un petit trilobe inversé trouve de la place. Au-dessus des oculi, un arc brisé, dont un flanc coïncide avec le pourtour de la baie, permet d'imaginer que les trois lancettes du réseau primaire sont formées par deux très grandes lancettes superposées. Le sommet de la baie, dans l'intervalle entre les deux arcs brisés, est occupé par un trilobe et trois écoinçons ajourés. Pour venir au réseau secondaire des trois lancettes, il faut distinguer entre la lancette médiane et les lancettes latérales, mais toutes les trois ont en commun un trilobe au centre. Les lancettes latérales renferment trois lancettes à têtes tréflées, avec des lobes latéraux réduits à moins d'un quart-de-cercle, et un oculus inscrivant un quadrilobe, tous les écoinçons étant ajourés. La lancette médiane ne renferme qu'une unique lancette à tête tréflée, sans oculus au-dessus, ce qui donne des montants incurvés dans leur partie supérieure. Ce remplage peut être considéré comme exceptionnel, tant pour sa conception que pour la qualité de son exécution, et les fenêtres à cinq lancettes sont très rares. Un exemple se trouve à la façade de l'église d'Agnetz, et deux autres au chevet des collatéraux de Saint-Sulpice-de-Favières, mais ces fenêtres datent du XIIIe siècle.

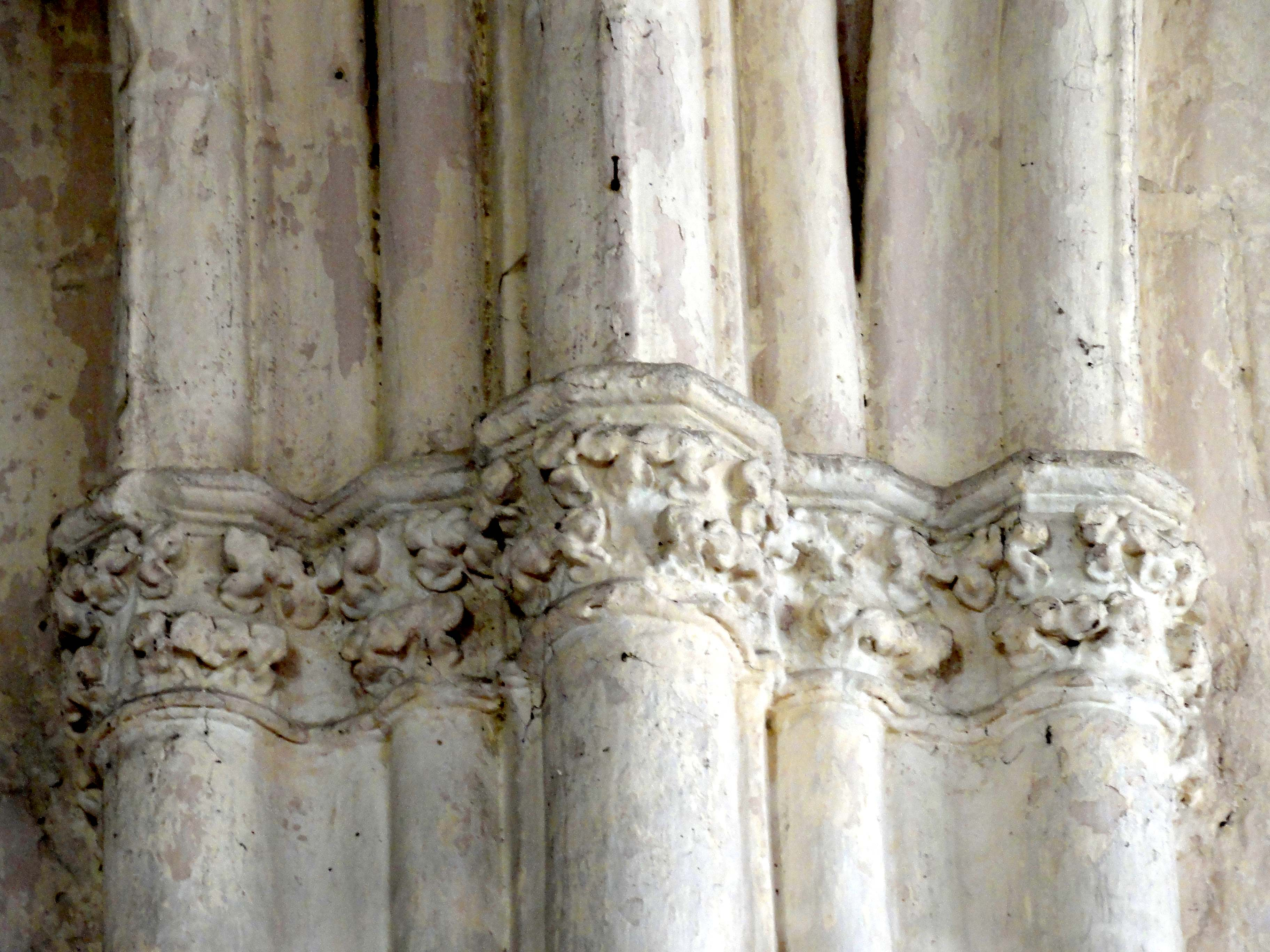
Chapiteaux côté nord.
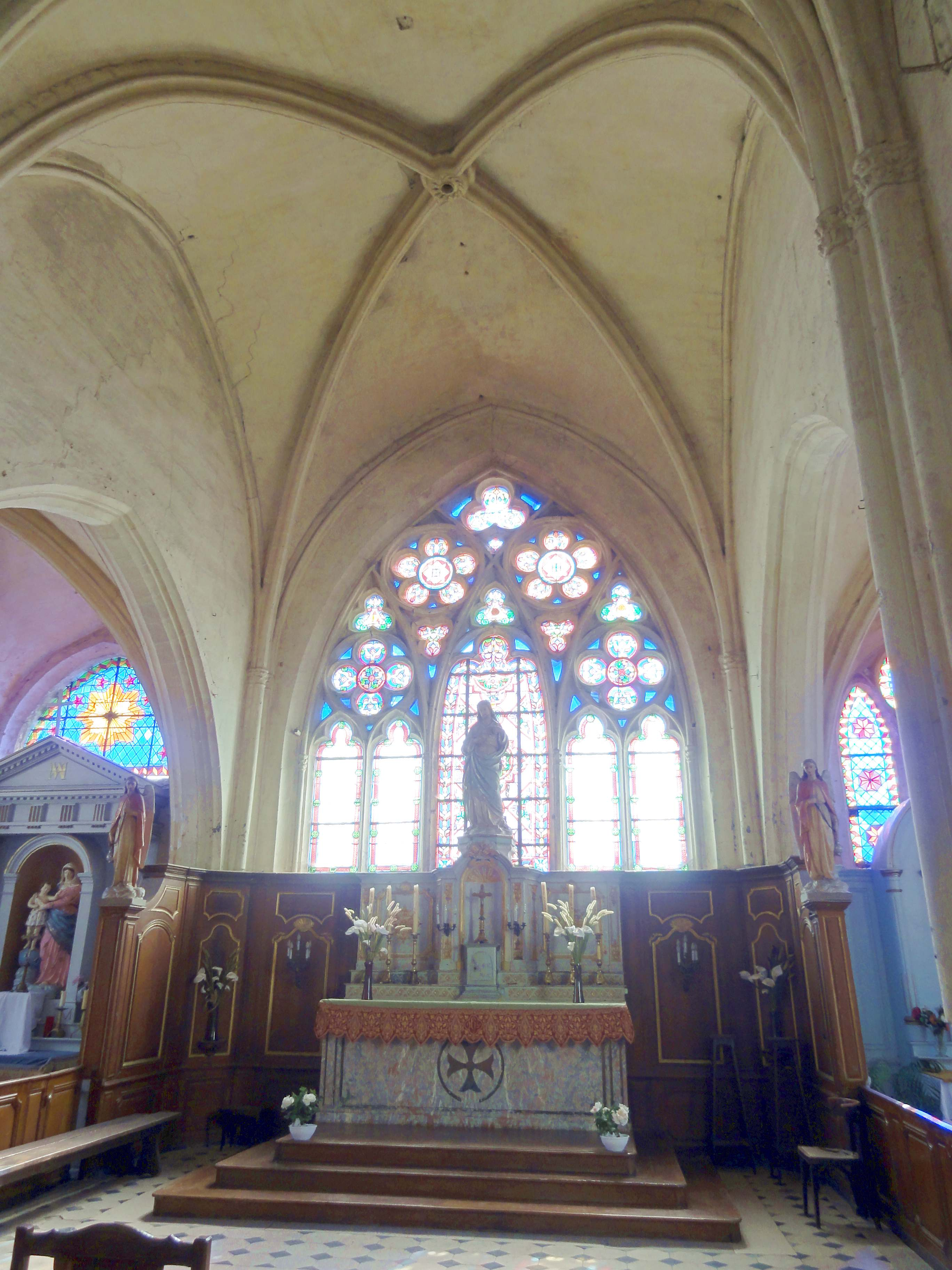
Vue vers l'est.
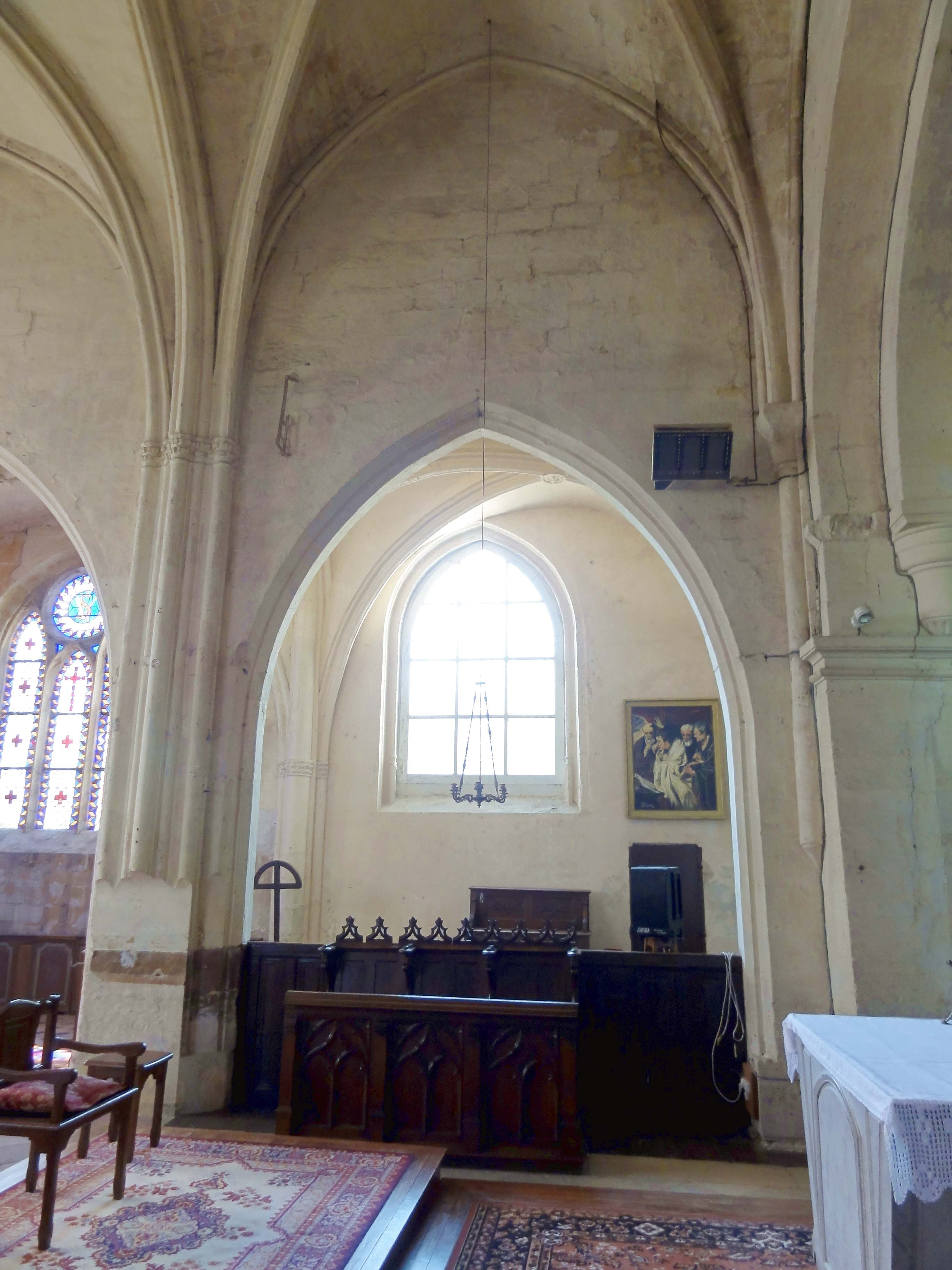
1re travée, élévation sud.
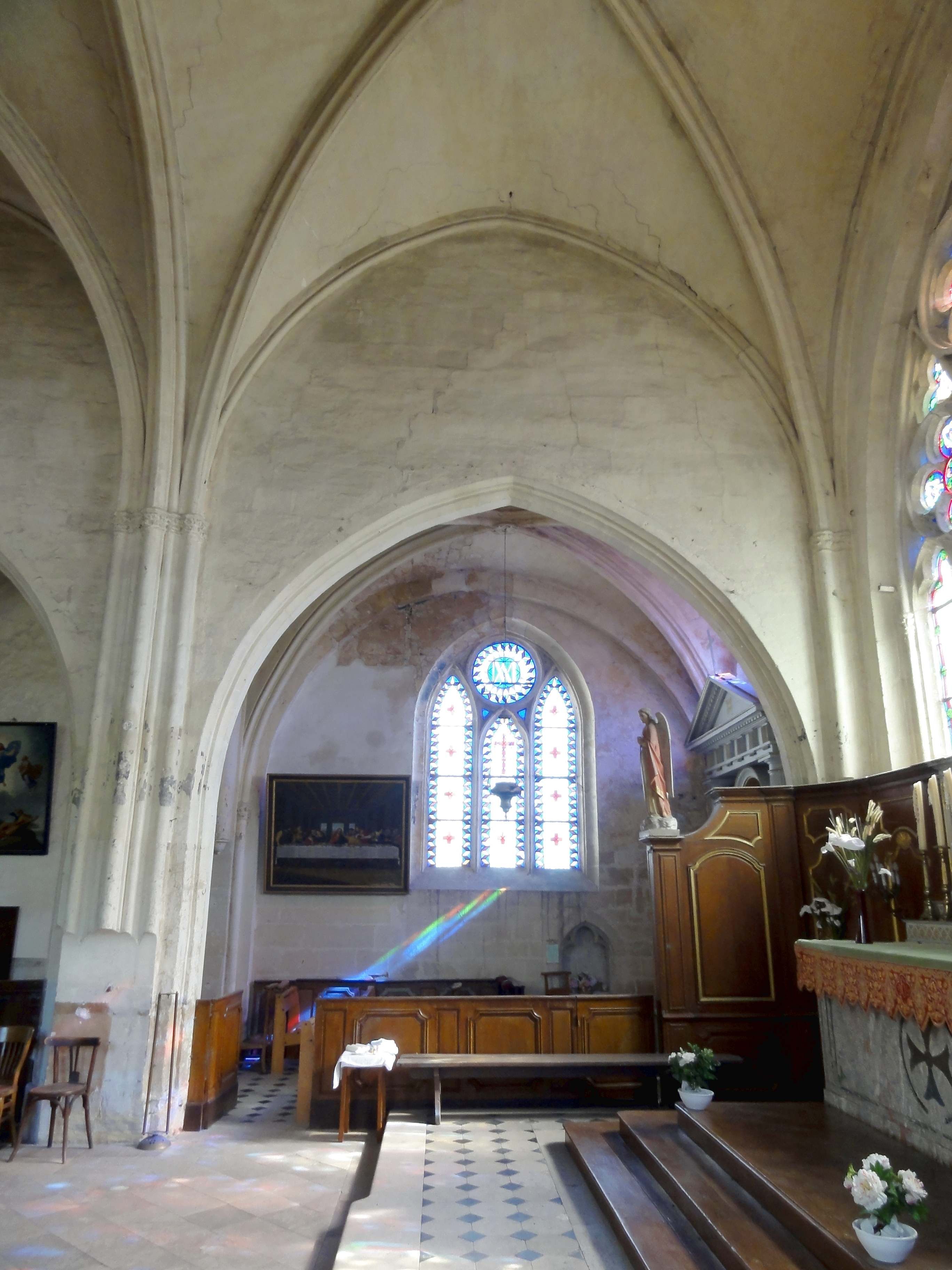
2e travée, élévation nord.
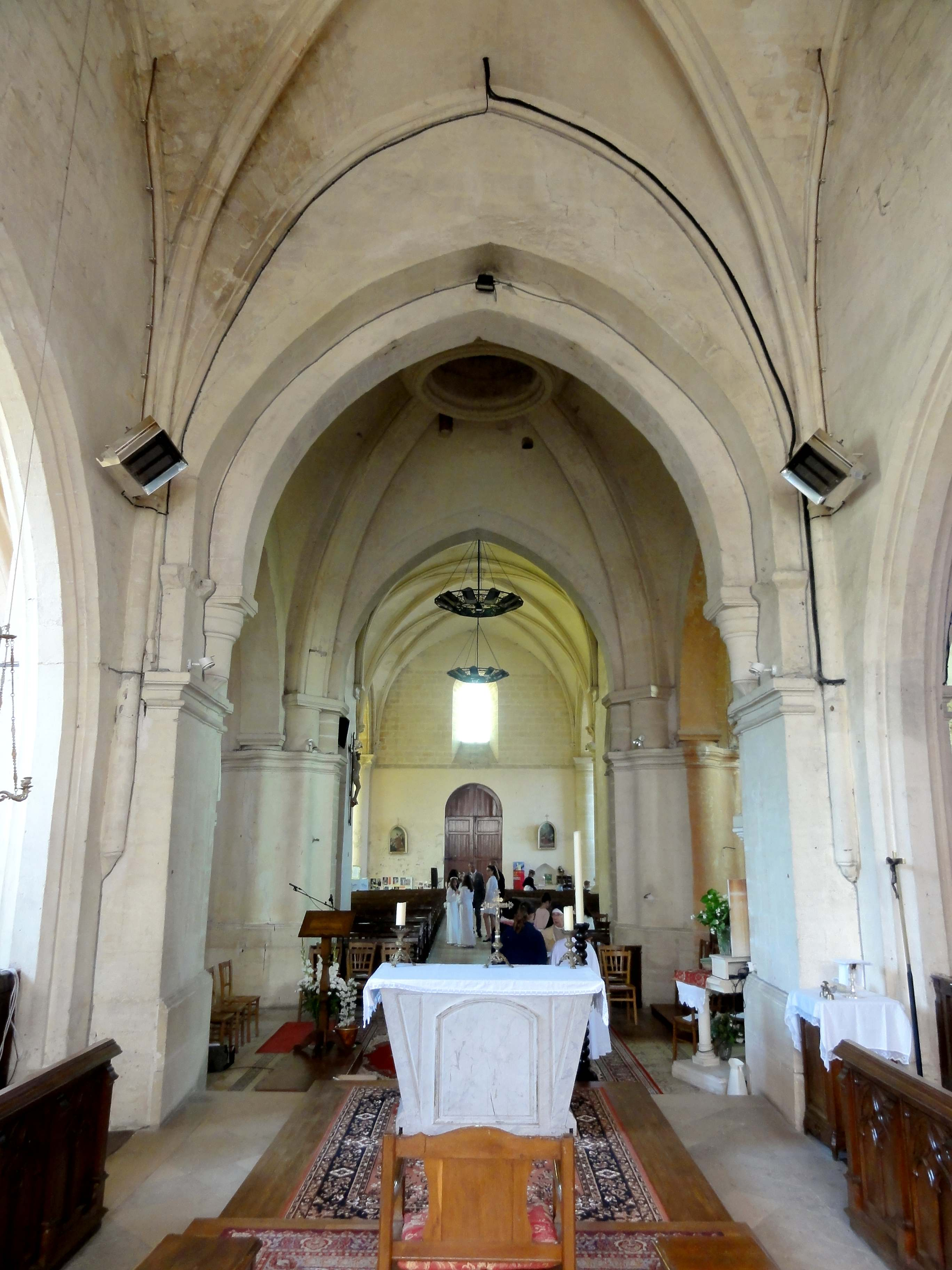
Vue vers l'ouest.
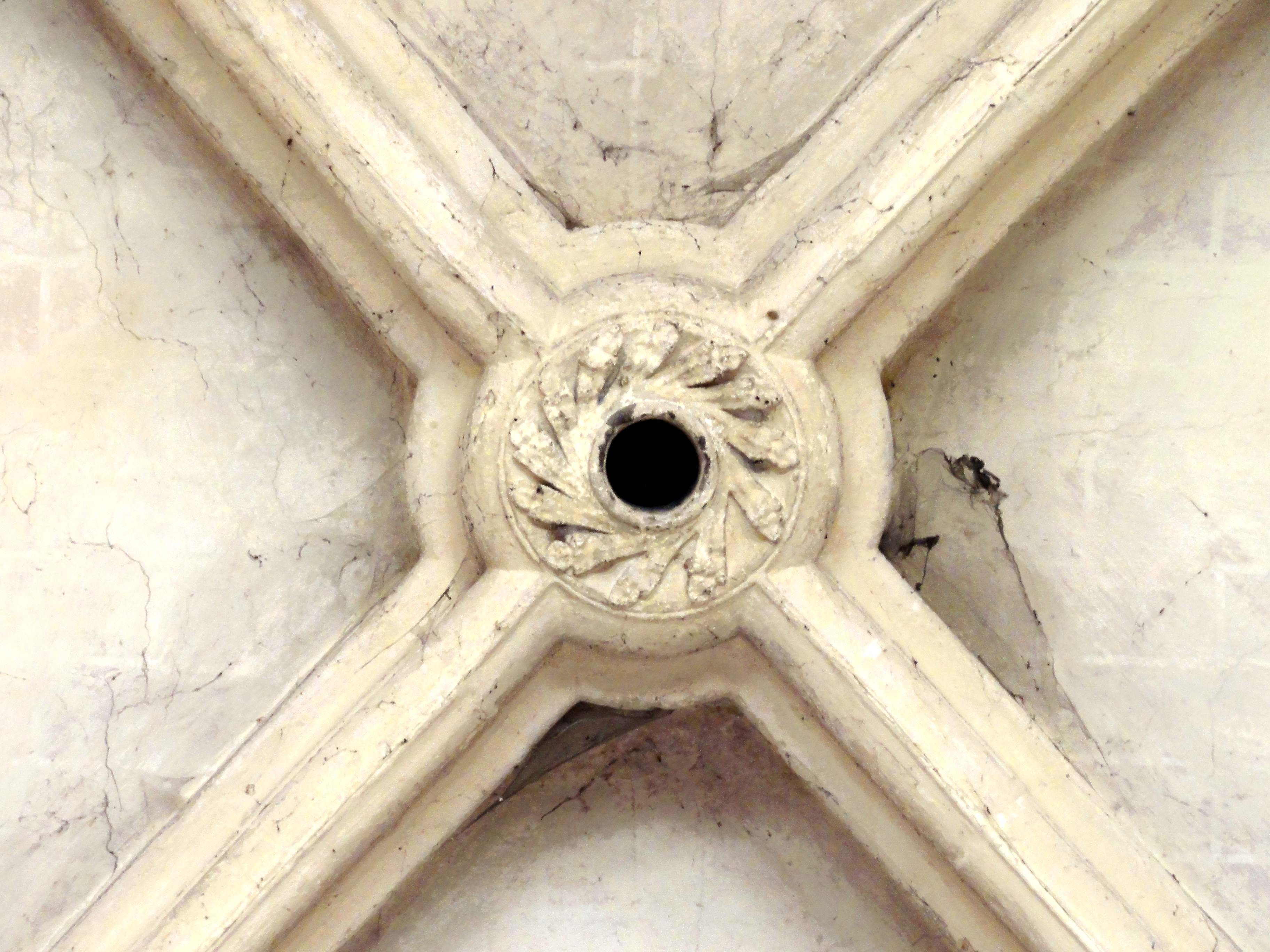
2e clé de voûte.

#### Collatéraux

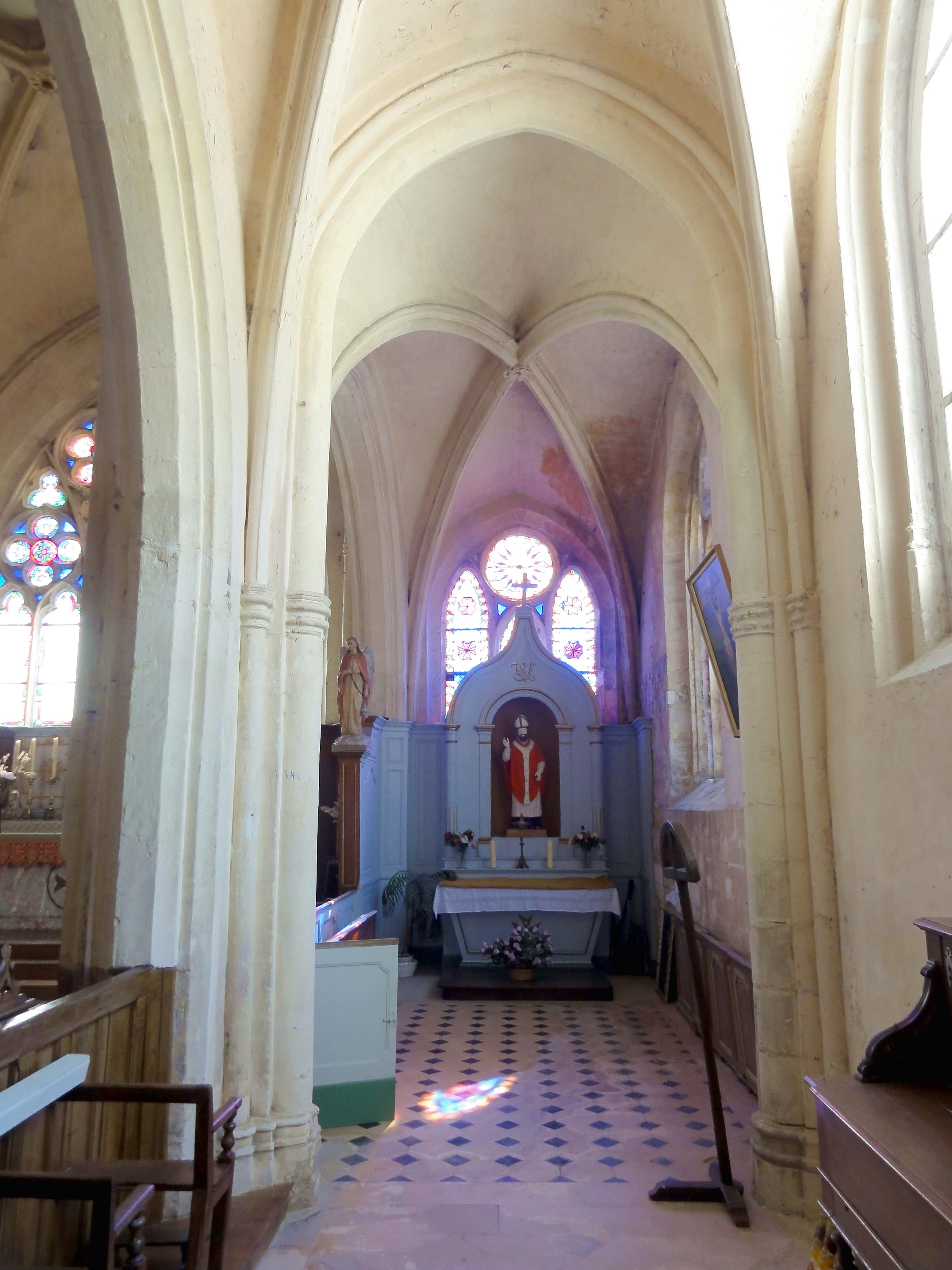
Collatéral sud, vue vers l'est.

Les collatéraux du chœur sont tout aussi étroits que les bas-côtés de la nef, mais leur hauteur est plus faible. Globalement le style est le même que dans le vaisseau central du chœur. L'on a seulement renoncé aux colonnettes dédiées pour les formerets et les petits tores des doubleaux. La forte disparité entre la profondeur et la largeur des travées a été résolue par des voûtes plates retombant sur des culots par les restaurateurs de la fin du XIXe siècle. Ce ne pouvait pas être une option pour des voûtes en pierre. Des solutions différentes ont été mises en œuvre au nord et au sud. Dans le collatéral nord, l'on a disposé les chapiteaux du doubleau à un niveau supérieur que ceux des ogives, comme fréquemment pour les chapiteaux des formerets par rapport à ceux des ogives dans les absides à pans coupés. Dans le collatéral sud, tous les chapiteaux sont situés au niveau de la retombée des ogives, ce qui donne un doubleau d'un tracé très surhaussé, avec des sections verticales au-dessus des tailloirs. L'on peut par ailleurs apercevoir les bases, qui se composent d'une plinthe moulurée et d'une section polygonale, comme sous les grandes arcades au sud de la nef. Dans le collatéral nord, la moitié inférieure des colonnettes du doubleau a été supprimée, peut-être pour la pose d'un lambris aujourd'hui disparu, et dans le collatéral sud, les chapiteaux au nord du doubleau intermédiaire sont restés sans sculpture, mais présentent seulement deux tores horizontaux. Les larges fenêtres au nord de la seconde travée du collatéral nord, et au chevet ainsi qu'au sud du collatéral sud possèdent un remplage à trois lancettes, dont la lancette médiane est moins élevée que les deux autres, et surmontée d'un oculus. Les meneaux ne sont pas précédés par des tores, et affichent un profil chanfreiné aigu. Depuis l'extérieur, il est clairement visible que les lancettes étaient à têtes tréflées, et que les oculi inscrivaient des polylobes. Les retables ont motivé le bouchage partiel des deux baies orientales. Celle du collatéral nord a totalement perdu son remplage, et c'est aussi le cas de la baie de la première travée du collatéral sud. En face au nord, le mur gouttereau est aveugle, car la sacristie y a été accolée. Le collatéral nord est la chapelle de la Vierge, et le collatéral sud est la chapelle Saint-Vaast. Des piscines liturgiques ornées d'un arc trilobée sont ménagées dans l'épaisseur des murs latéraux des secondes travées, et permettaient la célébration des messes de fondation par les chapelains nommés à ces chapelles.

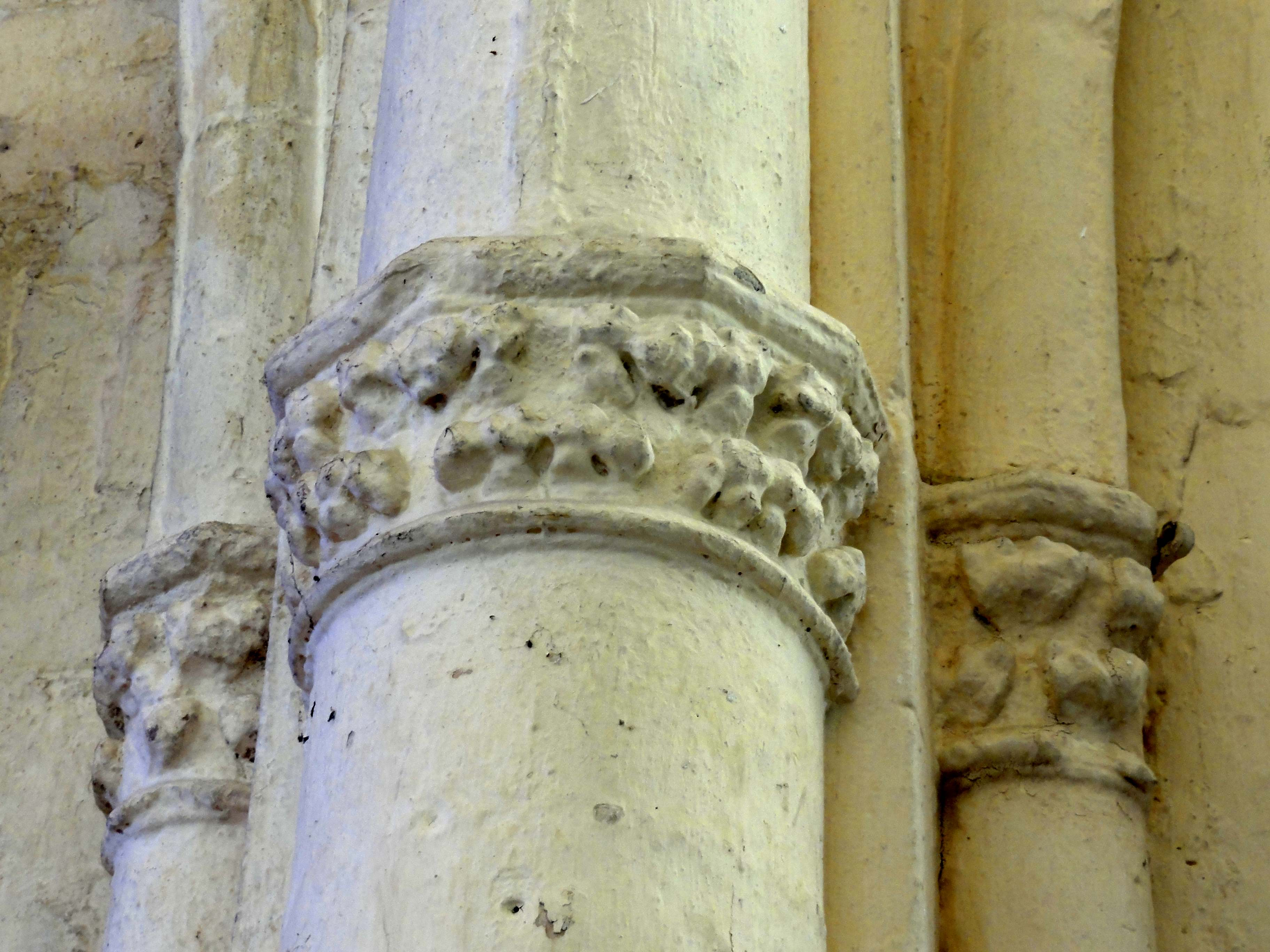
Collatéral sud, chapiteaux du doubleau, côté sud.
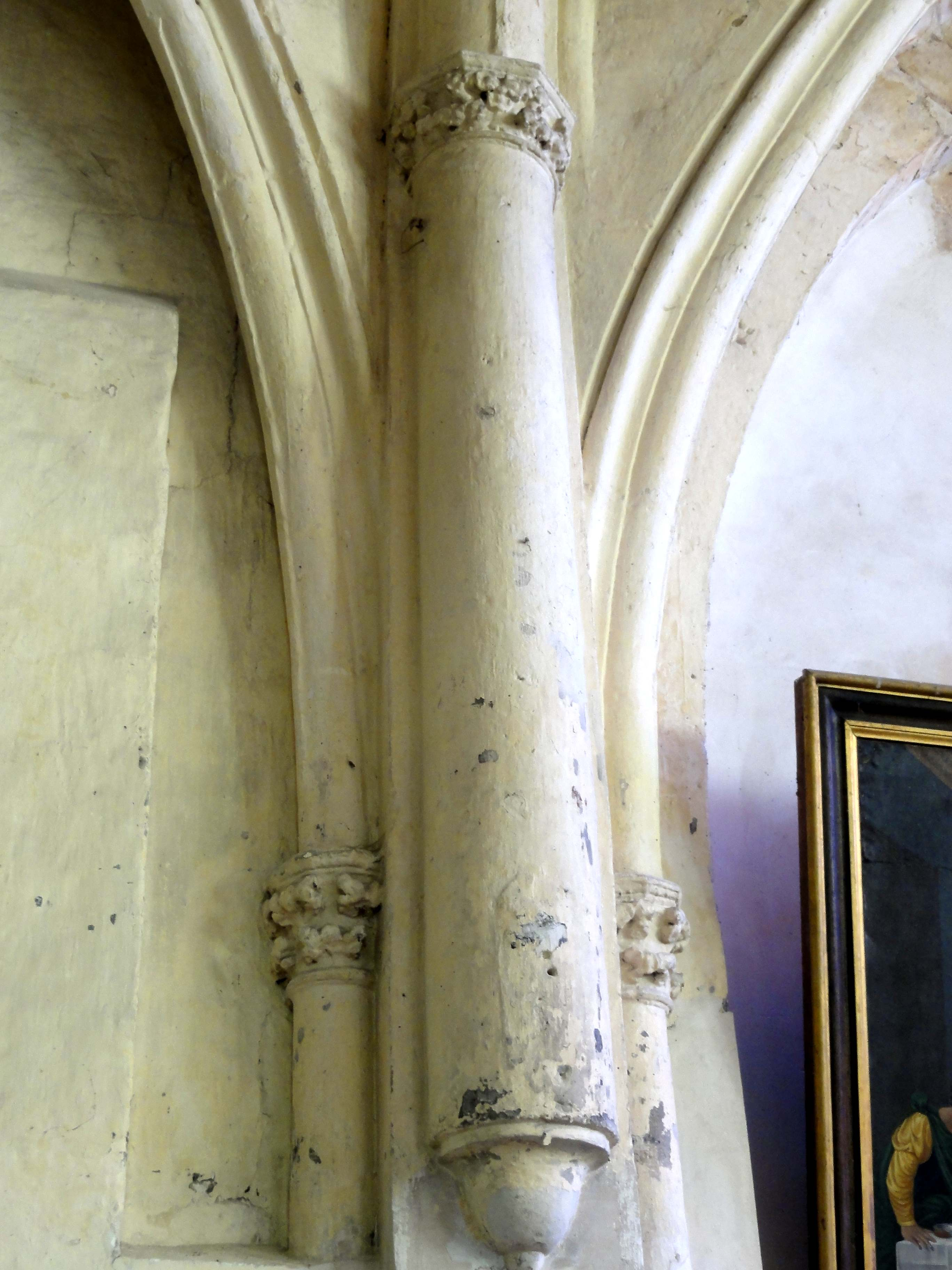
Collatéral nord, supports du doubleau, côté nord.
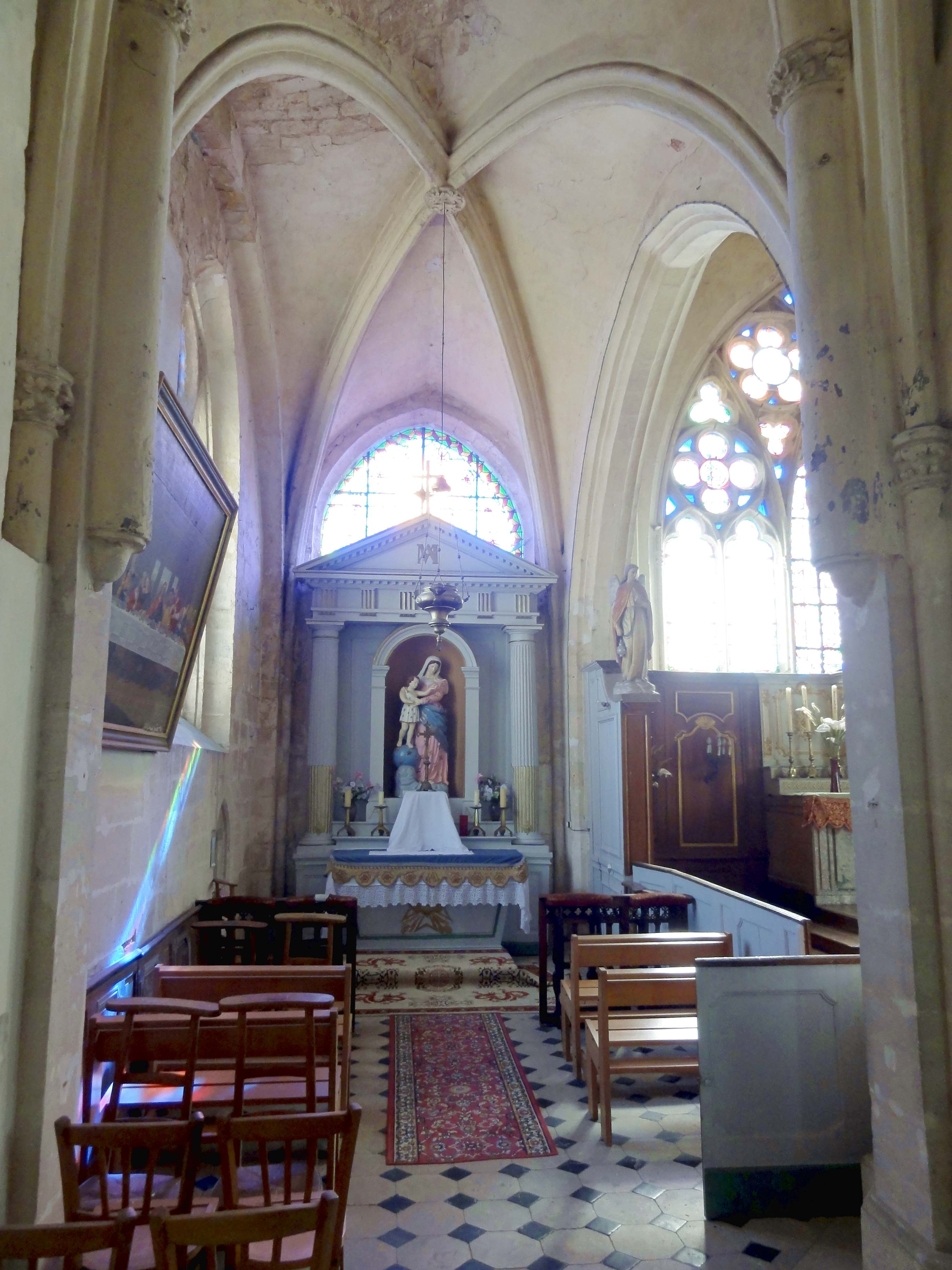
Collatéral nord, vue vers l'est.
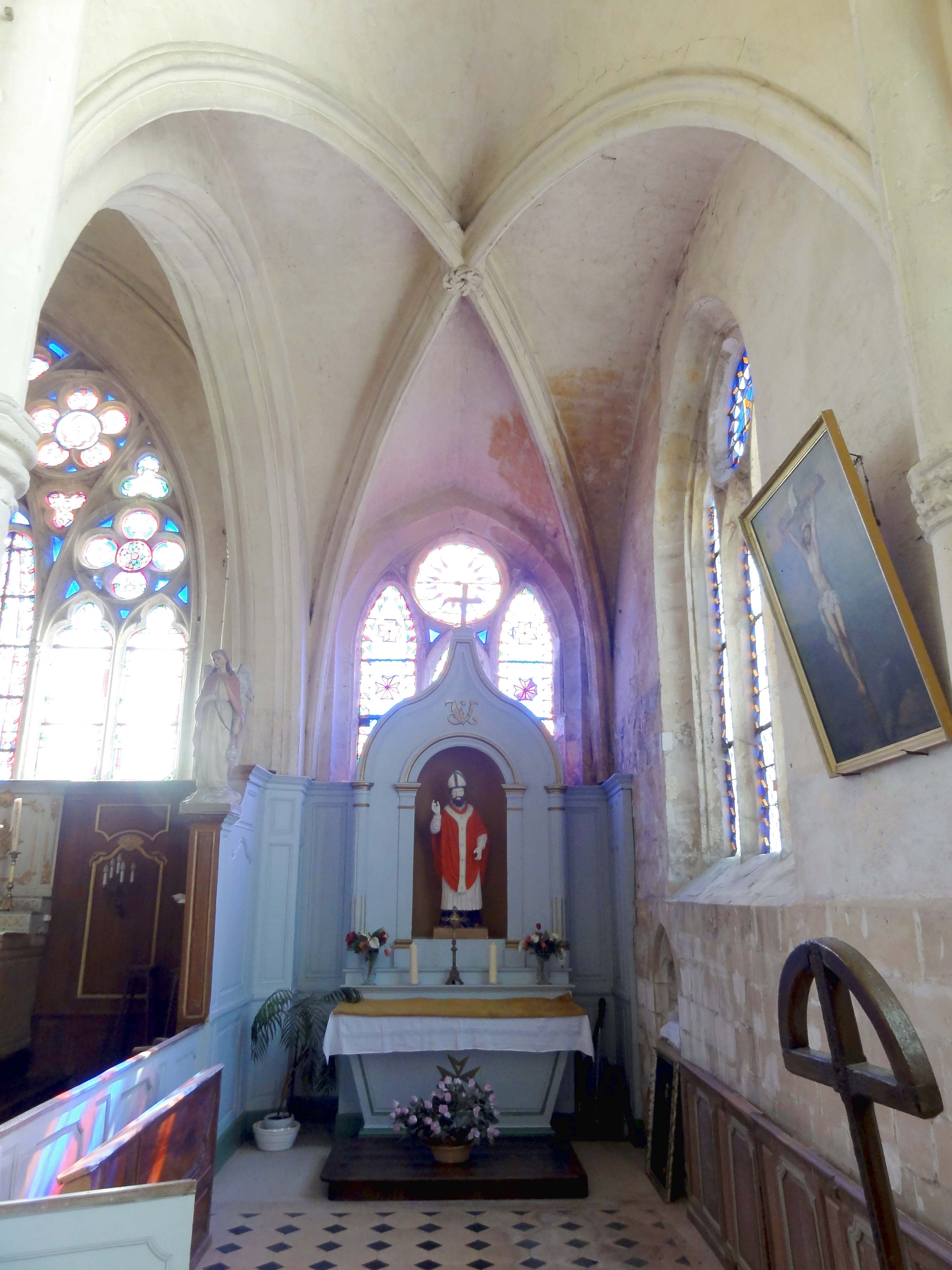
Collatéral sud, vue vers l'est.
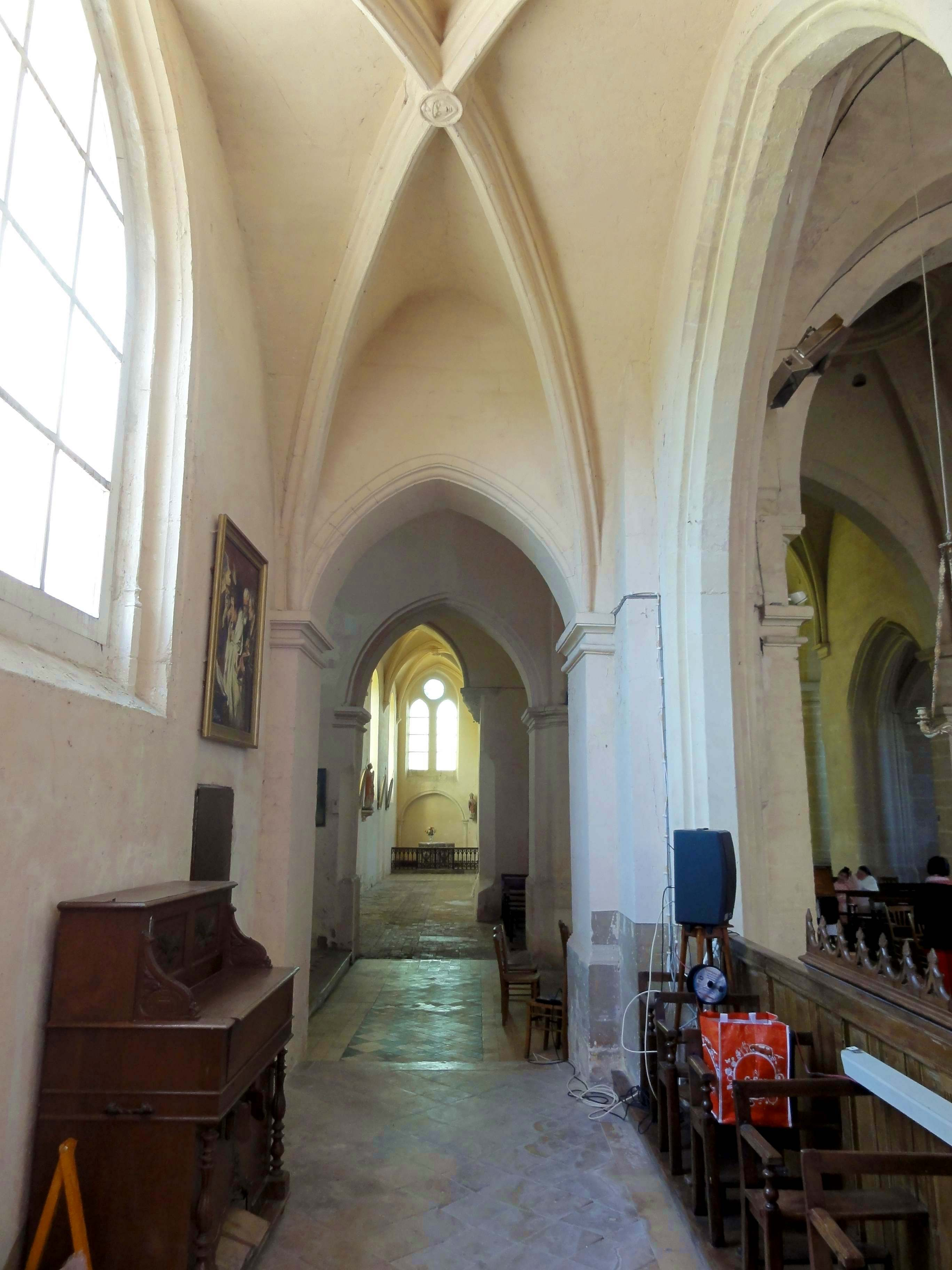
Collatéral sud, vue vers l'ouest.
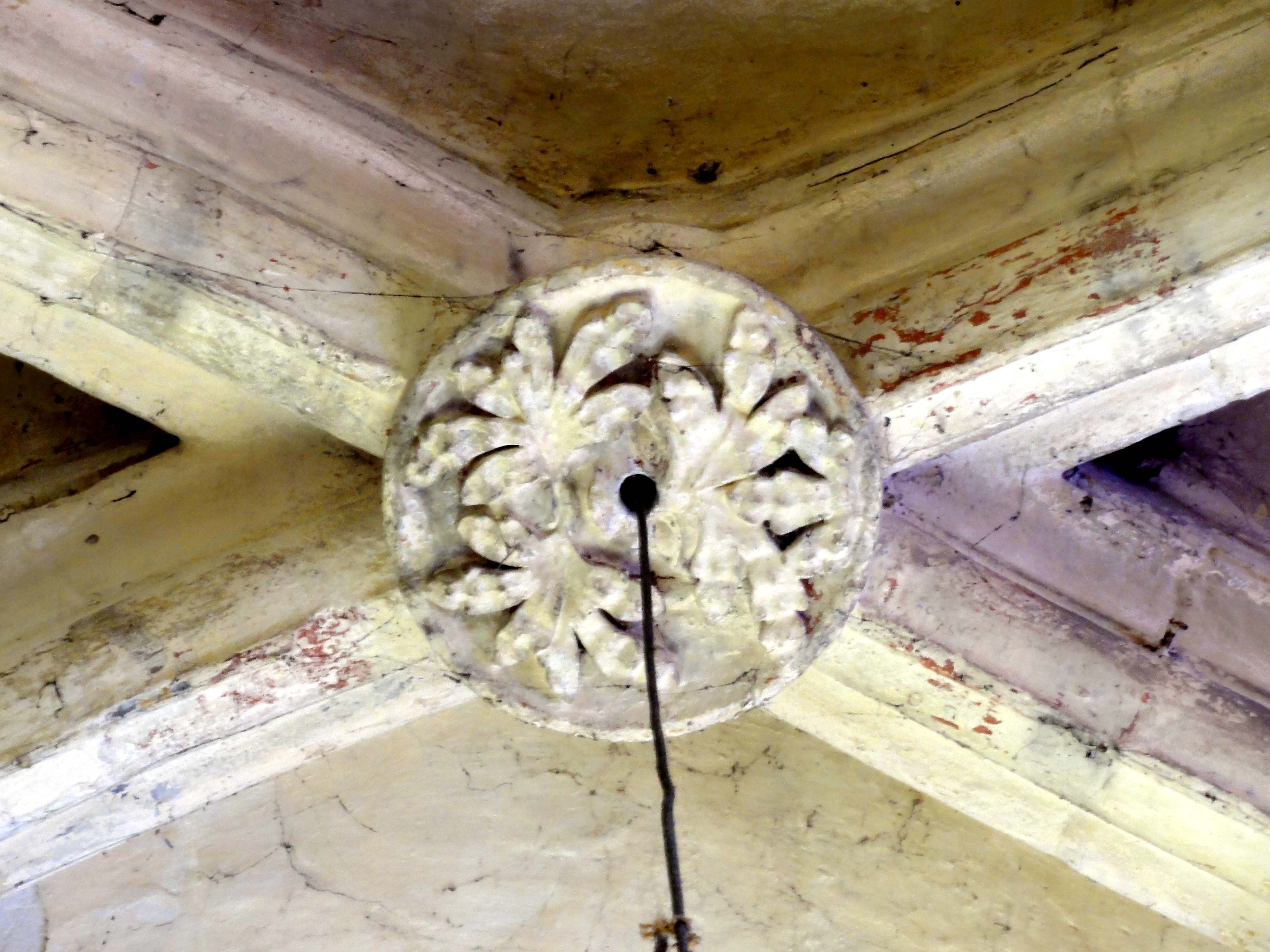
Collatéral nord, clé de voûte de la 2e travée.

### Extérieur

#### Façade occidentale

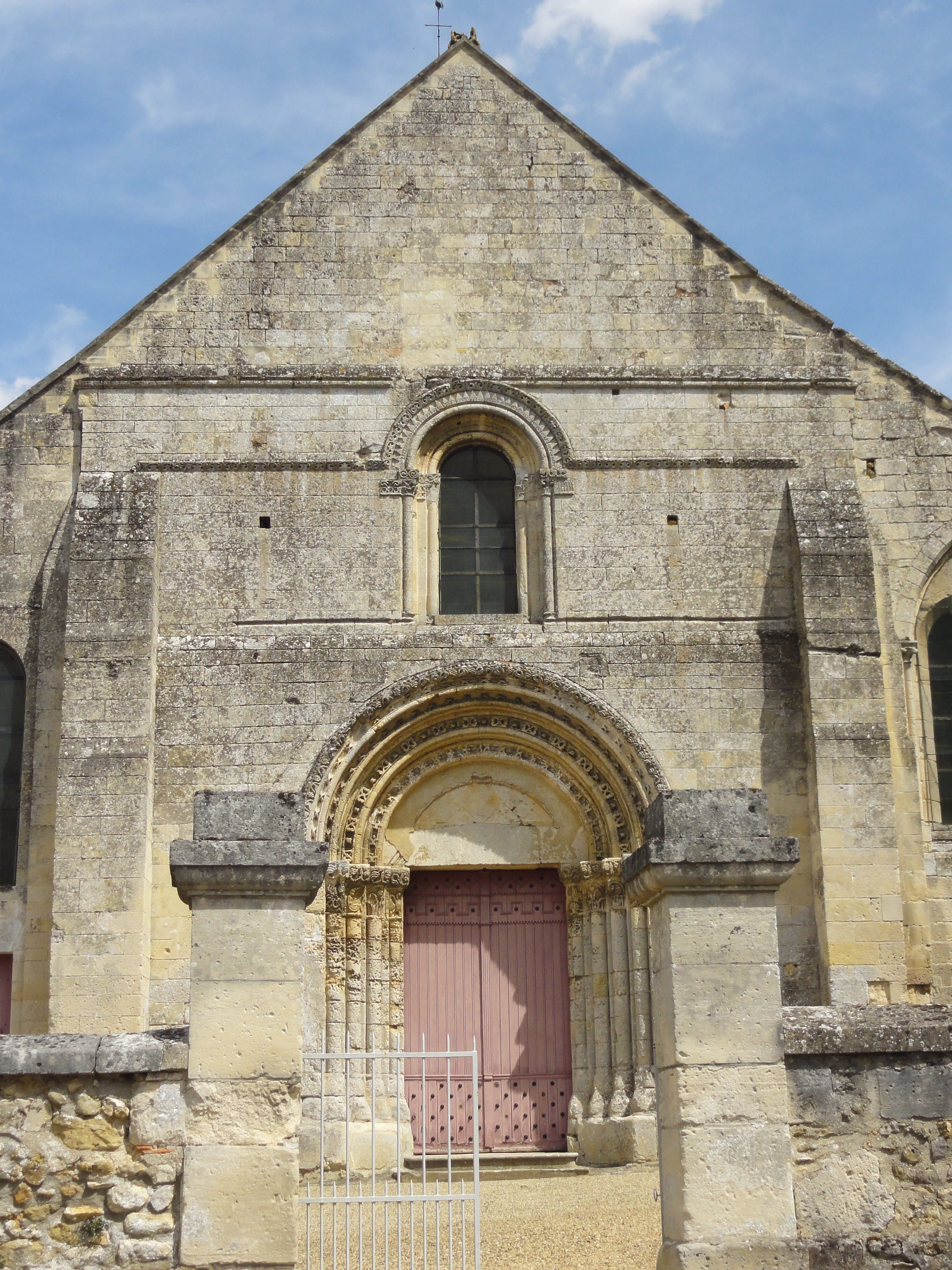
Façade occidentale.

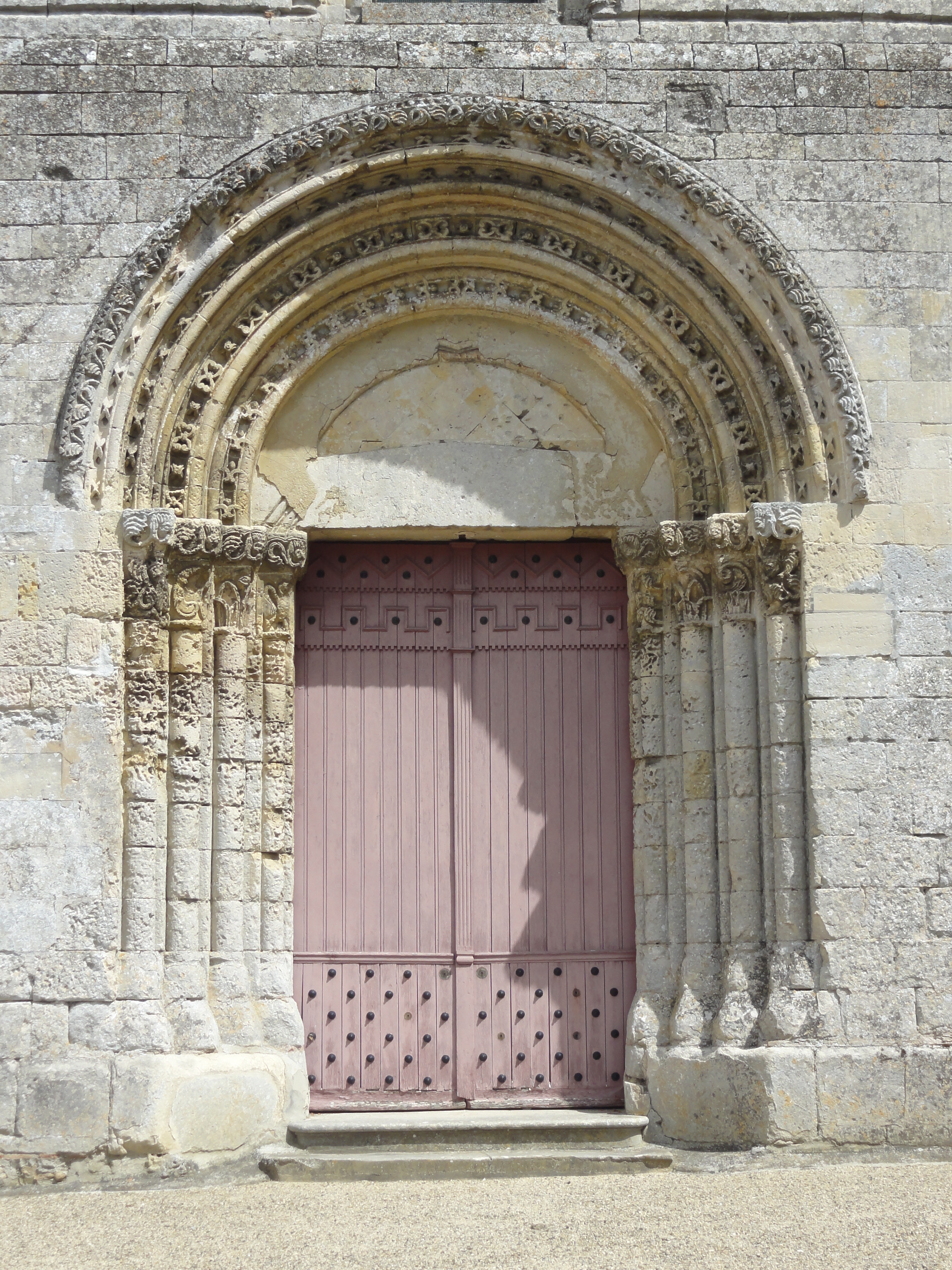
Portail occidental.

La façade occidentale est entièrement bâtie en pierre de taille, avec des assises de hauteur variable, et des joints très minces. Deux contreforts plats typiquement romans la structurent en trois parties, dont seule la partie médiane remonte à la première moitié du XIIe siècle. Le mur du bas-côté nord date de la période classique, et sa fenêtre en plein cintre n'est pas romane, comme l'indique la clé d'arc saillante. Le mur du bas-côté sud date de la fin du XIIe siècle, et présente notamment la fenêtre gothique primitive à deux lancettes déjà signalée. Les contreforts se retraitent une fois après les premières assises, et deux fois par un fruit, puis s'amortissent par un glacis pentu sans larmier, un peu en dessous du sommet des murs gouttereaux. Au-dessus des contreforts, une rupture dans l'appareil indique clairement que les murs occidentaux des bas-côtés constituent des ajouts postérieurs. Un bandeau accompagné d'un tore marque la naissance du pignon. L'antéfixe en rose croisillonée encore attestée à la fin du XIXe siècle s'est malheureusement cassée. Elle ressemblait à celles de Coudun et Villers-Saint-Paul, et passe pour l'une des premières antéfixes connues de la région,. Le pignon ne comporte aucune ouverture. Immédiatement en dessous, le tore du bandeau se trouve interrompu par le ruban de palmettes qui s'infléchit au-dessus de la fenêtre haute, et se poursuit à gauche et à droite au niveau des impostes. La fenêtre s'ouvre entre deux paires de colonnettes à chapiteaux, et sous une double archivolte. L'archivolte inférieure est moulurée d'un gros tore dégagé, et d'un petit tore dégagé accompagné d'une étroite gorge. Un ressaut biseauté la sépare du gros tore de l'archivolte supérieure. Il est surmonté d'un rang de petits trous circulaires, et d'un rang de gros dents de scie. Les tailloirs des chapiteaux sont sculptés de palmettes, et les chapiteaux eux-mêmes, de feuillages aux extrémités enroulées en volutes, de palmettes d'un autre type, et de fruits d'arum. La sculpture du chapiteau à gauche de la baie s'est perdue. Comme particularité, un bloc sculpté flanque chaque chapiteau. L'un est sculpté d'une fleur de lys, les autres de palmettes.
Le portail occidental de la nef a été protégé par deux porches en bois successifs, qui ont laissé leurs empreintes ; l'un était en appentis, l'autre à double rampant. Sans doute, le portail de Nointel représente l'un des portails romans les plus remarquables des environs, après Catenoy et Villers-Saint-Paul. Ce portail est agrémenté d'une quadruple archivolte, et en toute logique cantonné de deux groupes de quatre colonnettes à chapiteaux, mais il y a un décalage entre les éléments à supporter et les supports. En effet, les deux colonnettes intérieures supportent le linteau monolithique, qui repose souvent sur deux corbeaux ou tas de charge, et non l'archivolte inférieure. Par conséquent, l'archivolte extérieure est dépourvue de supports. Elle est du reste surmontée d'une frise de feuillages qui retombe sur des têtes grimaçantes, et d'un rang de petites dents de scie. Chaque archivolte est moulurée d'un gros tore et d'une profonde gorge. Les deux gorges supérieures contiennent des fleurs de violette excavées, motif récurrent dans la région souvent confondu avec des étoiles. Dans la voussure en dessous, ce motif alterne avec des nœuds papillon. Le motif de la voussure inférieure sont de petits personnages stylisés, comme il apparaît assez nettement sur le relevé effectué par Eugène Woillez au cours des années 1840. Le tympan a malheureusement été défiguré : le rang de bâtons brisés qui l'encadre est caché sous une épaisse couche de plâtre, qui commence à s'effriter. Le reste du tympan est appareillé de pierres cubiques placés en pointe, de sorte à suggérer des losanges. Les tailloirs des chapiteaux sont tous sculptés des mêmes têtes grimaçantes crachant des rinceaux. Les chapiteaux représentent pour la plupart des feuillages combinés à des têtes d'angle. À gauche, l'un représente deux reptiles (des lézards ?), et un autre, deux oiseaux. Les fûts sont appareillés avec le mur. Leurs bases sont devenus illisibles,.

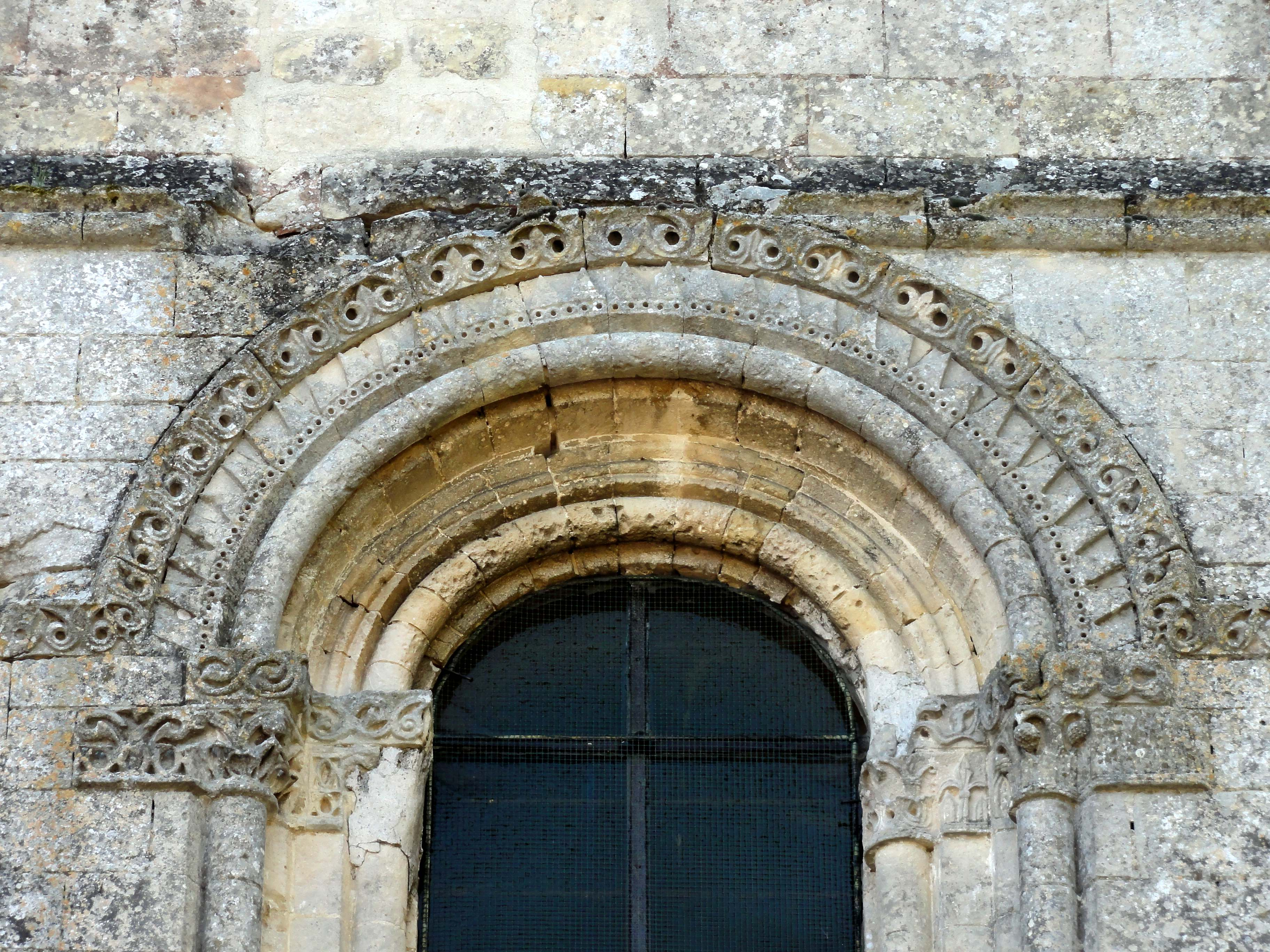
Archivolte de la fenêtre au-dessus du portail.
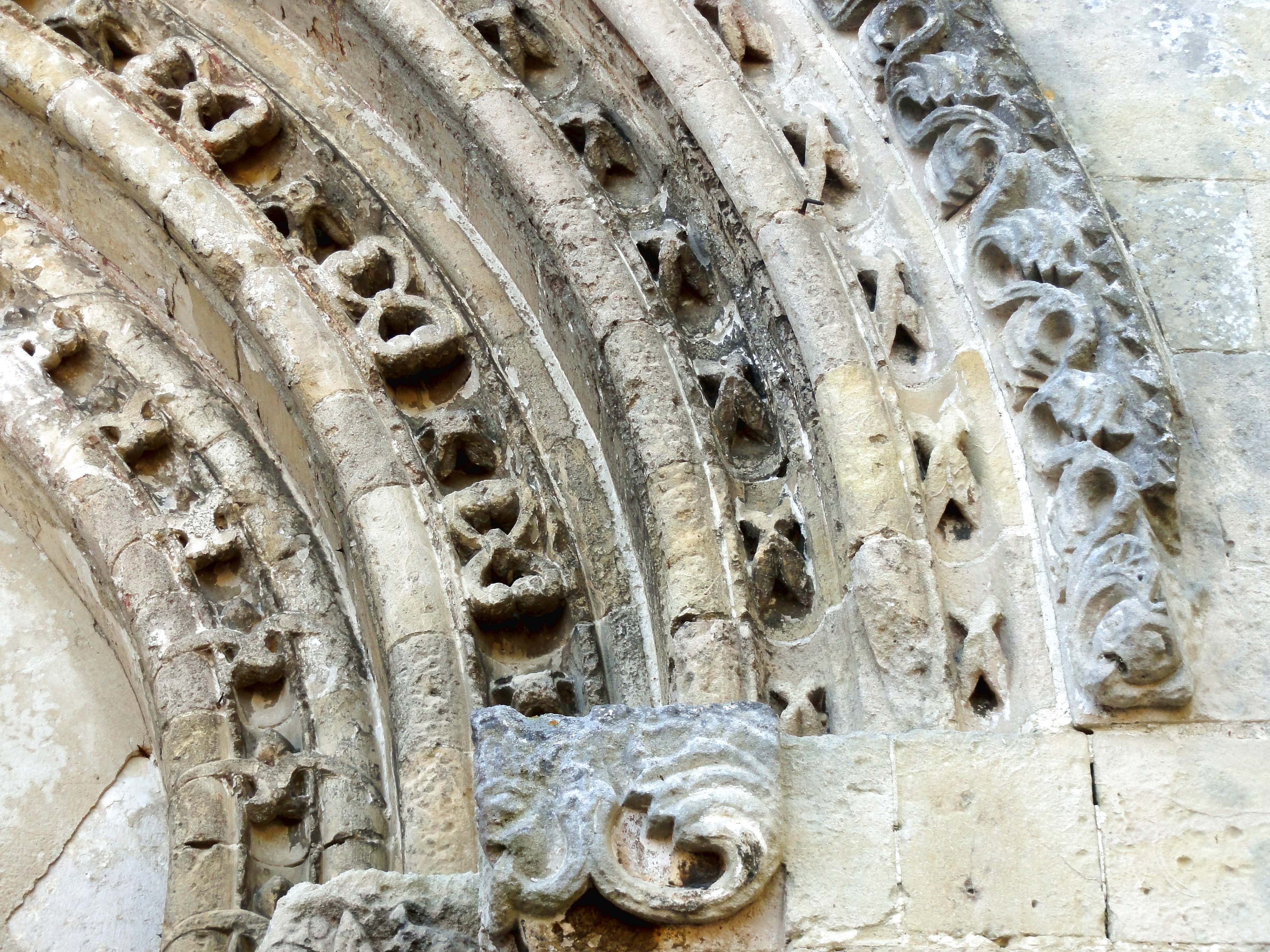
Archivolte du portail, vue de détail.
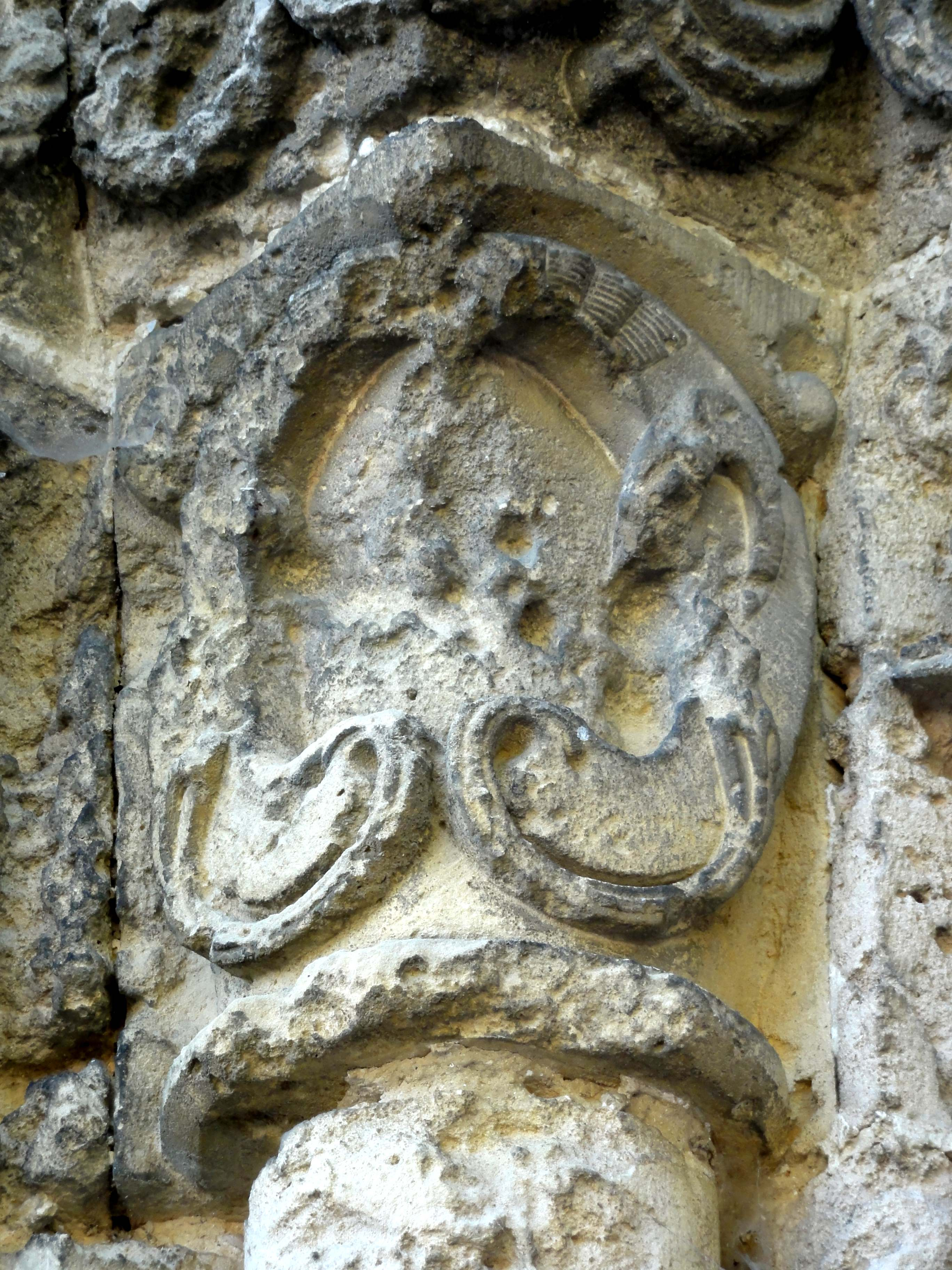
Chapiteau du portail - deux reptiles.
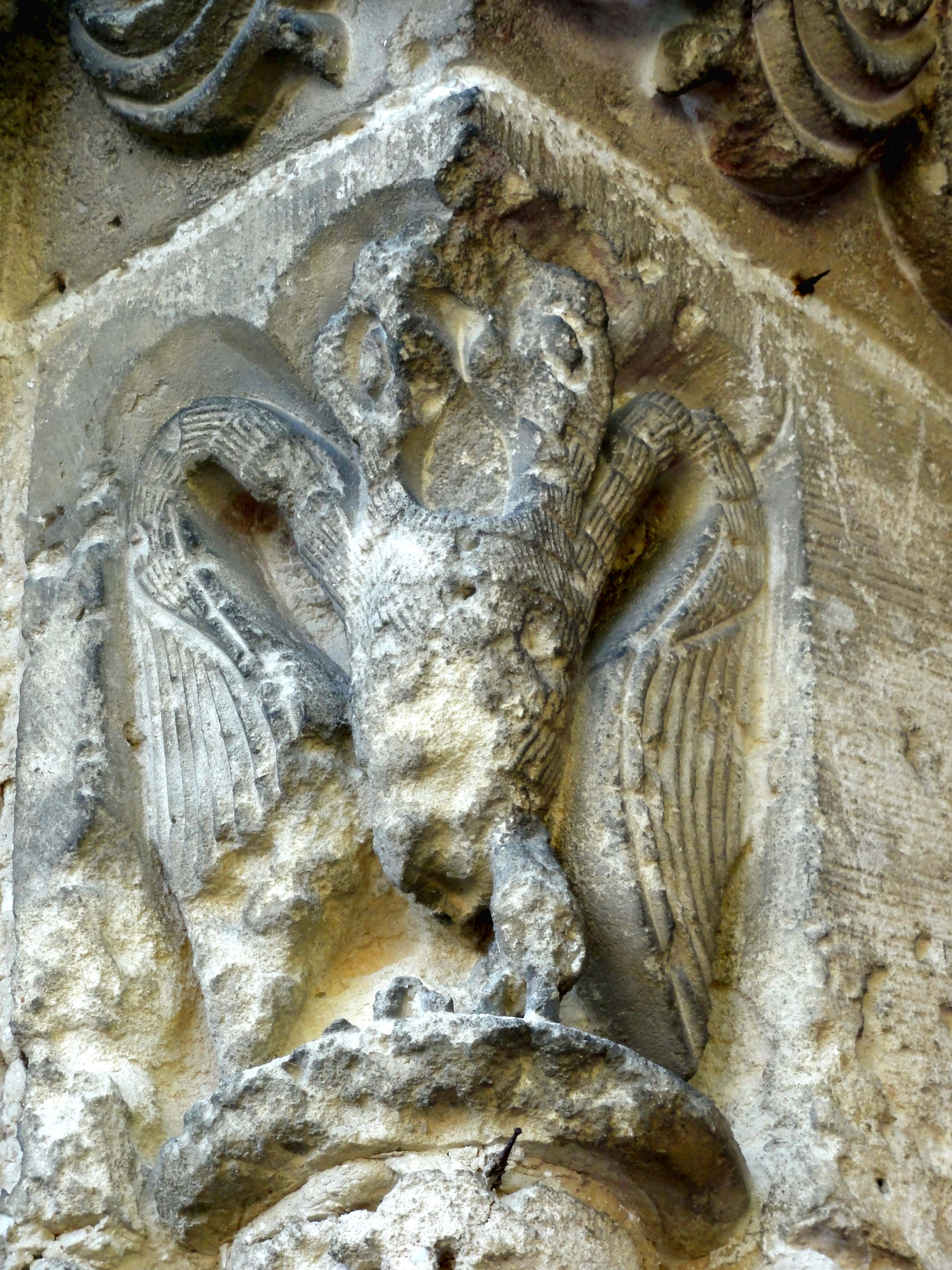
Chapiteau du portail - deux oiseaux.
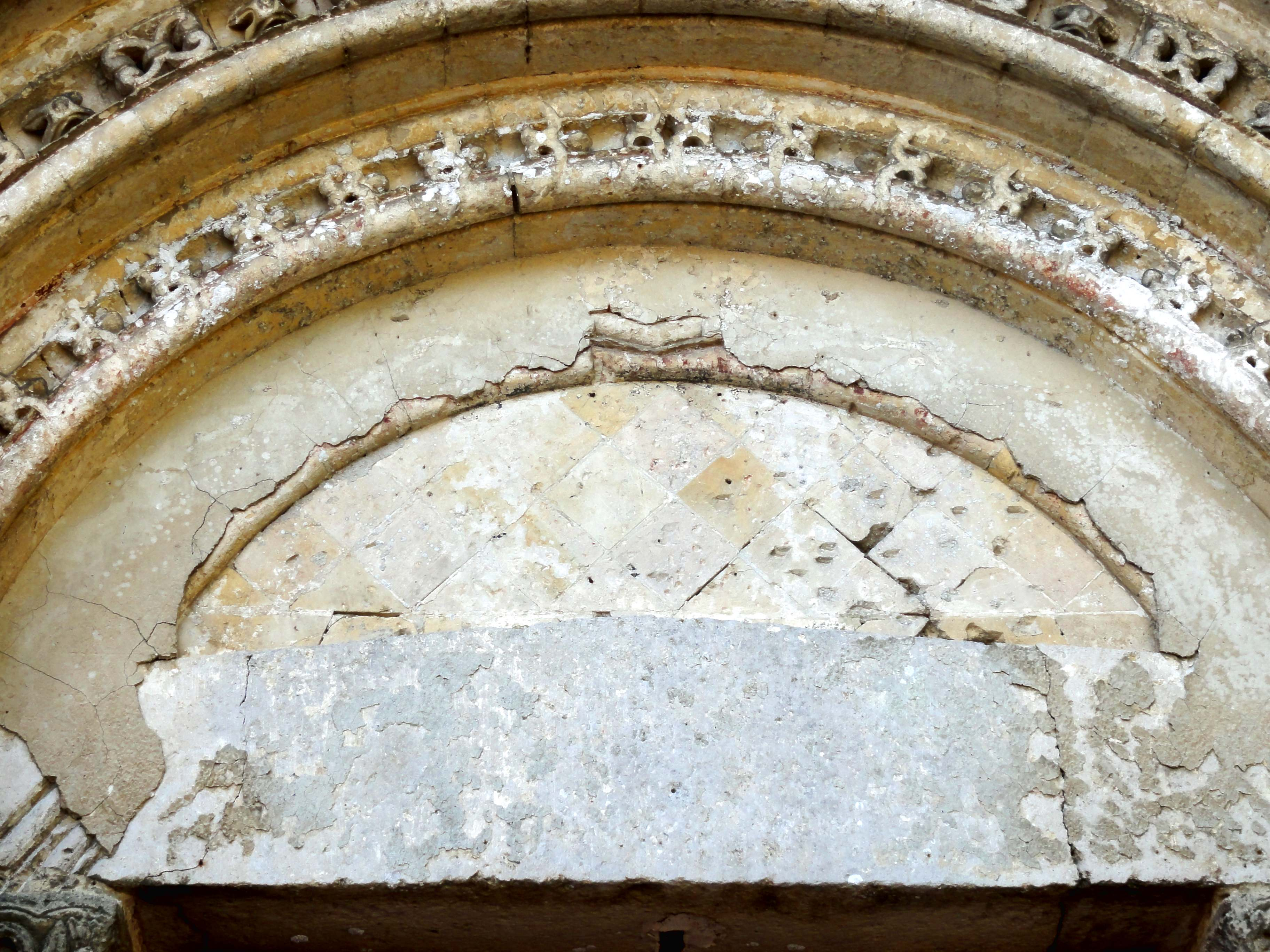
Tympan du portail ; vestiges de bâtons brisés.
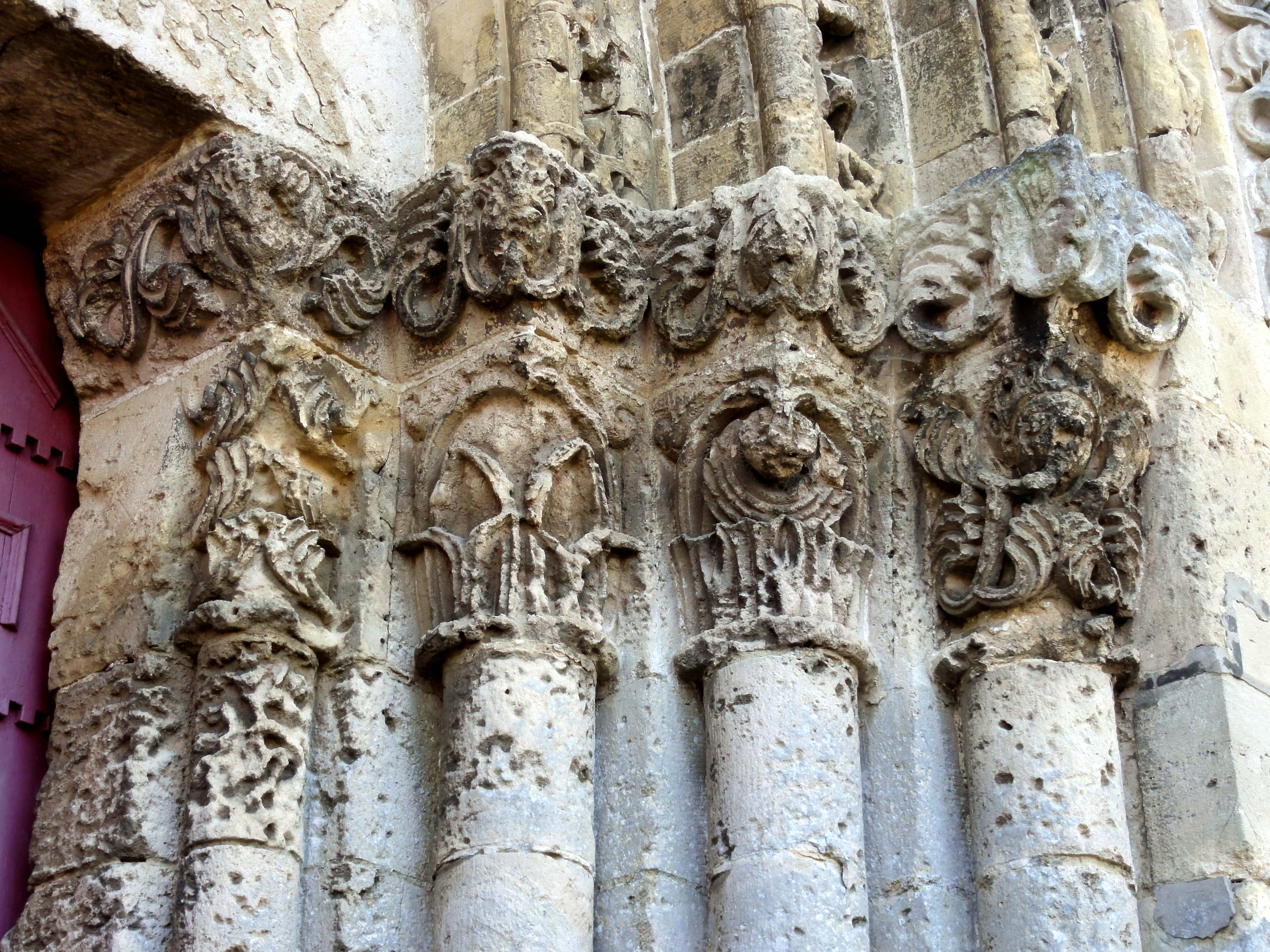
Chapiteaux à droite du portail.

#### Clocher

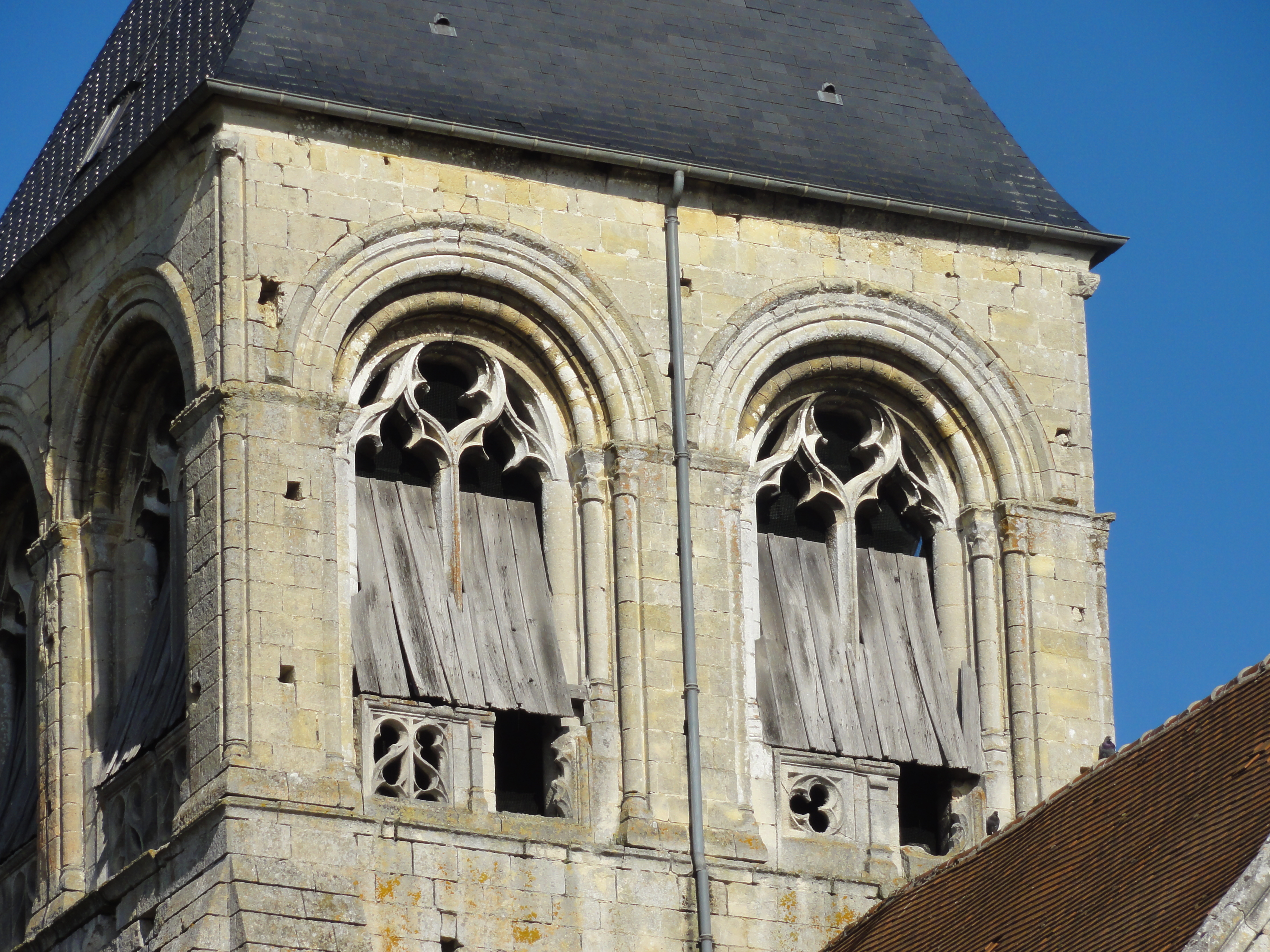
Clocher, étage de beffroi.

Après la façade, le clocher est le principal élément roman visible à l'extérieur de l'église ; il y a également le dernier contrefort intermédiaire du bas-côté sud et les croisillons du transept. Le clocher se compose d'un ou deux étages intermédiaires aveugles au-dessus de la croisée du transept. Ils sont flanqués de deux contreforts orthogonaux par angle, qui s'apparentent à ceux visibles en façade : ils sont plats, présentent des retraites par des fruits, et se terminent en glacis, sans larmiers. Sauf pour les contreforts, les parties basses du clocher sont bâtis en moellons. La pierre de moyen appareil est employée à partir du début du glacis sommital des contreforts. L'étage de beffroi est de faible hauteur, et a troqué son toit en bâtière contre un toit à la hache couvert d'ardoise. C'est peut-être lors de ce remaniement que la corniche a été sacrifiée. Les angles sont adoucies par deux colonnettes à chapiteaux superposés. La première a la même hauteur que les colonnettes des baies, et bute contre la tablette continue qui sert en même temps de tailloir aux chapiteaux des baies. La seconde repose sur cette même tablette, et va jusqu'en haut. Ici, les corbeilles des chapiteaux sont de faible hauteur, et leur sculpture est à fort relief, et assez variée. Tous les autres chapiteaux du clocher sont sculptés de feuilles plates. Chaque face de l'étage de beffroi est ajouré de deux baies en plein cintre relativement larges. Elles s'ouvrent entre deux paires de colonnettes à chapiteaux, et sous une double archivolte torique. Le tore supérieur s'accompagne d'une gorge, qui à son tour est surmontée d'un bandeau doublement biseauté, qui retombe sur la tablette continue déjà signalée. Comme à Béthisy-Saint-Martin, Chamant, Glaignes, Jaux, Néry, Orrouy et Saint-Vaast-de-Longmont, les baies devaient être réséquées en deux étroites arcades grâce à une colonnette centrale supplémentaire, qui supportait un tympan dans lequel deux arcs en plein cintre étaient taillés. Ces colonnettes ne subsistent que du côté ouest, mais un remaniement à la période flamboyante a rendu les arcs trilobés. Sur les trois autres faces, le remaniement a été plus radical. La colonnette centrale des baies a été supprimée, et remplacée par un meneau au profil prismatique. Le tympan a été remplacé par un remplage de deux têtes trilobées, surmontées d'un soufflet également trilobé entre deux étroites mouchettes. Une balustrade à jour occupe le quart inférieur des six baies ainsi redécorées.

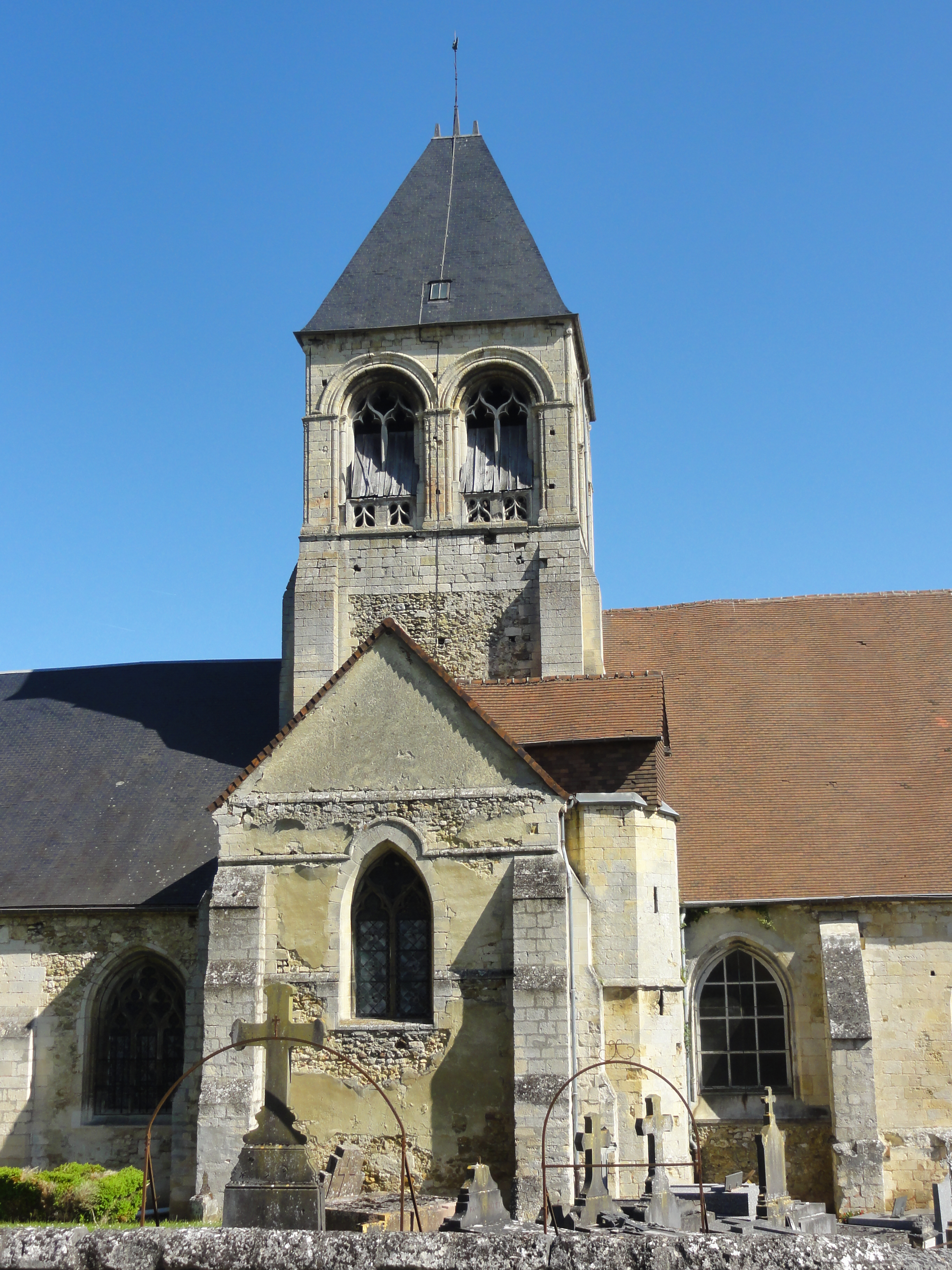
Clocher et croisillon sud.
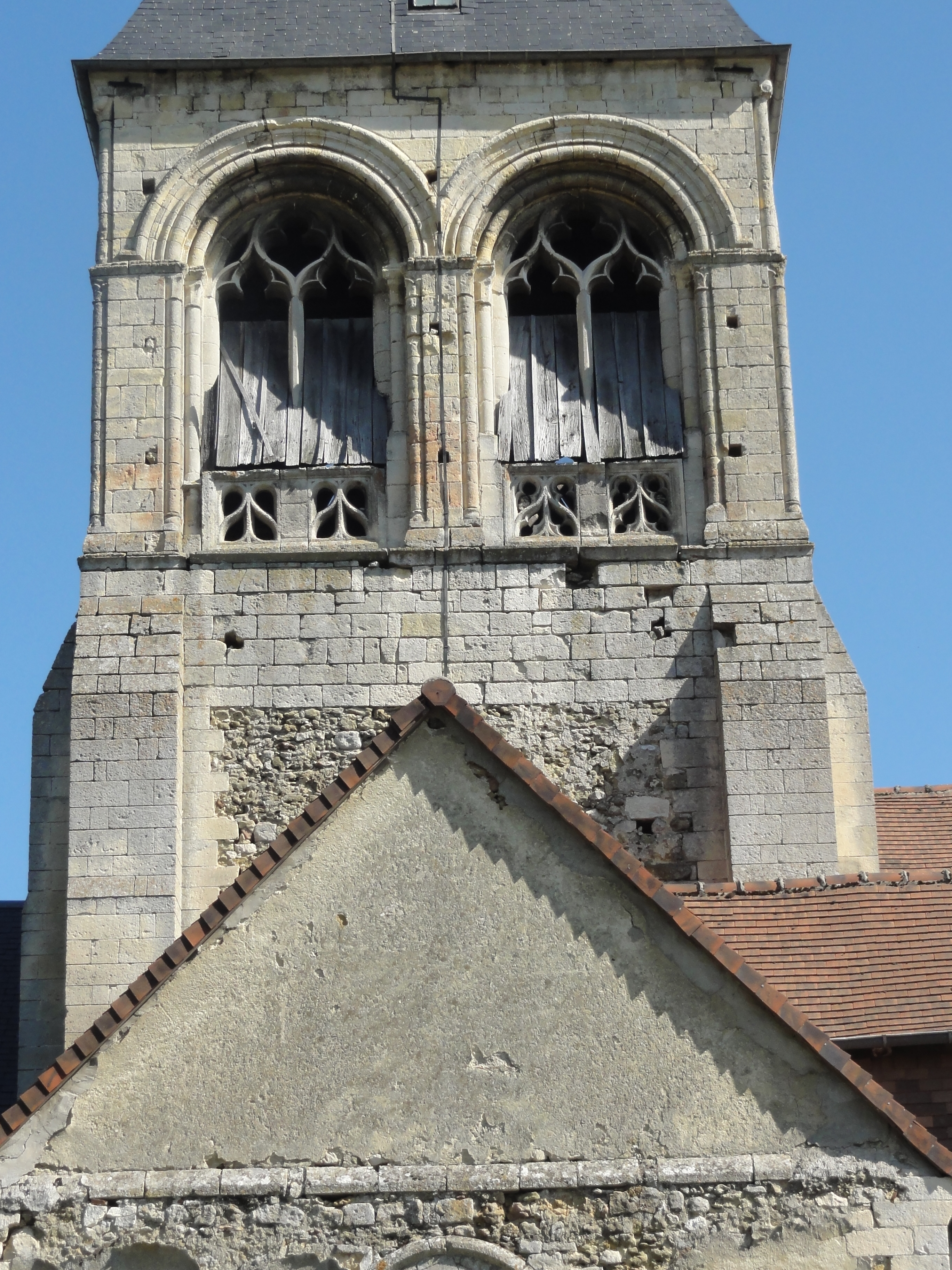
Clocher, côté sud.
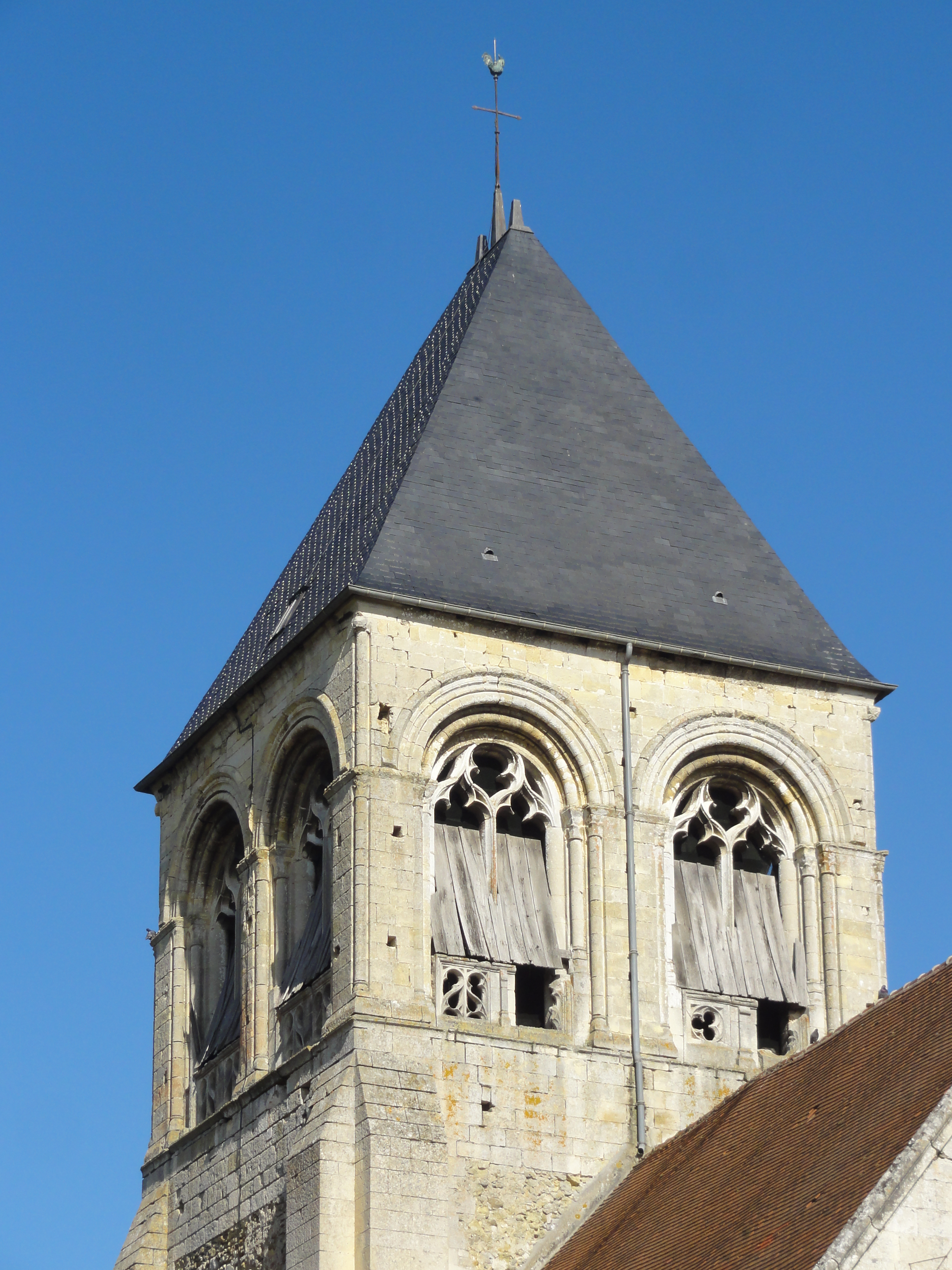
Clocher, étage de beffroi.
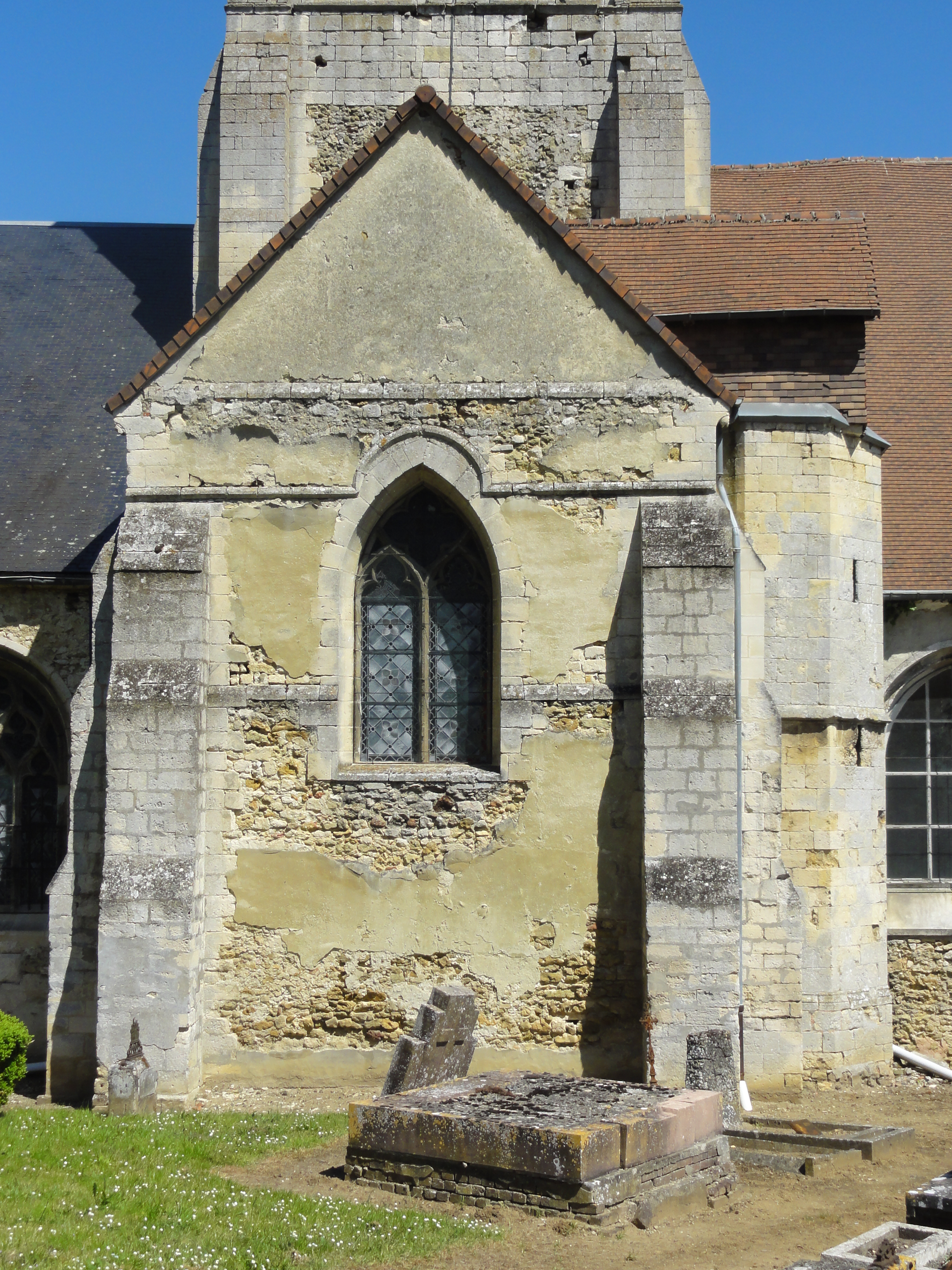
Croisillon sud.
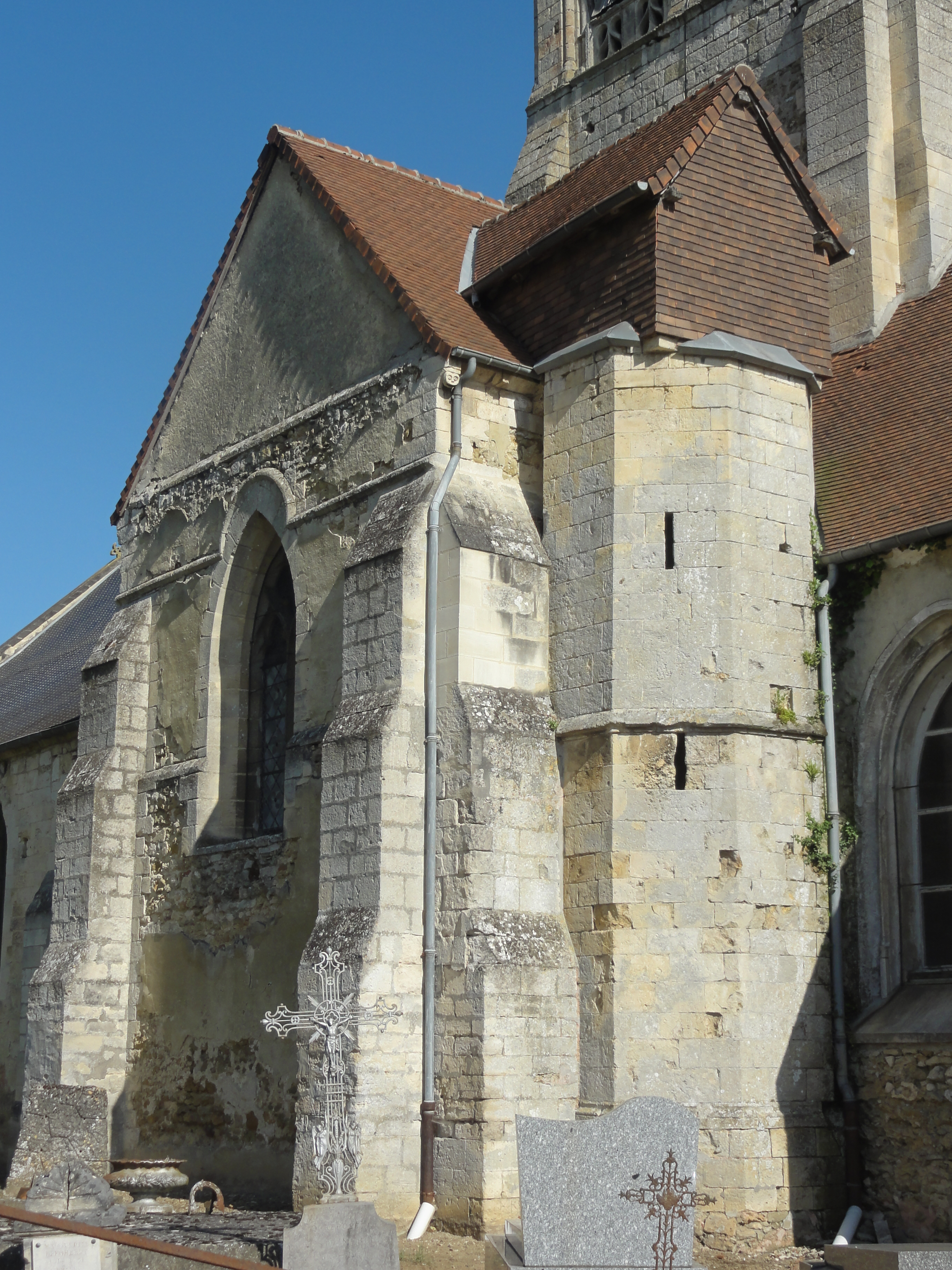
Croisillon sud, vue depuis le sud-est.
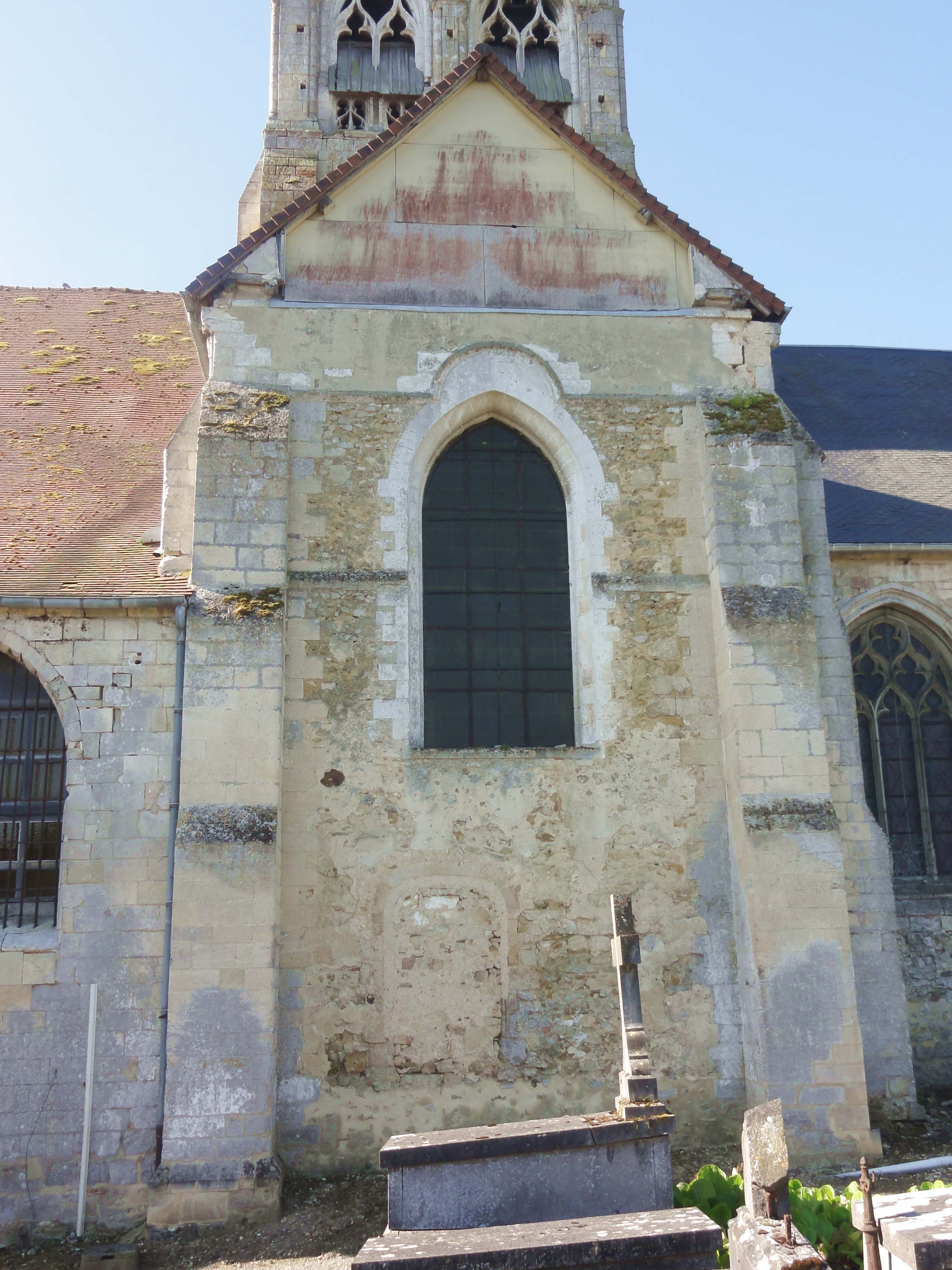
Croisillon nord.

#### Élévations latérales et chevet

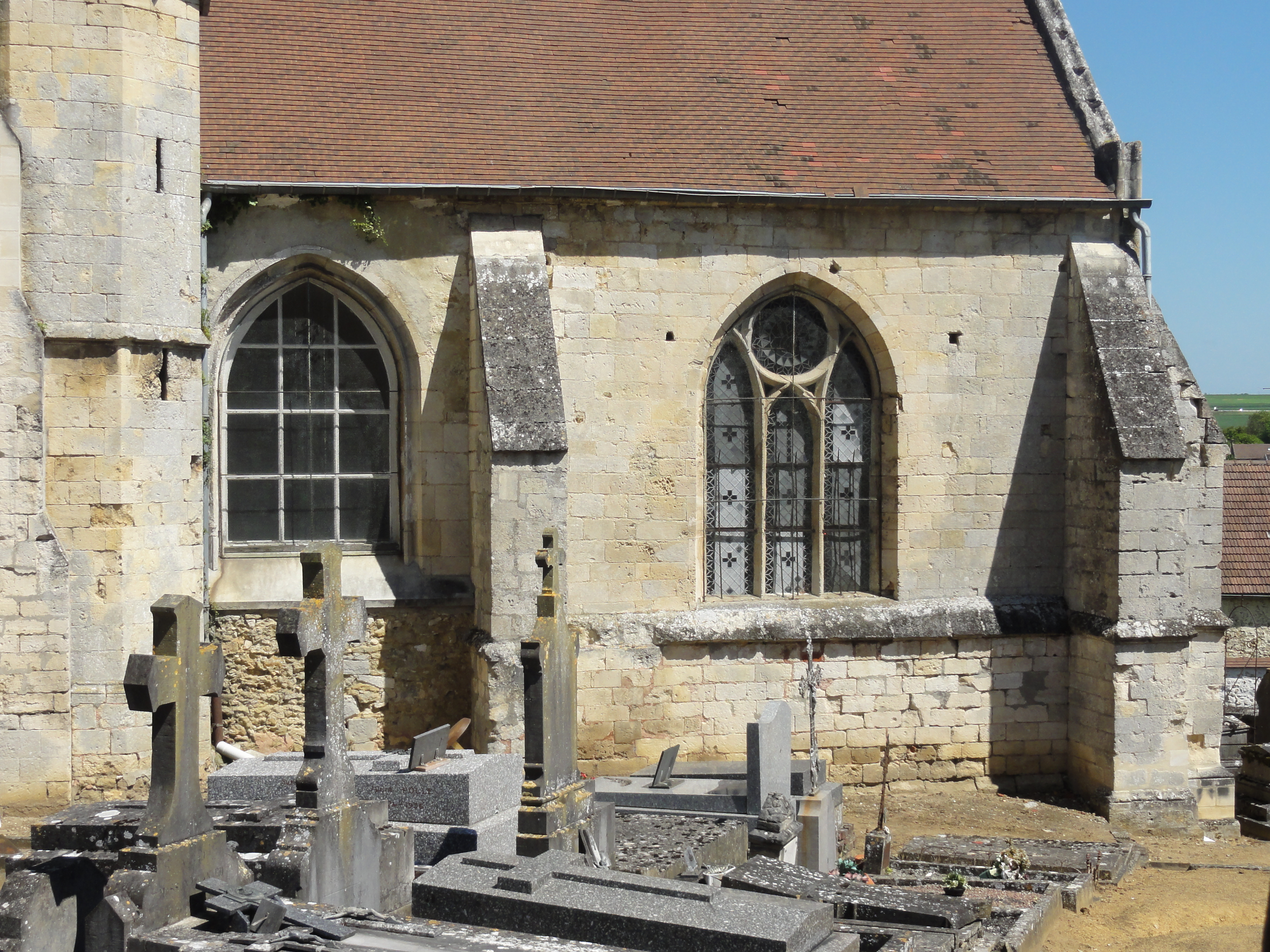
Collatéral sud.

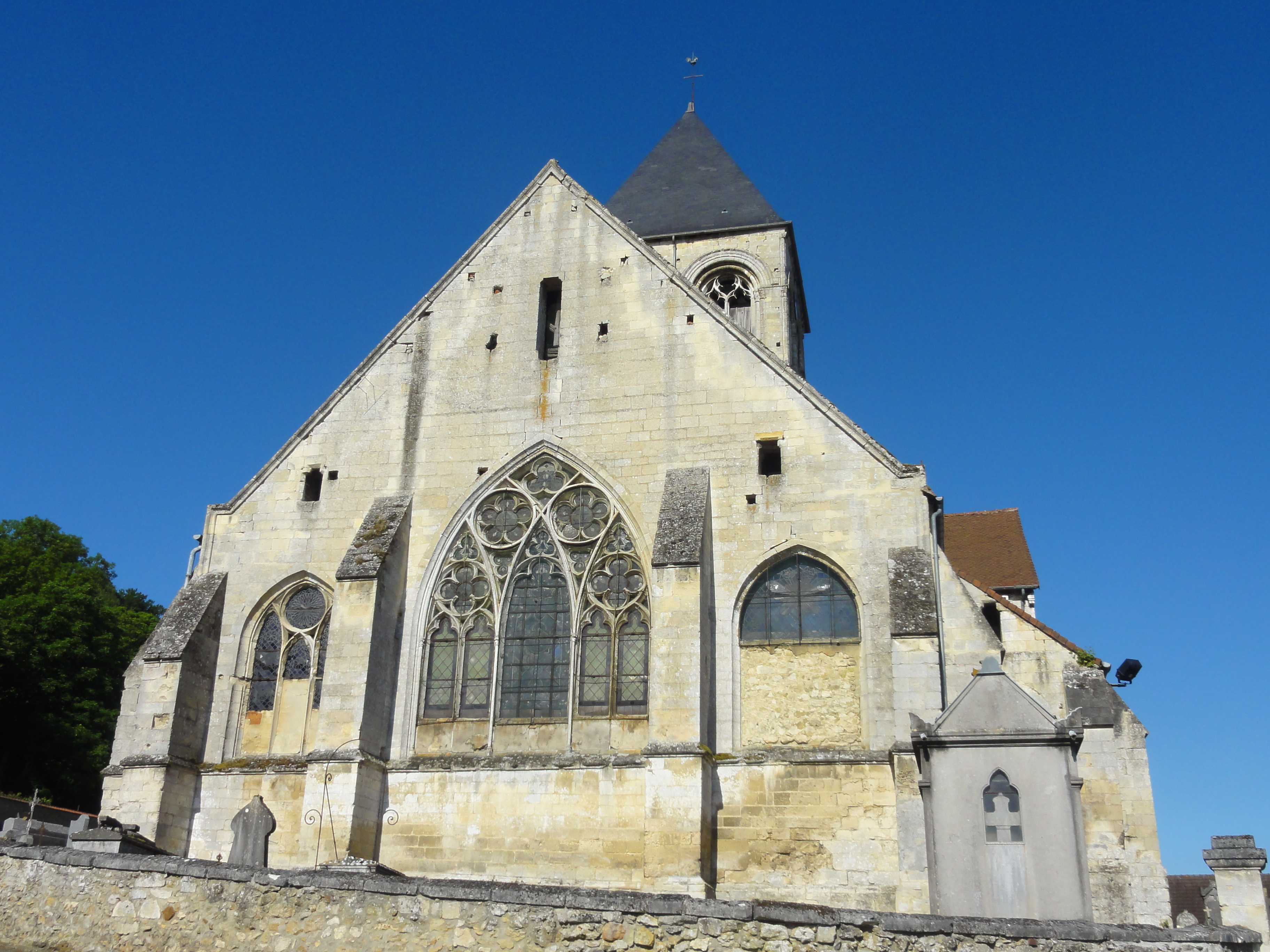
Chevet.

Les élévations latérales des trois premières travées des bas-côtés datent de la période classique, et sont sans intérêt. Au sud, un contrefort plat roman subsiste à l'intersection avec la quatrième travée. Sinon, leur caractère roman ne se manifeste pas à l'extérieur. Les murs sont bâtis en moellons, et les fenêtres sont flamboyantes. Elles sont de dimensions généreuses, et pourvus de réseaux soignés, représentatifs de leur époque. Dans la continuité stylistique avec les baies remaniées du clocher, elles présentent trois lancettes à têtes trilobées, surmontées de deux soufflets à têtes trilobées, puis d'un troisième soufflet au sommet, ces trois soufflets étant flanqués de deux fois deux étroites mouchettes obliques. À droite de la baie du nord, la plaque funéraire de Jean Baptiste Lagache, « cultivateur éclairé, économe et paisible », mort le 2 septembre 1800, est scellée dans le mur.
Les deux croisillons ont perdu leurs pignons initiaux, et le pignon du croisillon nord est réalisé en matériaux légers. Sinon, leur substance est essentiellement romane. Deux contreforts plats orthogonaux épaulent chaque angle. Ils sont identiques à ceux de la nef. Les murs latéraux se terminent par une corniche, qui se compose de modillons supportant une tablette biseautée. La plupart des modillons sont complètement érodés ou ont été remplacés par de simples corbeaux. Ceux qui demeurent intacts sont sculptés de motifs décoratifs simples. Frontalement, les croisillons gardent les traces de fenêtres en plein cintre, situées en grande hauteur, avec les impostes au même niveau que les sommets des contreforts. Ces baies étaient surmontées d'un bandeau doublement biseauté, qui se poursuit à gauche et à droite au niveau des impostes. Les murs sont, pour l'essentiel, en moellons, et comportent une retraite par un fruit. Au nord, l'on voit les contours d'une porte bouchée en anse de panier. À l'est, le croisillon sud est flanqué d'une cage d'escalier à pan coupé, qui est seulement éclairé par d'étroites meurtrières. Le mur oriental du croisillon nord est caché par la sacristie, ce qui ne permet pas de savoir si les croisillons étaient primitivement équipés de fenêtres orientales.
Les élévations latérales des collatéraux et le chevet central paraissent avoir été construits d'un seul jet, et le chevet est symétrique. Les murs sont en pierre de taille, sauf le soubassement de la baie de la première travée du sud. Il n'y a pas de corniche. La première fenêtre du sud est entourée de moulures, et bien que le remplage s'est perdu, des petites bases polygonales subsistent sur les jambages. Les fenêtres rayonnantes des élévations latérale sont seulement entourées d'un ébrasement, tandis que les trois baies du chevet sont entourées d'une gorge, comme à l'intérieur. À partir de la deuxième travée du sud, un larmier mouluré court à la limite des allèges. Il est également présent sur les contreforts, qui sont très saillants, et s'amortissent par un long glacis formant larmier. Le mur du chevet ne comporte pas d'autre élément de scansion horizontale que le larmier déjà signalé. Il n'y a qu'un grand pignon unique, qui est parfaitement homogène, et percé de petites ouvertures rectangulaires au-dessus des baies des collatéraux, et d'une plus haute ouverture rectangulaire en son centre. Des trous de boulin sont visibles autour de cette ouverture. Dans leur ensemble, les parties orientales sont traités avec sobriété, mais solidement bâtis, et l'absence de toute ornementation est compensée par l'effet décoratif des réseaux des fenêtres. Quant à la sacristie, elle se caractérise par des murs en pierre de taille, des contreforts qui se retraitent une fois par un fruit et s'achèvent par un glacis formant larmier, et de larges fenêtres, qui ne prennent pas appui sur un larmier. La baie orientale est bouchée par un mur de petits moellons irréguliers, et les deux autres ont perdu leur remplage.

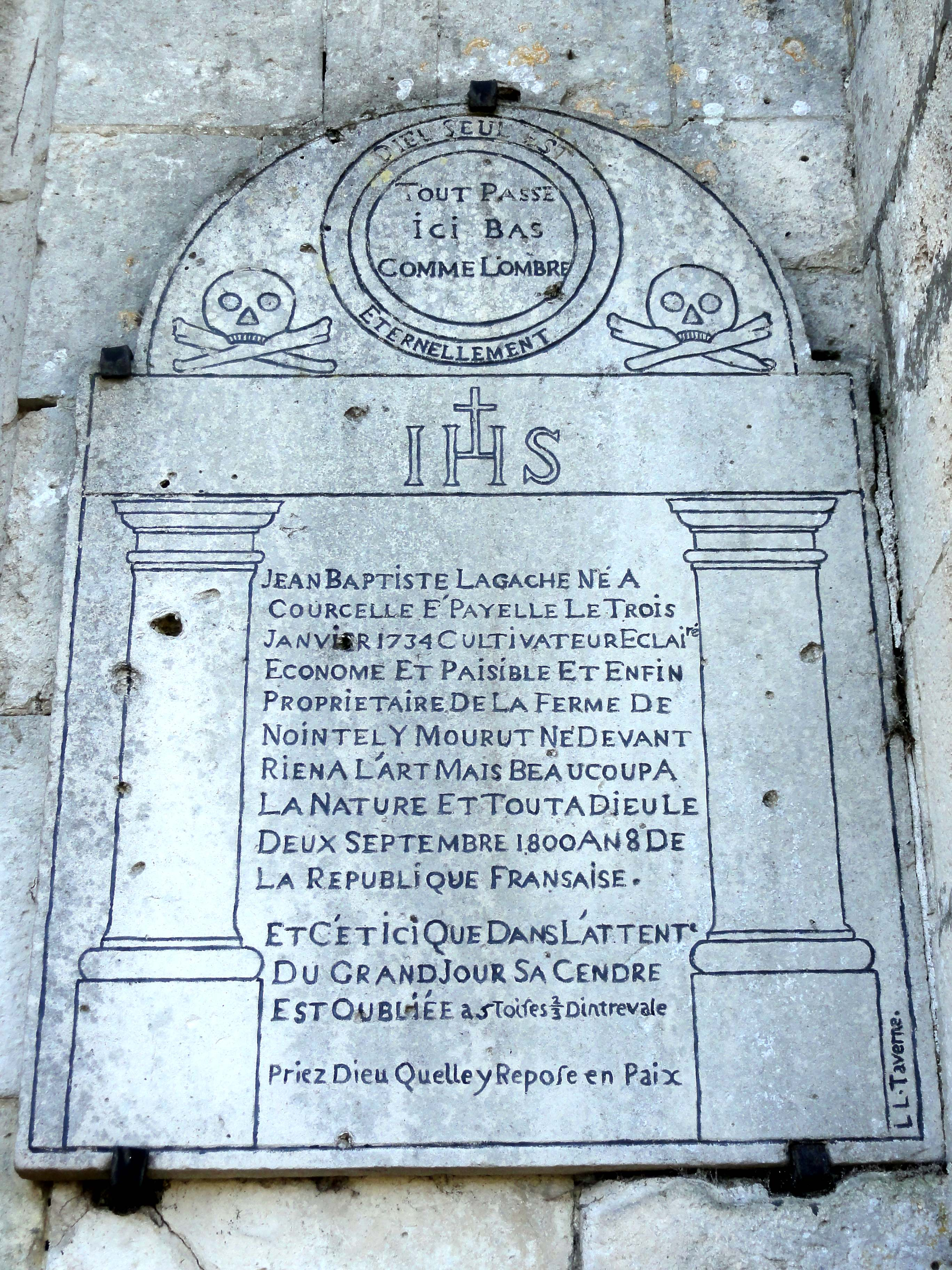
Plaque funéraire.
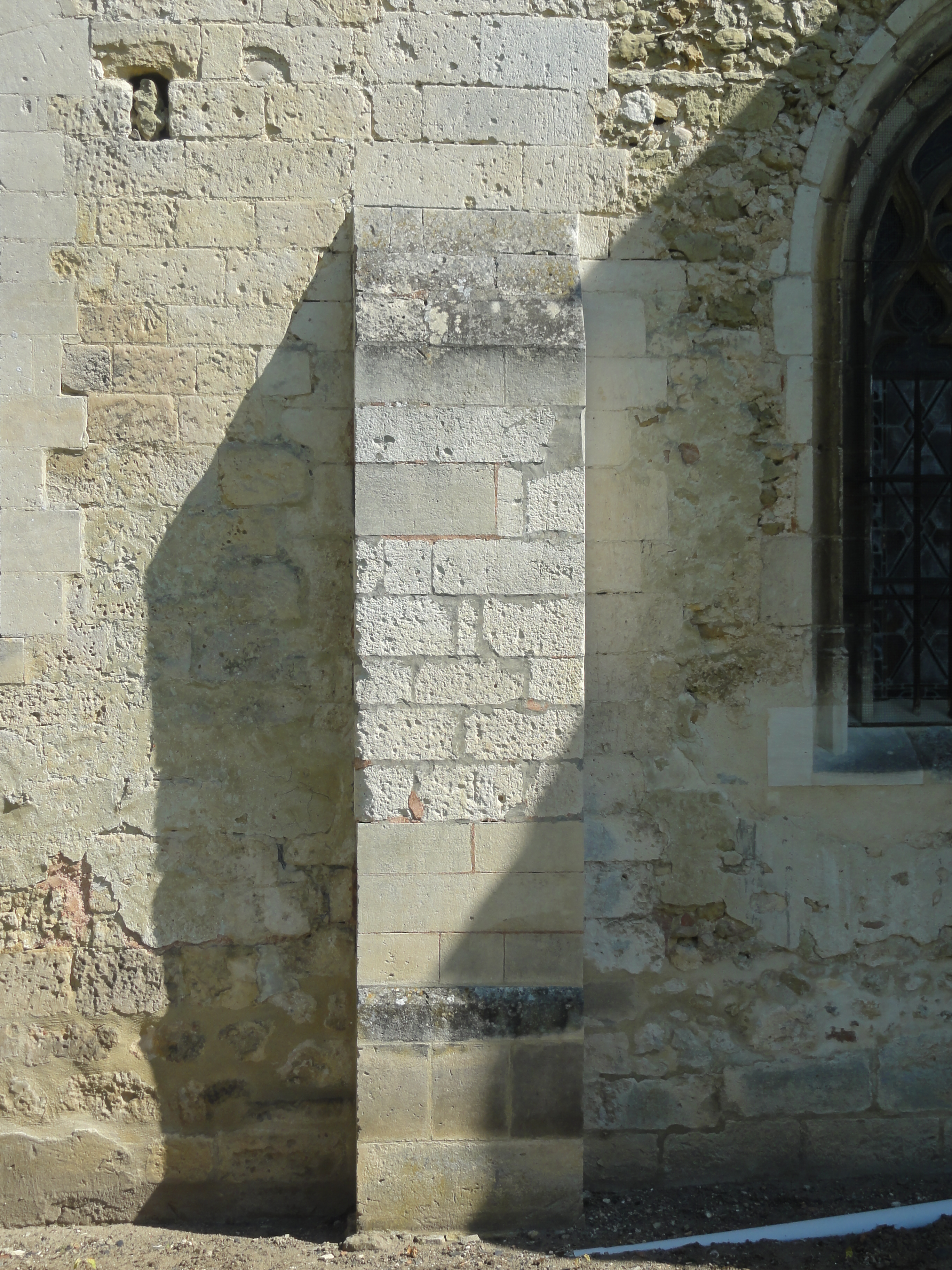
Contrefort roman du bas-côté sud.
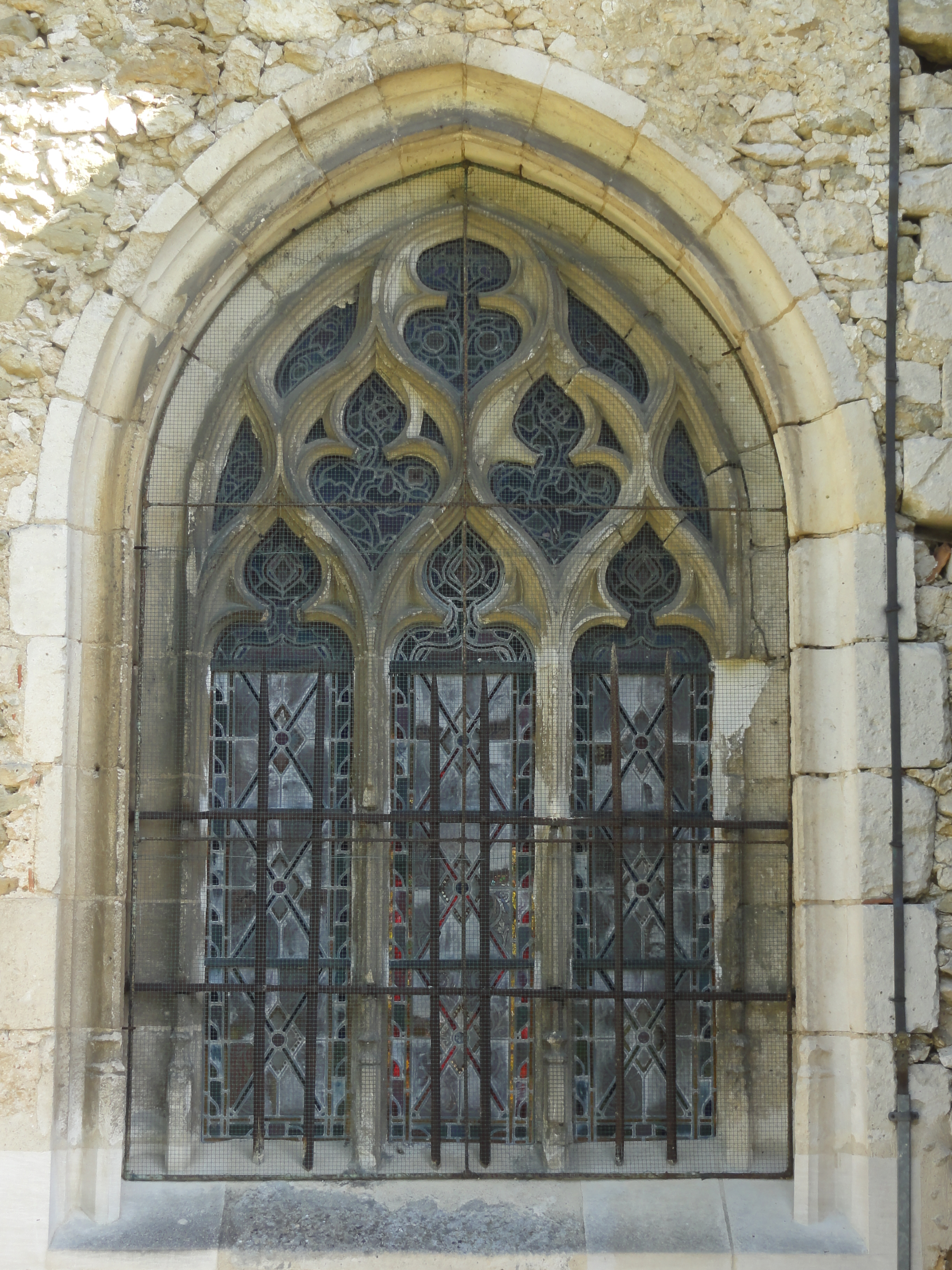
Baie flamboyante de la 4e travée du bas-côté.
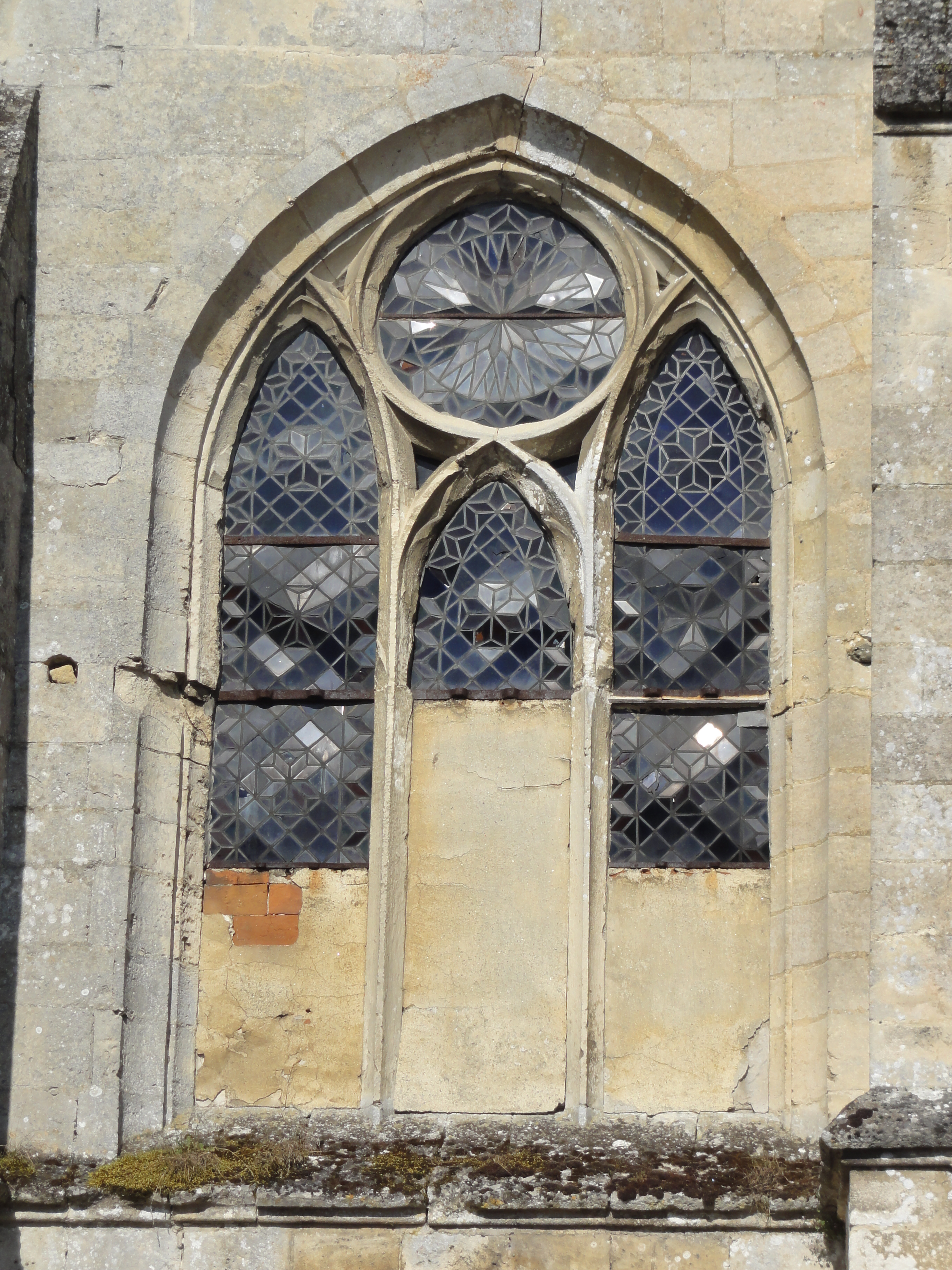
Baie au chevet du collatéral sud.
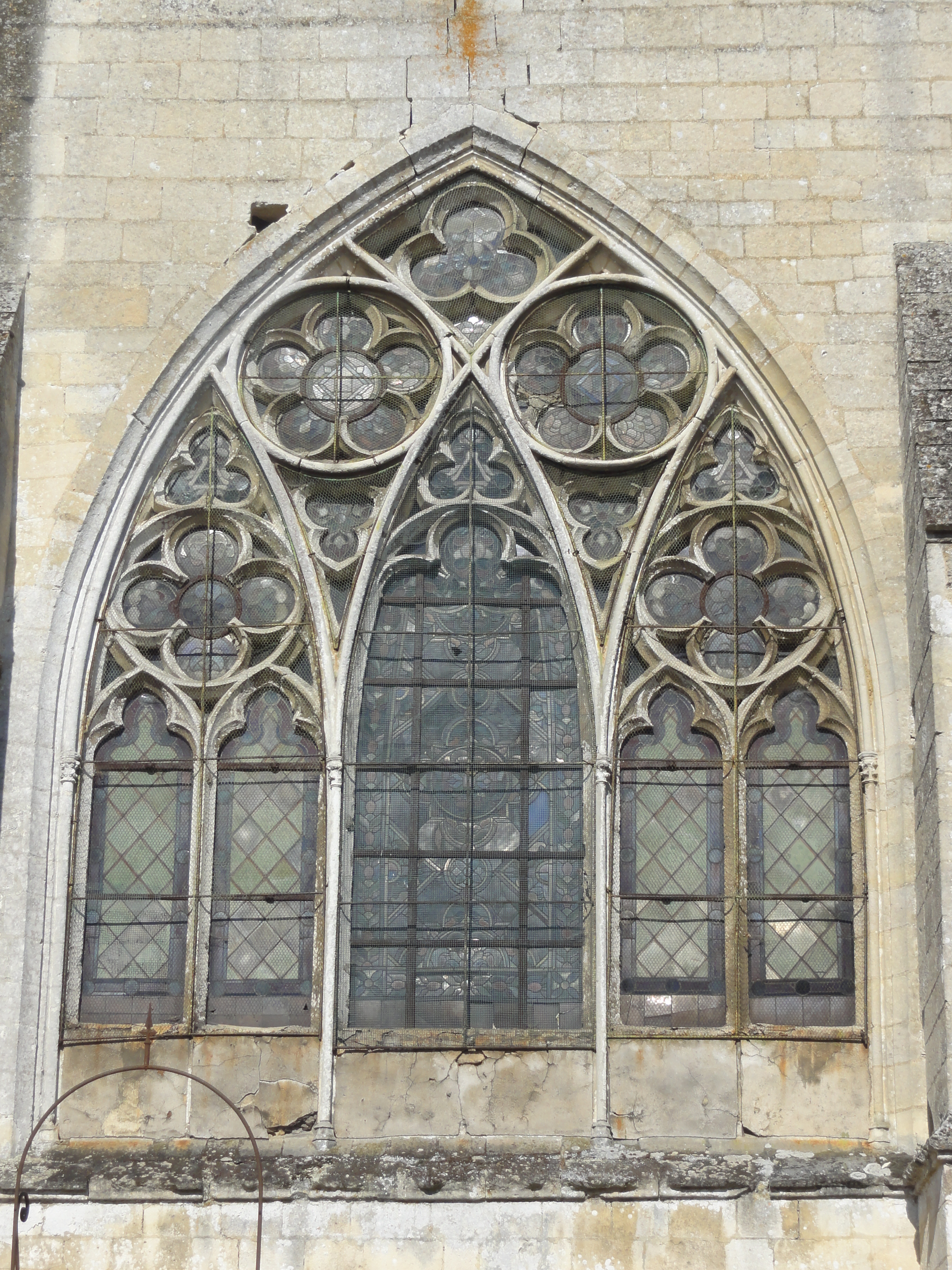
Baie d'axe du chevet.
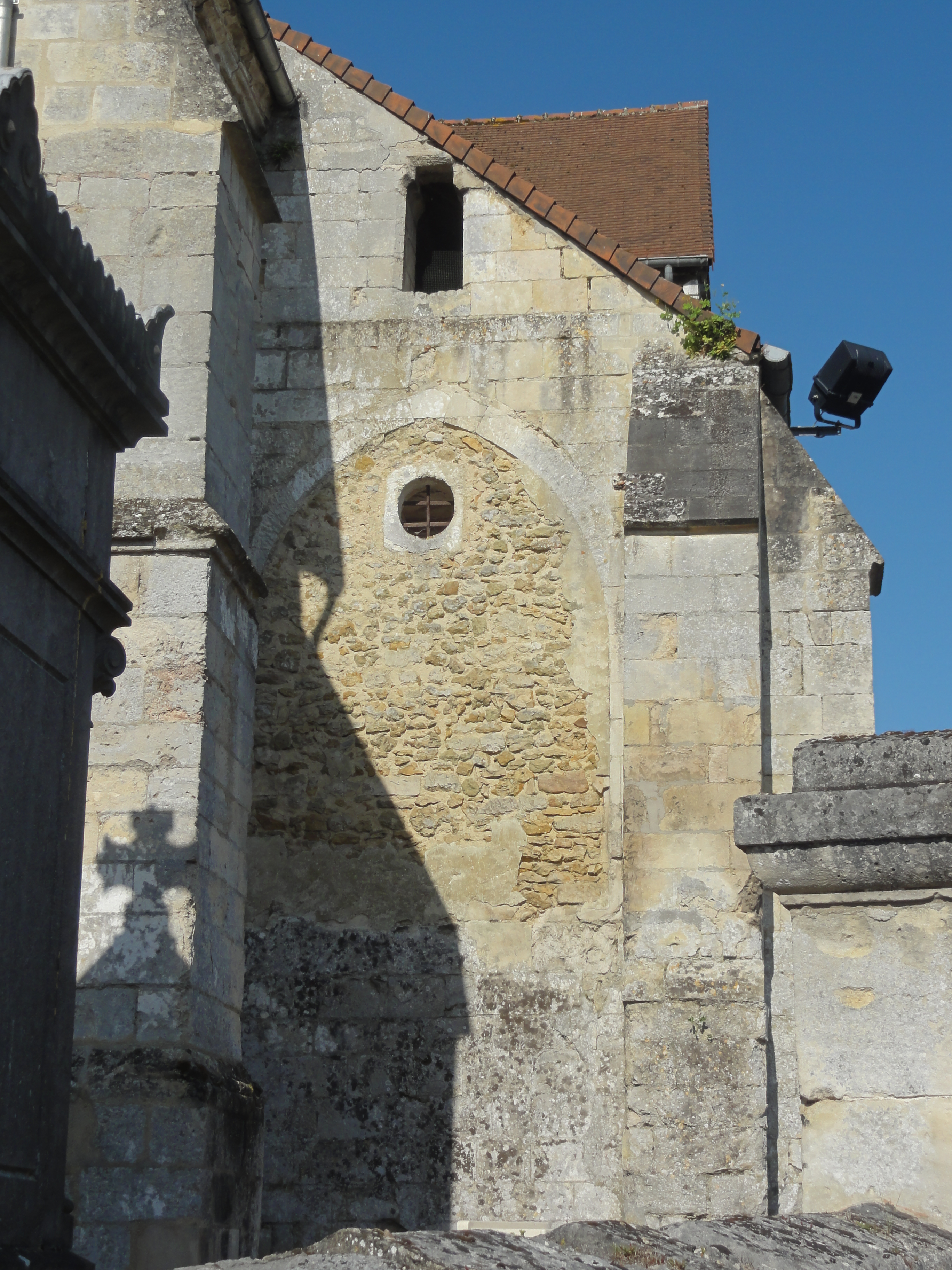
Chevet de la sacristie.

## Mobilier

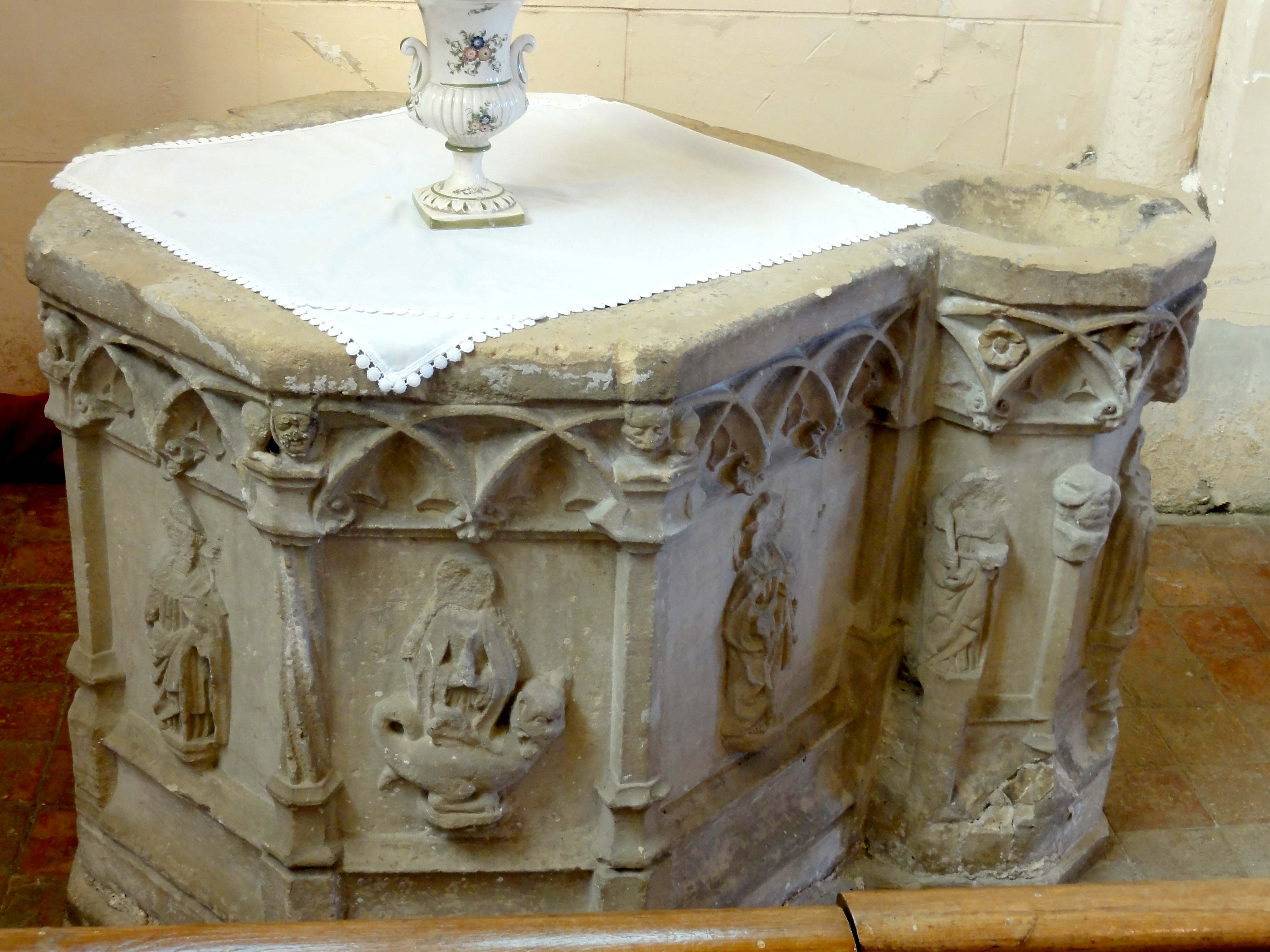
Fonts baptismaux avec piscine.

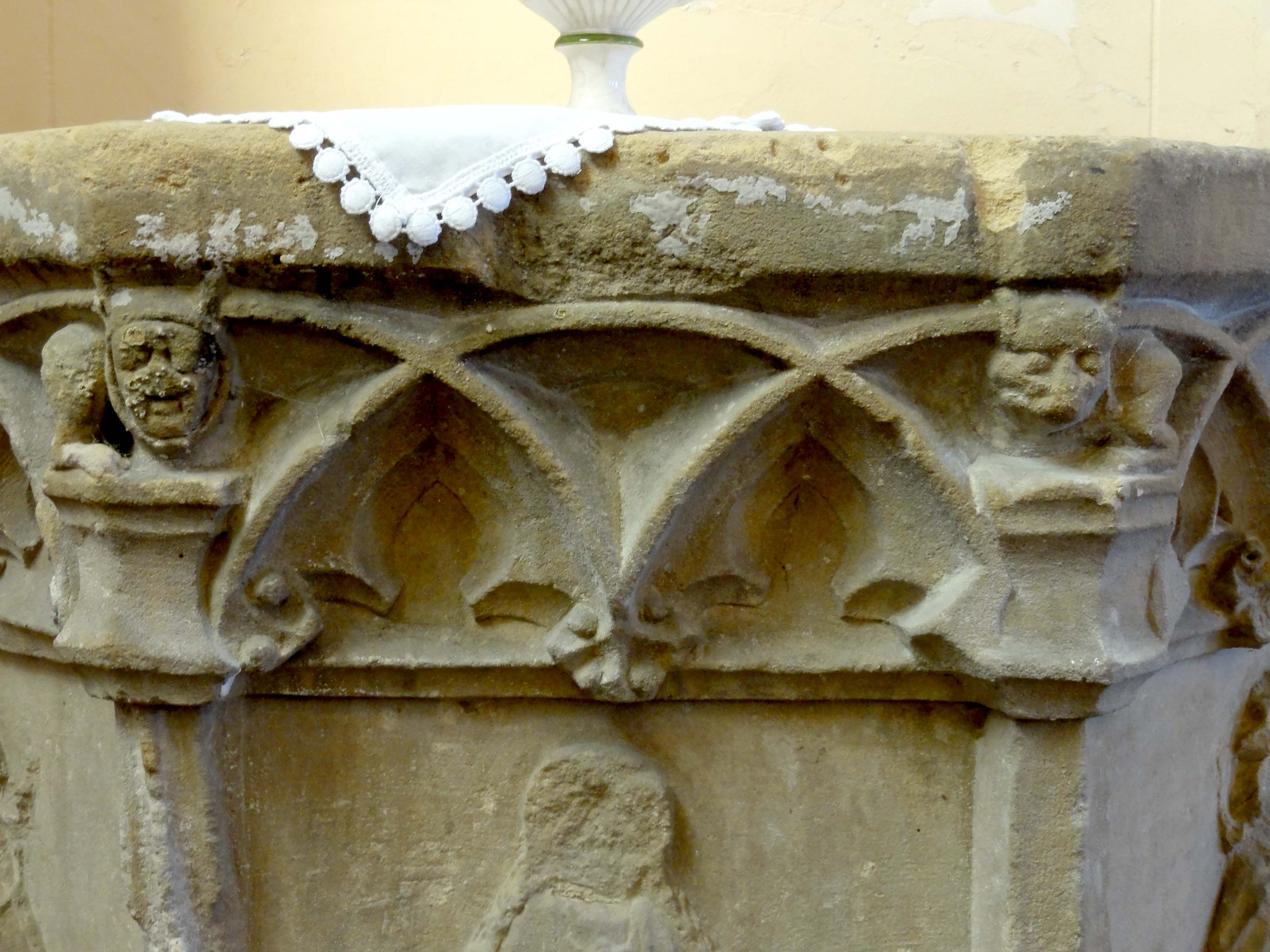
Fonts baptismaux, niveau supérieur.

Parmi le mobilier de l'église, deux éléments sont classés monument historique au titre d'objet. Il s'agit des fonts baptismaux et d'un chasuble. Le reste du mobilier n'offre que peu d'éléments d'intérêt, dont notamment une petite statue en bois polychrome de saint Vaast, et le bénitier de style Renaissance.
Les fonts baptismaux sont de plan octogonal, et incluent une petite piscine de la même forme. Les faces de la cuve baptismale à infusion sont délimitées par des meneaux, qui évoquent les remplages des fenêtres flamboyantes, et ont des bases analogues. Ces formes se répètent à la limite supérieure des meneaux, et servent de supports à de petits animaux, par exemple un lion et un chat, ou des têtes humaines. Entre les meneaux, les faces de la cuve se structurent en trois niveaux. Le niveau inférieur comporte un socle et une plinthe moulurée, comme sur les bases de nombreux piliers de l'époque flamboyante. Le niveau central comporte un panneau sculpté d'un personnage en bas-relief, dont sainte Marguerite, un saint non identifié, un ange, et la scène du Baptême du Christ. Malheureusement, toutes les têtes ont été bûchées à la Révolution. Le niveau supérieur, sous la bordure, affiche un réseau flamboyant très délicat. Des hémicycles enchevêtrés dessinent deux arcatures en arc brisé en haut de chaque face de la cuve. Elles retombent sur un cul-de-lampe en forme de fleuron inversé au milieu, et se fondent dans les consoles supportant les animaux et têtes humaines près des angles. Une tête trilobée s'inscrit sous chaque arcature. Les dimensions restreintes de la piscine ne laissent de la place que pour une seule arcature en haut de chaque face. Le niveau central s'organise également de façon différente. Les personnages sont disposés devant un angle sur deux, les autres angles étant garnis d'un meneau raccourci qui s'arrête sous une petite tête sculptée, nettement en dessous du niveau supérieur. Par conséquent, les angles du niveau supérieur restent libres, et les écoinçons entre deux arcatures y sont sculptés de fleurs alternant avec des chimères. Les fonts peuvent être datés de l'extrême fin du XIVe siècle ou du début du XVIe siècle. Ils auraient été recomposés, et le couvercle est moderne. La hauteur est de 89 cm ; la largeur de la cuve baptismale est de 94 cm ; et la longueur de l'ensemble cuve baptismale et piscine est de 133 cm. Le classement remonte à 1908,.
Le chasuble se compose d'un orfroi du XVIe siècle, qui a été cousue sur un chasuble moderne en velours ponceau d'un teint un peu trop vif lors d'une restauration au XIXe siècle. L'orfroi comporte deux motifs brodés de face et deux motifs sur le dos. Il s'agit de saint Laurent, identifiable par son attribut, la grille, et d'un autre saint en face, et d'un Christ en croix et de sainte Marie-Madeleine au dos. Les sujets sont brodés sur un fond à point natté ; les vêtements des personnages sont brodés au point lancé ; et les carnations sont exécutées au point de bouture. Le classement remonte également à 1908,.

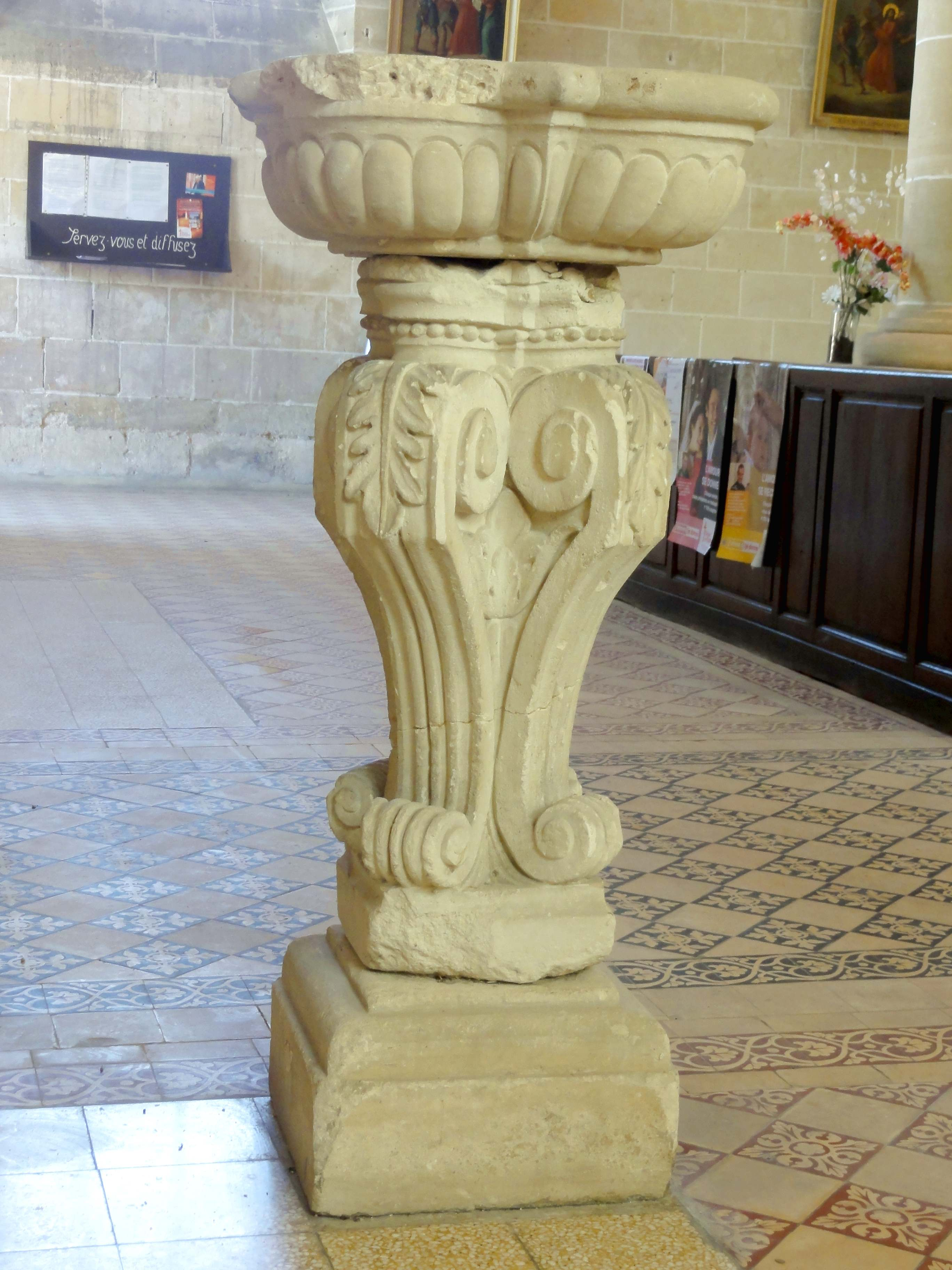
Bénitier.
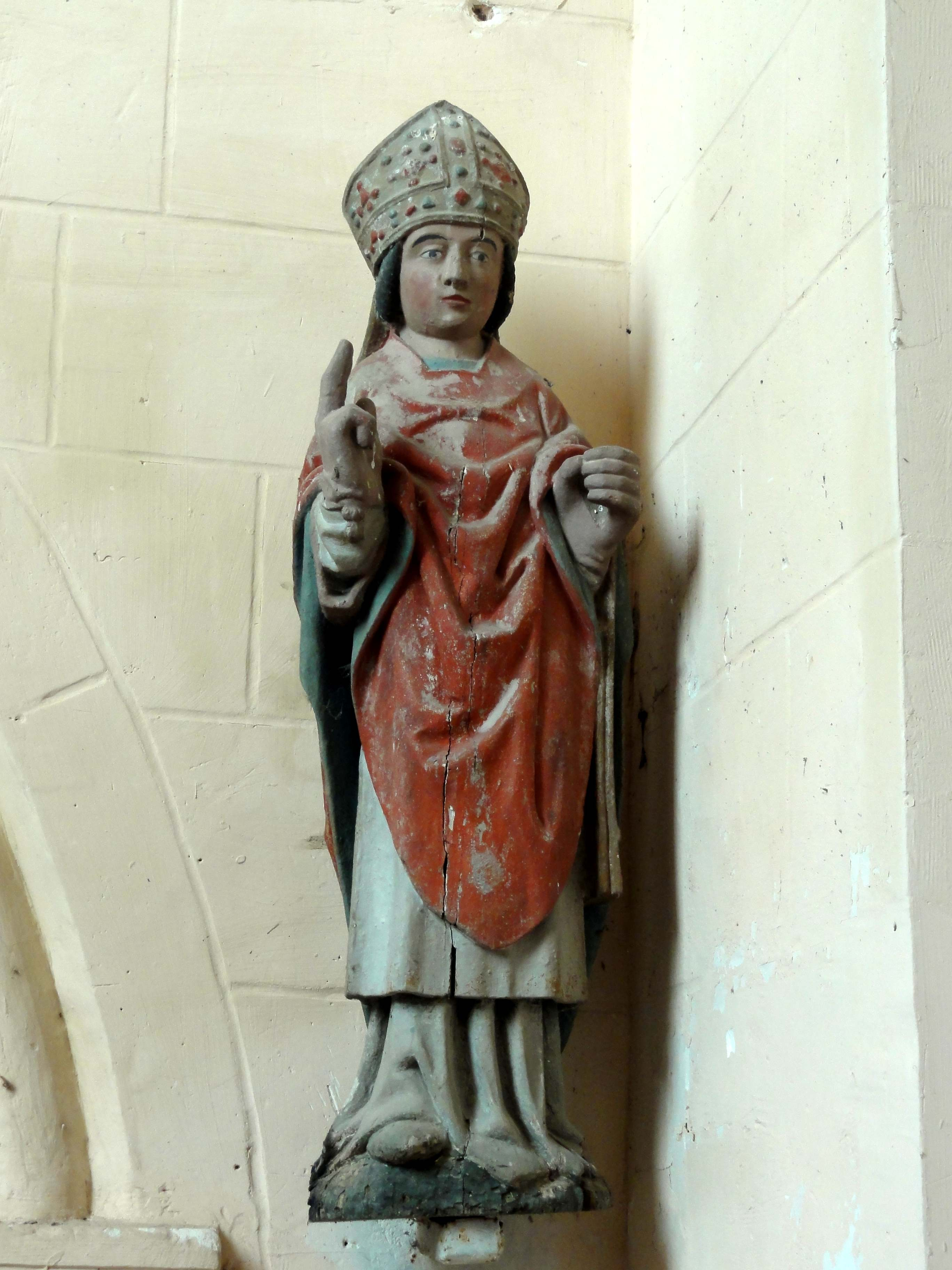
Saint Vaast.
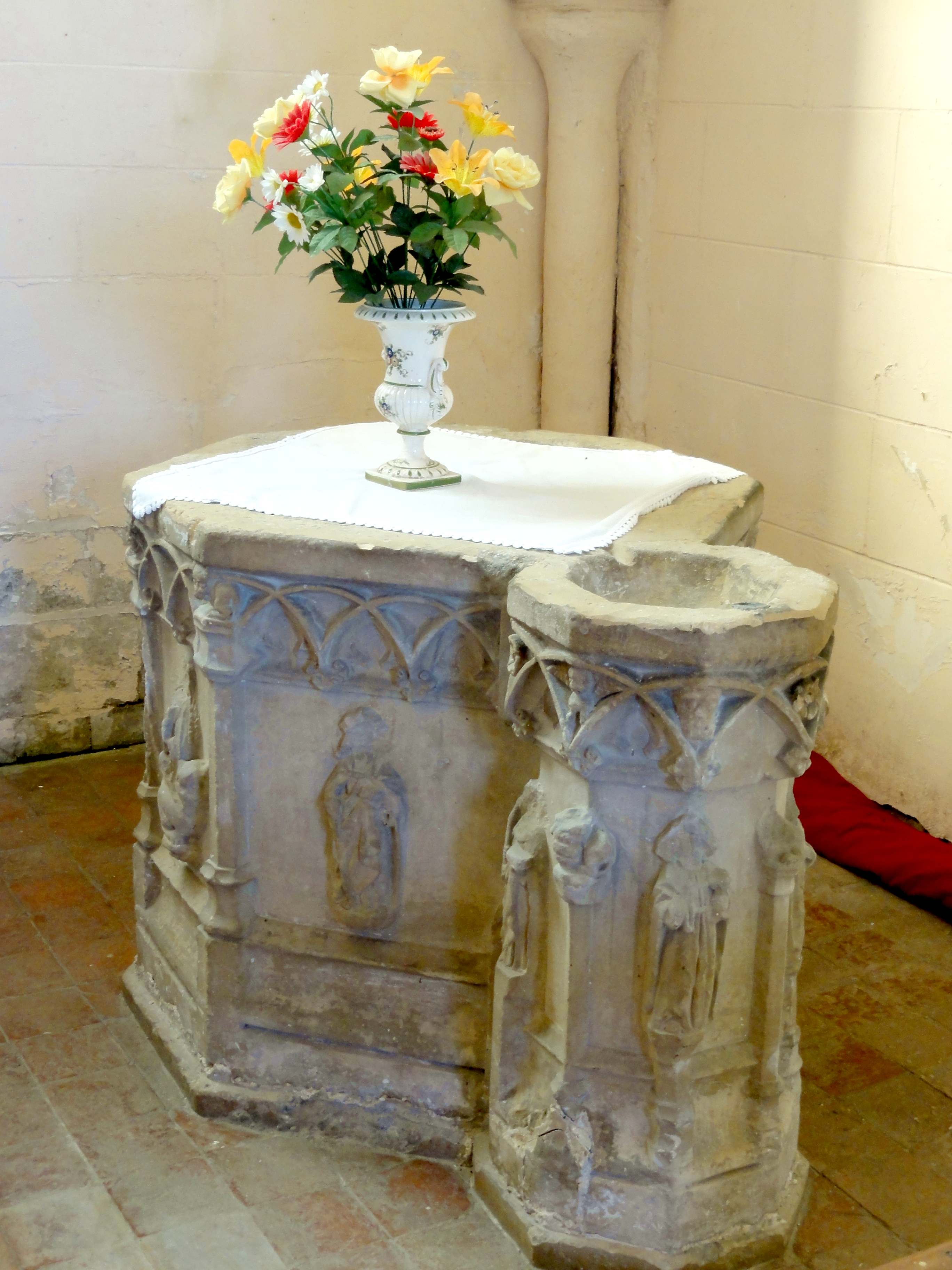
Fonts baptismaux et piscine.
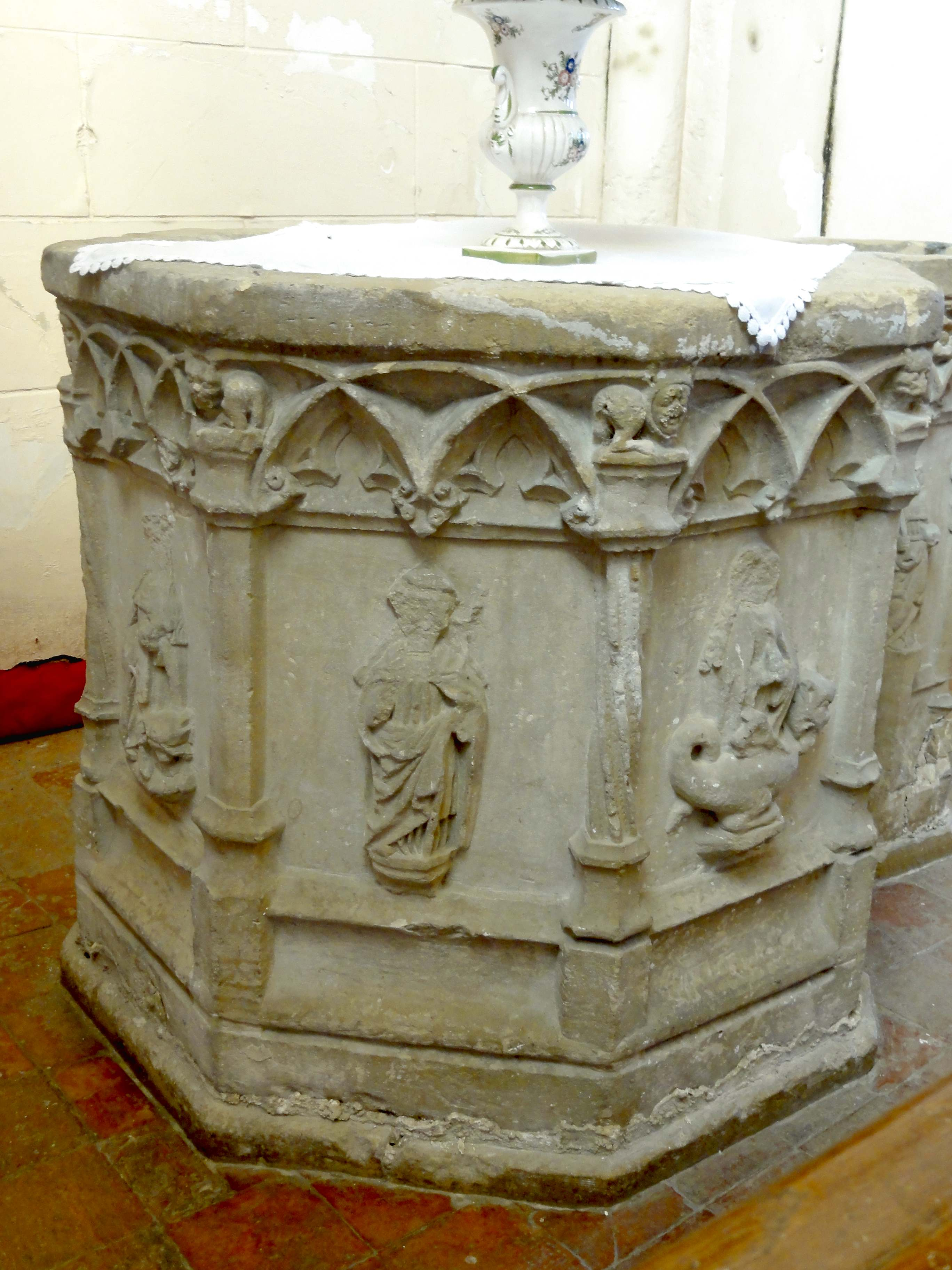
Fonts baptismaux.
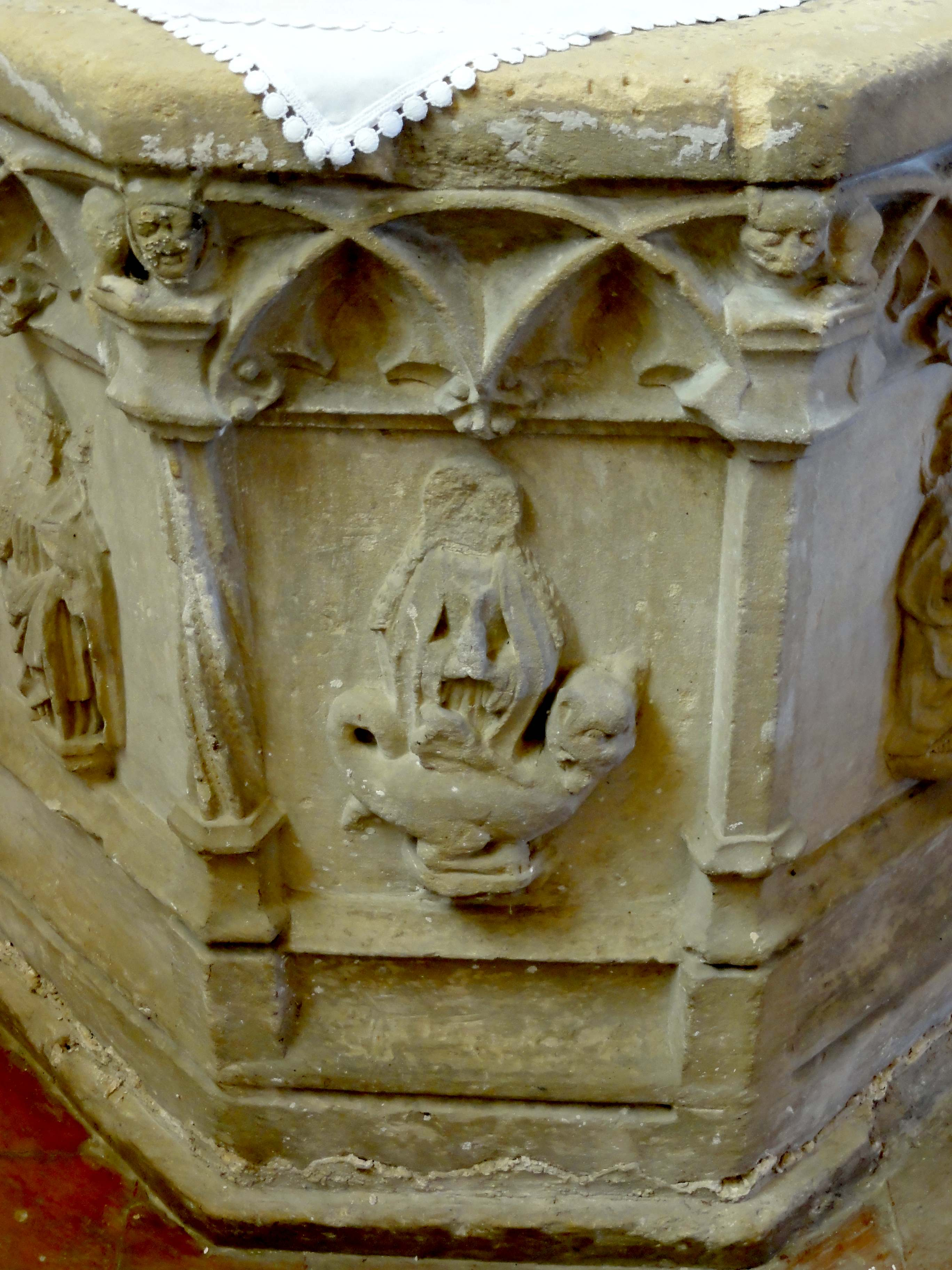
Fonts baptismaux, détail.
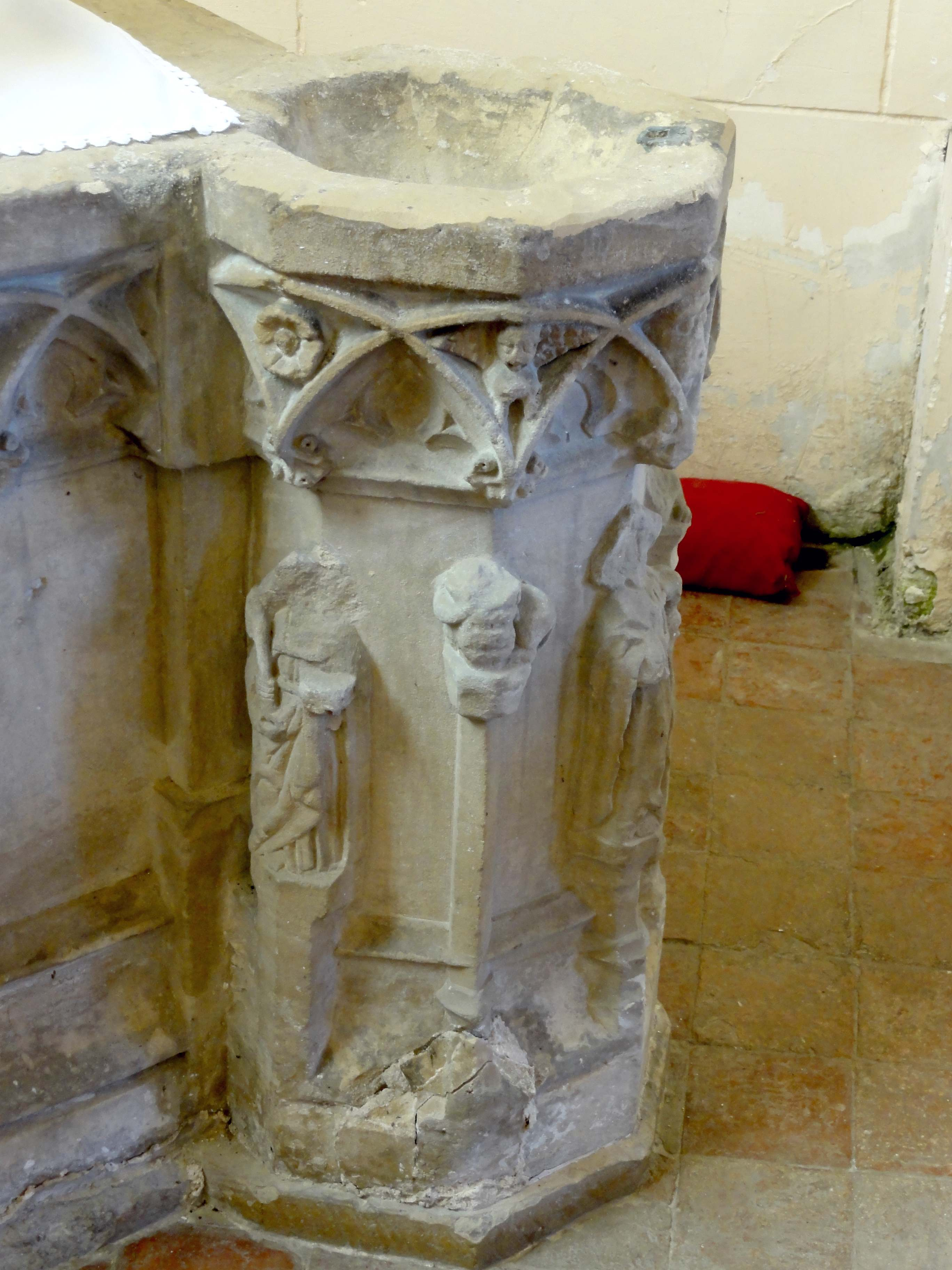
Piscine.

.